# Reparto Corse Alfa Romeo
Il Reparto Corse Alfa Romeo è uno dei termini utilizzati per indicare il dipartimento dell'Alfa Romeo che si occupa della progettazione, realizzazione e manutenzione delle vetture da competizione della casa di Arese. Attualmente questo distaccamento, noto anche come Alfa Corse e Autodelta a seconda del periodo trattato, non è attivo in quanto nessuna vettura del biscione è impegnata ufficialmente in alcun campionato. Tuttavia durante la sua storia ultracentenaria le Alfa Romeo ufficiali hanno riscosso successi e vittorie praticamente in tutte le categorie sportive automobilistiche, spaziando dal Campionato del Mondo di Formula 1 fino ai rally e ai campionati monomarca. Il suo simbolo è un quadrifoglio verde su campo bianco sin dal 1923, quando venne dipinto da Ugo Sivocci sul cofano della sua vettura come portafortuna prima di vincere la sua prima Targa Florio.
Una peculiarità del reparto corse della casa milanese è aver dato i natali alla Scuderia Ferrari, fondata nel 1929 a Modena dal suo ex pilota Enzo Ferrari per far correre gentleman-driver e piloti professionisti su vetture Alfa Romeo. Addirittura dal 1933 al 1937 compresi la Scuderia Ferrari rappresenta ufficialmente la casa milanese nelle maggiori gare internazionali, proseguendo la tradizione vincente delle Alfa Romeo che, grazie a piloti del calibro di Giuseppe Campari e Tazio Nuvolari, diventano famose come "Le Alfa della Scuderia Ferrari".
La Scuderia del Portello invece, di comune intesa con il Museo Storico Alfa Romeo e il Registro Italiano Alfa Romeo, è un'associazione sportiva che si occupa di portare in gara le vetture da corsa del biscione fuori produzione, di tutte le età e le categorie, nelle gare e nelle rievocazioni storiche loro riservate.

## La storia
Nel corso della storia dell'Alfa Romeo le competizioni sono sempre state centrali sia per lo sviluppo sia per la vendita delle automobili stradali. Per questo motivo l'impegno sportivo della casa milanese comincia già nel 1911, continua con i successi dagli anni trenta agli anni sessanta e prosegue ancora oggi con l'impegno in Formula 1 insieme alla Sauber. Tuttavia non sempre le competizioni sono state gestite direttamente dall'azienda, che ha lasciato che alcune scuderie private facessero gareggiare le vetture del biscione al posto della casa madre e spesso con ottimi risultati, grazie alle caratteristiche progettuali già orientate verso l'attività sportiva.
La storia del reparto corse può essere suddivisa così, dalla fondazione dell'azienda fino al 1932 le attività sono gestite dalle stesse persone che sviluppano le auto stradali, poi subentra la Scuderia Ferrari, che gestisce le auto da corsa fino al 1938, quando viene fondata l'Alfa Corse, il primo dipartimento dell'azienda espressamente dedicato alle competizioni. Questa rimane attiva fino al 1954, quando l'Alfa Romeo abbandona ogni impegno ufficiale lasciando l'iniziativa ai piloti privati. Nel 1963 l'Alfa Romeo rientra nelle corse attraverso la società esterna Autodelta, che si occupa di sviluppare le Alfa Romeo da corsa per tutte le categorie. Nel 1983 una crisi dell'azienda spinge verso una decisa riorganizzazione, l'Autodelta è chiusa e trasformata di nuovo in Alfa Corse e l'impegno sportivo viene ridotto ma mantenuto anche dopo l'acquisizione da parte della Fiat nel 1986, concentrandosi sulla categoria Turismo. Nel 1996 tutta l'attività sportiva del gruppo è concentrata sotto Fiat Corse, lasciando che le Alfa Romeo ufficiali siano portate in gara dal team esterno N.Technology che per l'occasione rispolvera il glorioso nome Autodelta. Dal 2008 l'Alfa Romeo non è più impegnata in maniera ufficiale in nessuna competizione; dal 2018 al 2023 ha sponsorizzato il team Sauber F1, mentre il preparatore Romeo Ferraris ha realizzato una Giulietta conforme ai regolamenti TCR.

### Le origini (1911-1924)

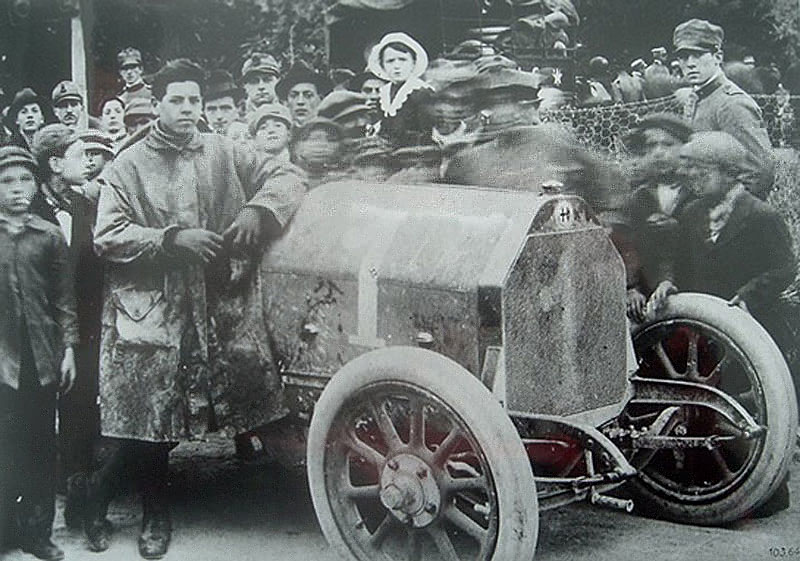
Il meccanico-collaudatore Giulio Ramponi appoggiato sul cofano della sua ALFA 20-30 HP alla Parma-Poggio di Berceto

Già nel 1911, a neanche un anno dalla fondazione, una vettura dell'A.L.F.A. viene iscritta nelle nascenti competizioni automobilistiche. In particolare una 12 HP "corsa", leggermente potenziata con Nino Franchini e Giuseppe Campari al volante, vince a pari merito con altri 7 concorrenti il Primo Concorso di Regolarità di Modena. Avendo preceduto di qualche mese l'esordio di una 24 HP "corsa" alla Targa Florio la 12 HP è la prima A.L.F.A., e di conseguenza la prima Alfa Romeo a essere impiegata ufficialmente nelle competizioni.
In questo periodo, date le ridotte dimensioni dell'azienda, non esiste un ufficio separato per le vetture da competizione, che vengono realizzate insieme a quelle destinate all'uso stradale da cui differiscono solo per la maggior potenza e per la carrozzeria alleggerita, con due sedili, due ruote di scorta e il serbatoio della benzina a barilotto.

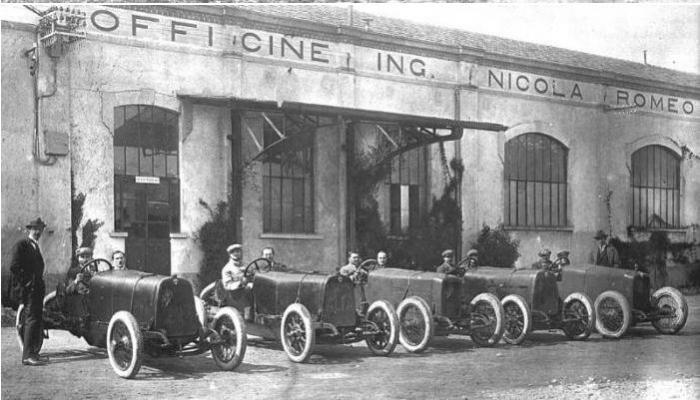
La squadra Alfa Romeo del 1921, da sinistra in vettura Giuseppe Merosi (progettista), Enzo Ferrari, Antonio Ascari, Ugo Sivocci e Giuseppe Campari su delle Alfa Romeo 20-30 HP e 40-60 HP "Corsa"

Giuseppe Merosi è il capo progettista e Giorgio Rimini il direttore sportivo durante i primi anni di vita della fabbrica. Merosi sfrutta le esperienze fatte nelle gare per migliorare le prestazioni e testare l'affidabilità delle vetture di normale produzione e sotto la sua direzione, oltre alla 12 HP "corsa", vengono realizzate le 24 HP "corsa" e 20-30 ES "corsa", la G1 "corsa", la 40-60 HP "corsa", la Grand Prix 1914, la GPR (soprannominata P1) e soprattutto le varie versioni sportive della RL, la RL Sport/Super Sport e RL Targa Florio.
Tra queste è degna di nota la 40-60 HP "corsa" del 1913 perché è la prima vettura che ottiene una vittoria ufficiale (in solitario) di un'Alfa Romeo, alla cronoscalata Parma - Poggio di Berceto del 1913 con Nino Franchini, vittoria seguita da altri piazzamenti con Giuseppe Campari. Dopo la forzata pausa bellica la vettura aggiornata vince la Parma - Poggio di Berceto 1920 e il circuito del Mugello nel 1920 e nel 1921, sempre con Campari al volante. Da questa vettura nel 1914 viene derivata la Grand Prix 1914, la prima Alfa a essere destinata esclusivamente alle competizioni, preparata secondo la nuova Formula Grand Prix, l'antesignana dell'odierna Formula 1, che però partecipa ai Gran Premi di automobilismo solo nel 1920, dopo la guerra.
I piloti che corrono con l'Alfa Romeo in questo periodo sono Antonio Ascari, Maria Antonietta Avanzo, Giuseppe Baldoni, Gastone Brilli-Peri, Giuseppe Campari, Enzo Ferrari, Giulio Masetti e Ugo Sivocci, tra questi Ferrari, Campari, Ascari e Sivocci sono anche collaudatori delle vetture stradali della casa milanese.

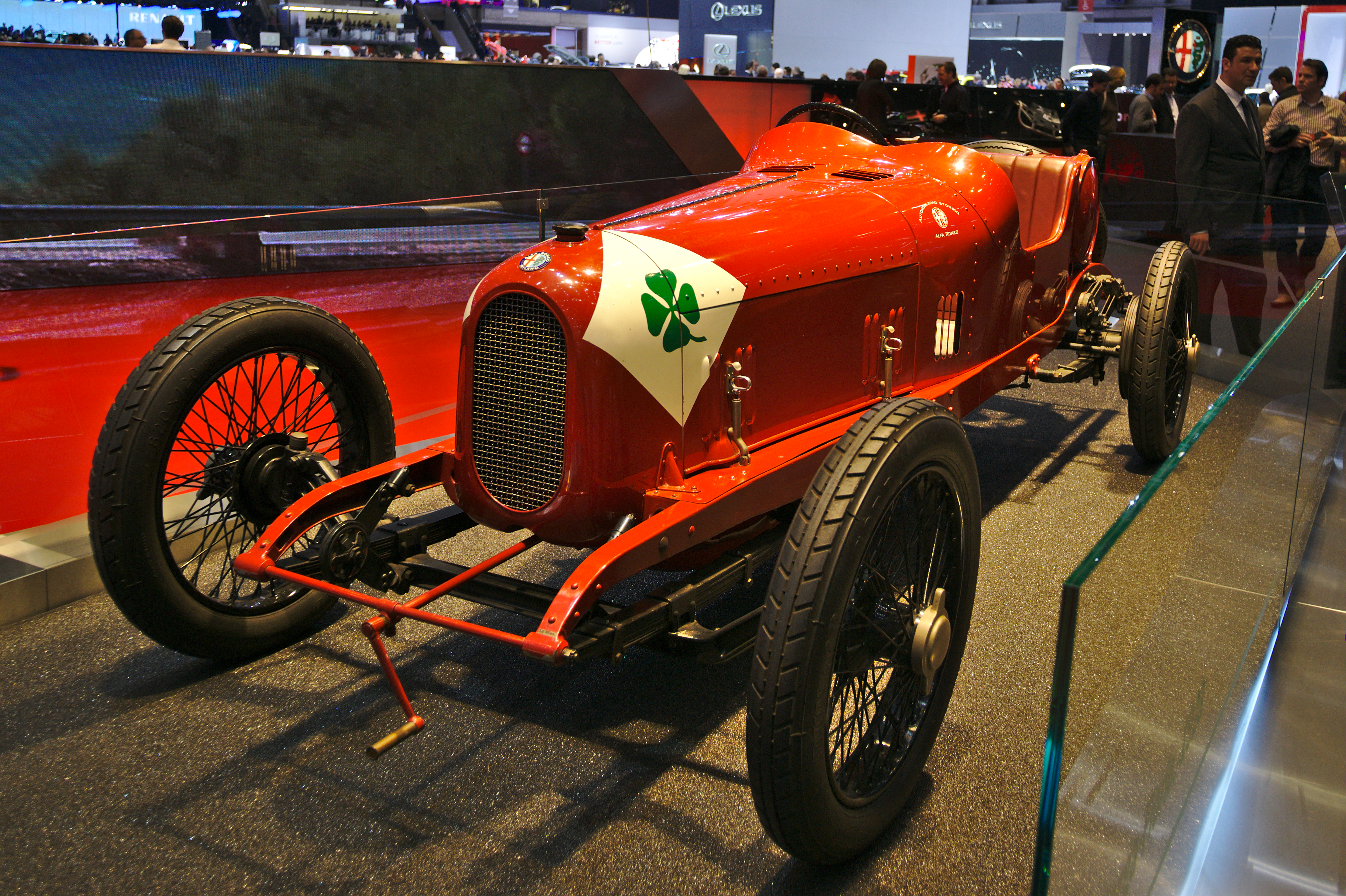
L'Alfa Romeo RL TF del 1923, la prima Alfa Romeo su cui è apparso il quadrifoglio verde

Nel 1918 intanto Nicola Romeo, un imprenditore napoletano, rileva l'A.L.F.A. trasformandola nel 1921 in Alfa Romeo, nome che mantiene ancora oggi. Intuendone il potenziale pubblicitario prosegue l'attività sportiva iniziata della casa prima della guerra e intraprende anche un'opera di rinnovamento della gamma. Il primo nuovo modello da corsa è la RL Targa Florio, derivato dalla nuova Alfa Romeo RL, ed è una vettura che fa la storia della casa milanese non solo perché vincente ma anche perché proprio su una di queste vetture, quella vittoriosa alla Targa Florio 1923 di Ugo Sivocci, appare per la prima volta il quadrifoglio, da lì in poi sarà il simbolo delle Alfa Romeo da corsa.

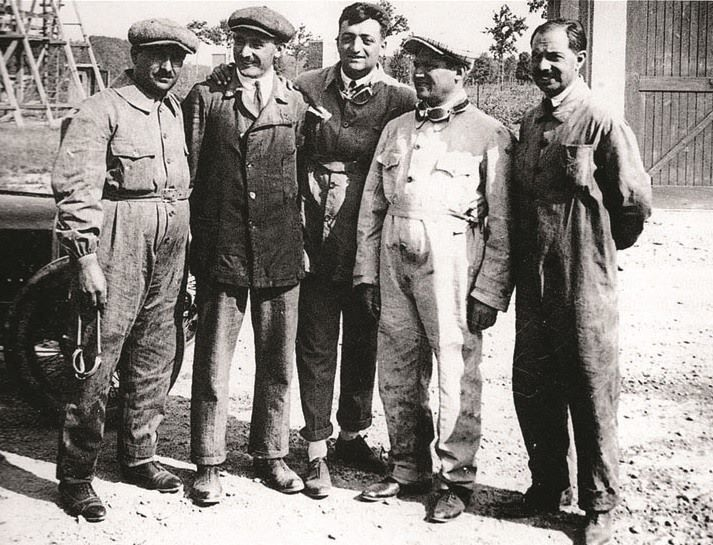
La squadra dei 4 moschettieri dell'Alfa Romeo insieme al tecnico Bazzi, da sinistra Giuseppe Campari, Luigi Bazzi, Enzo Ferrari, Antonio Ascari e Ugo Sivocci

In quel periodo l'Alfa Romeo partecipa alle gare, tra cui quella Targa Florio, con la squadra dei 4 moschettieri composta oltre che da Ugo Sivocci anche da Antonio Ascari, Enzo Ferrari e Giuseppe Campari e sulla RL TF, che dimostra il suo valore anche con altre vittorie e piazzamenti negli anni successivi, come alla Coppa della Consuma 1923 e alla Targa Florio 1924. Il rinnovamento delle auto da competizione prosegue con la nuova vettura da gran premio, l'Alfa Romeo GPR, Gran Premio Romeo, in seguito ribattezzata P1, con motore sei cilindri in linea bialbero sovralimentato progettata da Luigi Bazzi, un tecnico convinto a passare dalla Fiat all'Alfa Romeo da Enzo Ferrari per conto di Giorgio Rimini. Questa vettura però non gareggerà mai, infatti durante le prove del Gran Premio d'Europa a Monza Sivocci perde la vita a bordo della GPR numero 17, priva anche del suo quadrifoglio portafortuna e tutta la squadra viene ritirata da Nicola Romeo in persona. Da quel momento il quadrifoglio portafortuna sarà sempre presente su ogni Alfa Romeo da corsa mentre il numero 17 sarà evitato in ogni modo.

### Dal campionato del mondo al campionato europeo (1925-1932)

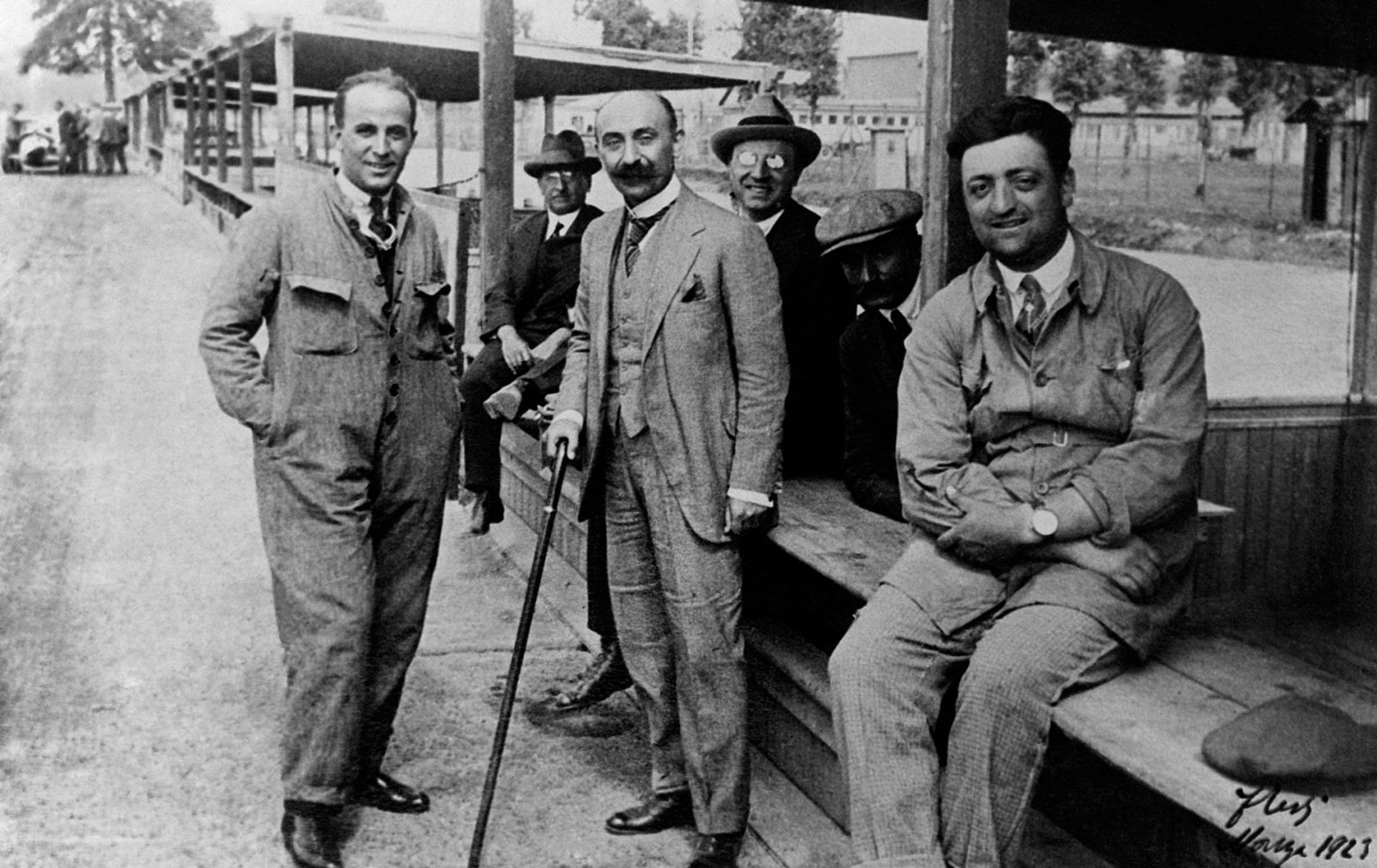
L'anima organizzativa della squadra corse dell'Alfa Romeo, da sinistra Giorgio Rimini, Nicola Romeo ed Enzo Ferrari

Nel 1923 Nicola Romeo per cercare di migliorare i risultati assume Vittorio Jano, anche lui un tecnico convinto a lasciare la Fiat da Enzo Ferrari, ancora un pilota-collaudatore ma che comincia già a dimostrare le doti da caposquadra. Per prima cosa Jano è incaricato di progettare una nuova vettura da Gran Premio e in soli sei mesi egli realizza l'Alfa Romeo P2, con motore 8 cilindri in linea sovralimentato che dà il via alla tradizione vincente della casa milanese anche in questa categoria. Le vittorie nel 1924 al debutto al 2° Circuito di Cremona con Antonio Ascari, seguito da quella di Campari al Grand Prix de l'AC de France e dal trionfo di squadra al Gran Premio d'Italia, con Antonio Ascari seguito da Louis Wagner, Giuseppe Campari e Ferdinando Minoia su tre vetture gemelle. Queste vittorie fanno da apripista a quelle ottenute dalla squadra Alfa Romeo nella stagione 1925, la prima in cui viene organizzato un campionato mondiale di automobilismo. Al Gran Premio d'Europa in Belgio a Spa-Francorchamps Antonio Ascari è primo e Giuseppe Campari secondo e al Gran Premio d'Italia a Monza con Gastone Brilli-Peri primo e ancora Campari secondo. Nonostante la morte di Ascari al Gran Premio di Francia a Montlhéry le vittorie consentono all'Alfa Romeo di vincere il primo campionato del mondo di automobilismo, incoronando letteralmente lo stemma che da lì al 1982 sarà circondato da una corona d'alloro.

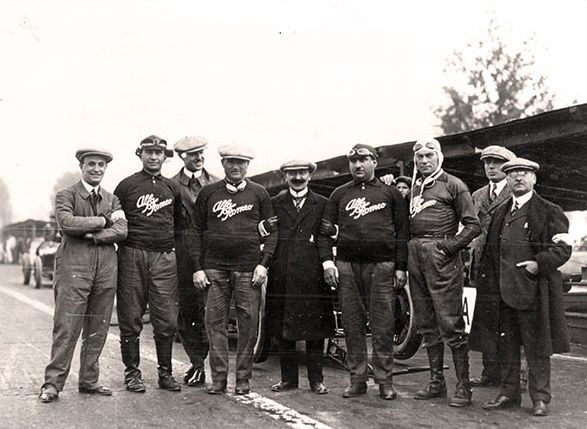
La squadra Alfa Romeo al Gp d'Italia 1924

Poche settimane dopo la vittoria a Monza, nell'ottobre del 1925, il Consiglio di amministrazione dell'Alfa Romeo, ora controllata dallo Stato attraverso la Banca Nazionale di Credito, decide di sostituire Nicola Romeo con Pasquale Gallo, licenziando anche Giorgio Rimini e Giuseppe Merosi, e di ritirarsi ufficialmente dalle corse vendendo le vittoriose P2, ormai estromesse a causa di un cambio di regolamento. Però la casa milanese continua ad assistere da vicino le proprie automobili, che corrono nelle mani di molti piloti privati sia nelle gare di formula libera che nella categoria Sport, dove gareggiano le vetture derivate dalla serie.

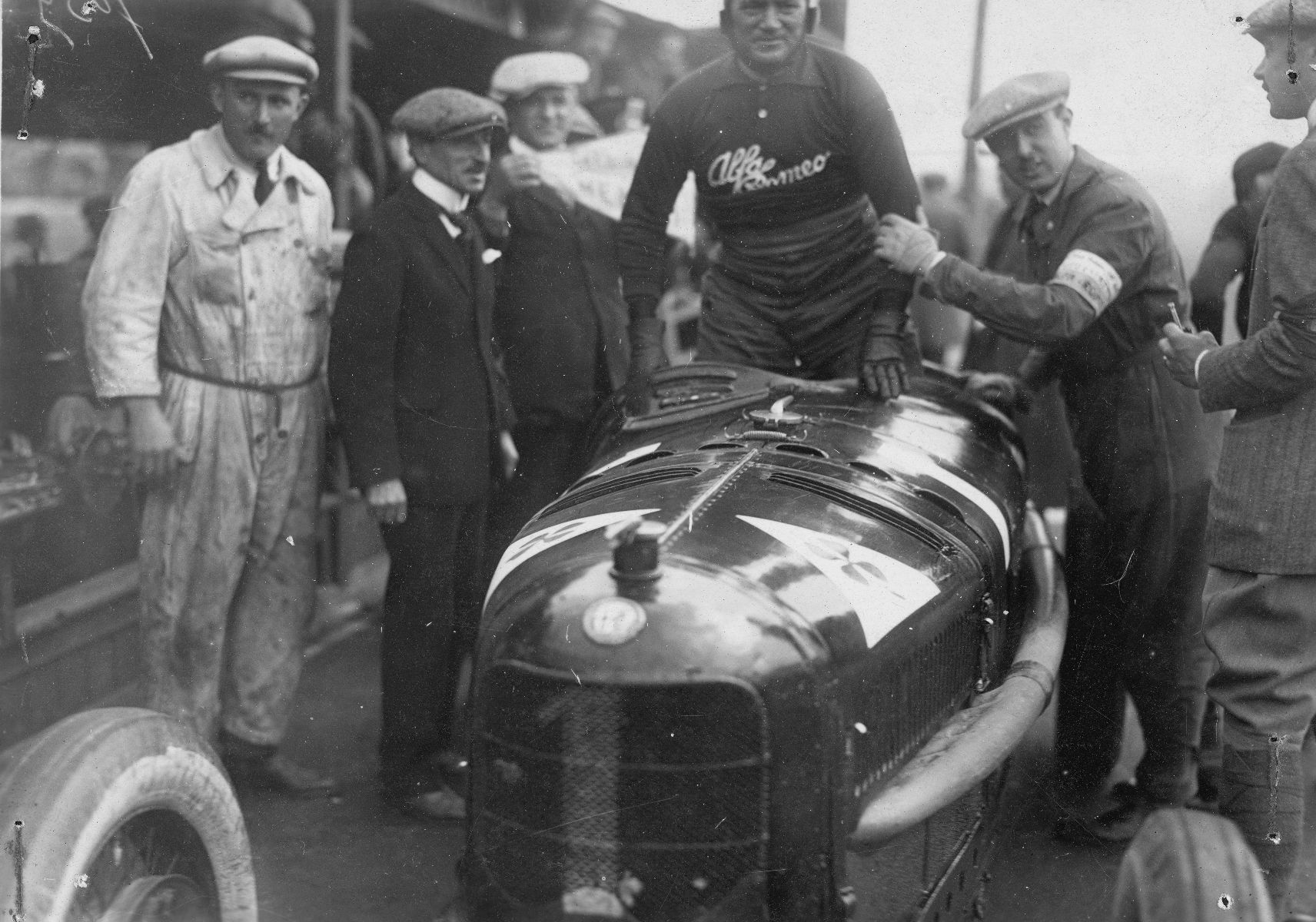
Al Gp d'Italia 1924 il quadrifoglio spicca sul cofano della vittoriosa P2 di Antonio Ascari, qui ai box con Vittorio Jano e Luigi Bazzi

Come Merosi anche Vittorio Jano è incaricato non solo della progettazione e dello sviluppo delle vetture da corsa ma anche delle vetture stradali, che per questo vengono progettate pensando ad un futuro impiego nelle competizioni. Il risultato sono le Alfa Romeo della serie 6C, con motore 6 cilindri in linea anche bialbero e sovralimentato, che saranno prodotte e gareggeranno del 1927 fino alla metà degli anni '50, e poi le più grandi 8C, con motore 8 cilindri in linea bialbero sovralimentato, che otterranno molte vittorie e da cui deriveranno anche le monoposto più vincenti della storia della casa milanese.
Le nuove Alfa Romeo 6C debuttano il 6 giugno del 1927 sul neonato Circuito di Modena con due prototipi della versione sportiva, dotata di testata bialbero in testa e nota come 6C 1500 Sport, una per Attilio Marinoni e una per Enzo Ferrari, che alla fine vince la gara davanti al compagno di squadra. Doppietta ripetuta anche alla Coppa Ciano 1927 con Attilio Marinoni e Bruno Presenti.
Nello stesso anno tre "vecchie" Alfa Romeo RL SS dotate di una speciale carrozzeria torpedo, detta Mille Miglia, sono iscritte semi-ufficialmente alla prima edizione della Mille Miglia, una per Gastone Brilli-Peri e Bruno Presenti, una per "Frate Ignoto", pseudonimo di Arturo Mercanti, e Carlo Sozzi, e l'ultima per i fidati collaudatori della casa milanese Attilio Marinoni e Giulio Ramponi. Nonostante l'attenta preparazione, dopo essere transitati al comando al giro di boa di Roma, la corsa delle Alfa Romeo termina con due ritiri ed il 7º posto assoluto di "Frate Ignoto".

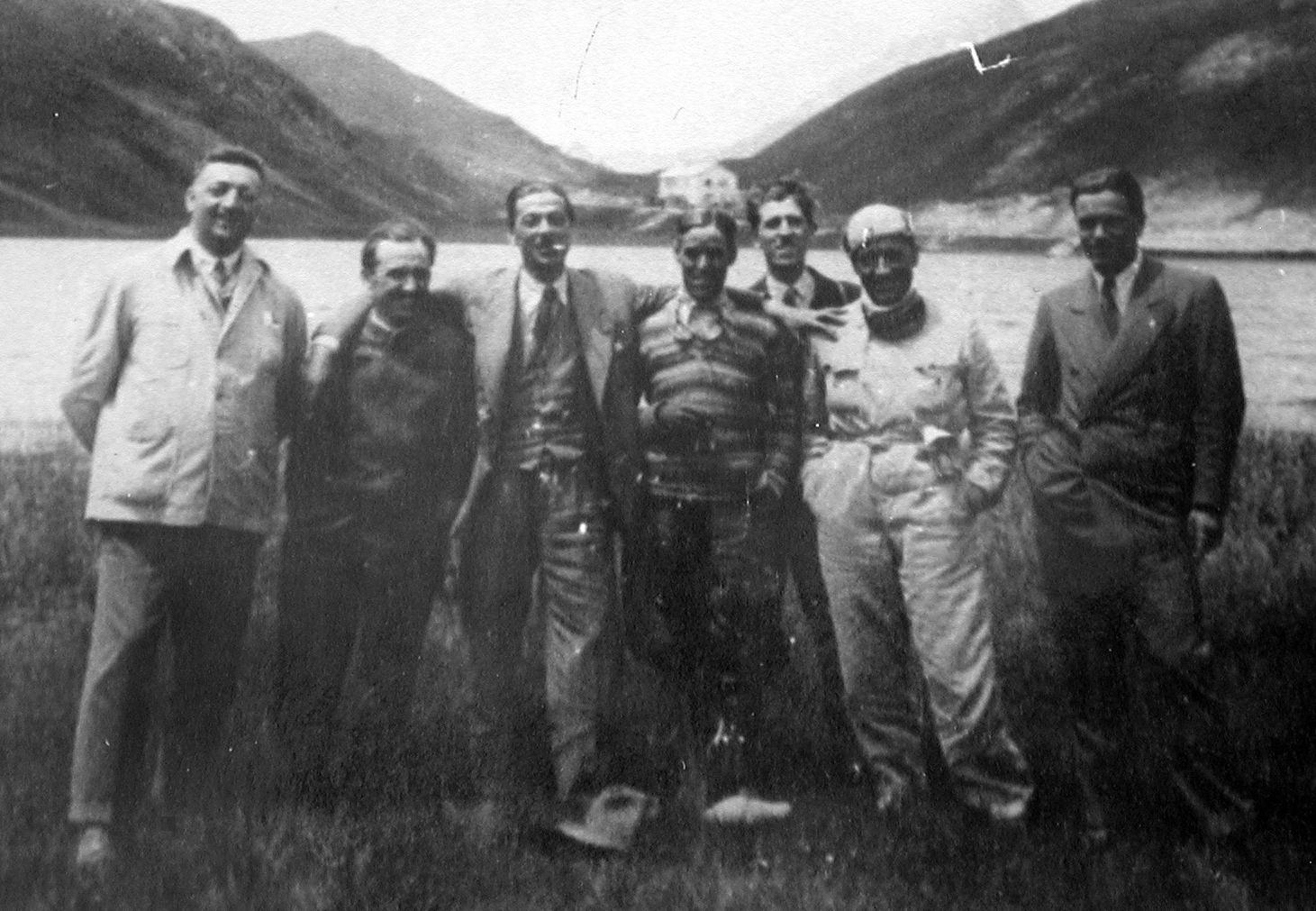
Il nuovo direttore generale Prospero Gianferrari posa insieme ai piloti Achille Varzi e Tazio Nuvolari e ad Enzo Ferrari alla cronoscalata Cuneo-Colle della Maddalena, dove le Alfa Romeo corrono con la Scuderia Ferrari

Nel 1928, con l'arrivo del nuovo direttore generale Prospero Gianferrari al posto di Pasquale Gallo, l'attività sportiva continua con le 6C 1500 Super Sport e Mille Miglia Speciale, in onore dell'edizione 1928 della gara vinta da Giuseppe Campari e Giulio Ramponi, sull'unica vettura iscritta dotata di compressore. Oltre alla Freccia Rossa 1928 arrivano molte altre vittorie per la 6C 1500 nei vari allestimenti sportivi tra cui la 24 Ore di Spa, con Boris Ivanowski e Attilio Marinoni alla guida, la 6 Ore di Brooklands sempre con Marinoni, il Giro di Sicilia con Costantino Magistri, il circuito di Alessandria, con Enzo Ferrari al volante, il circuito di Modena, sempre con Ferrari stavolta in coppia con Eugenio Siena, la doppietta alla Coppa della Sila e al Circuito di Avellino, in entrambe le occasioni con Guido d'Ippolito e Luigi Leonetti primo e secondo, la Coppa Ciano con Mario Razzauti, e numerosi piazzamenti.

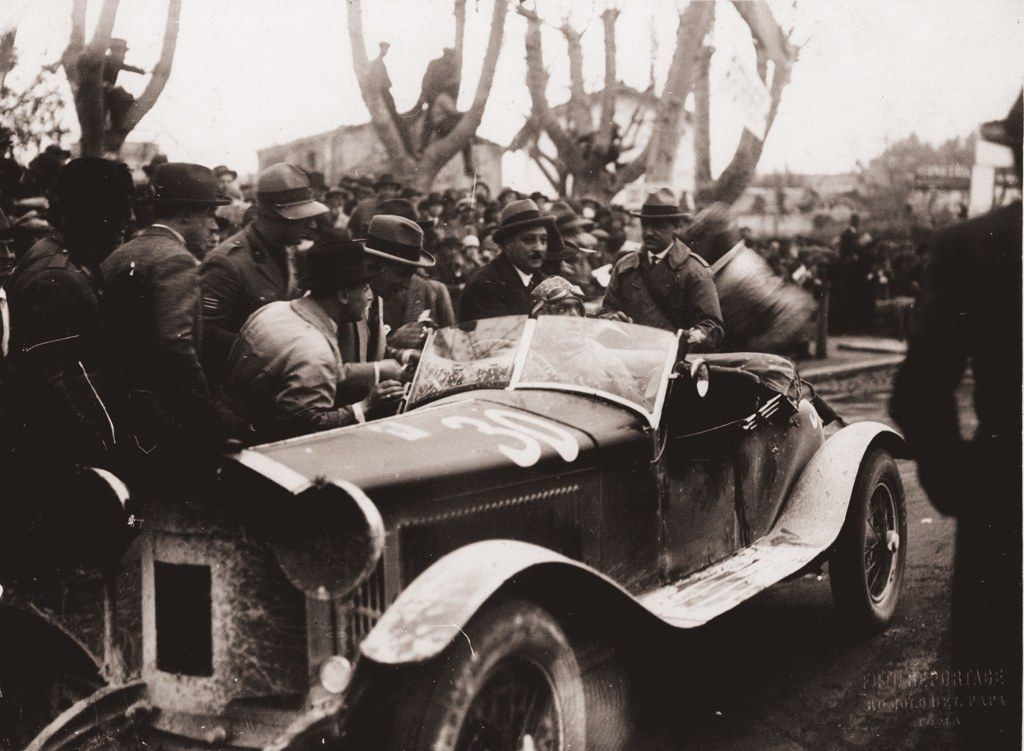
L'Alfa Romeo 6C 1500 Super Sport "Compressore" Spider Zagato di Giuseppe Campari e Giulio Ramponi al controllo orario di Roma sulla strada per la vittoria alla Mille Miglia 1928

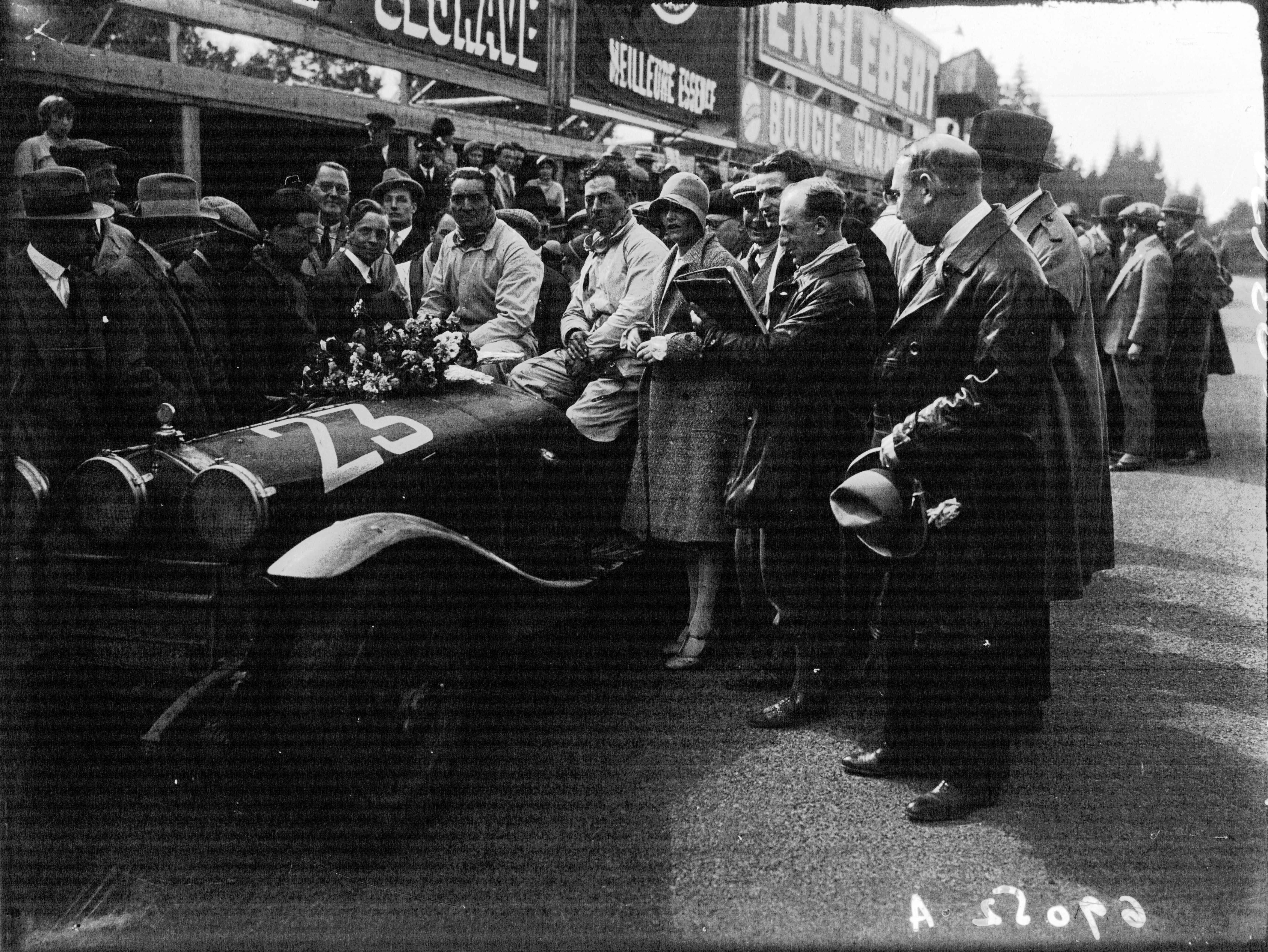
La prima delle tre Alfa Romeo 6C 1750 SS Spider Zagato di Robert Benoist ed Attilio Marinoni autrici della tripletta alla 24 Ore di Spa 1929

L'Alfa Romeo partecipa semi-ufficialmente alla stagione sportiva 1929 assistendo le "vecchie" Alfa Romeo P2 di Varzi e Brili-Peri e le nuove Alfa Romeo 6C 1750 SS, nate incrementando la cilindrata del motore della 6C 1500 a 1750 cm3, affidandole a scopo di sviluppo ai suoi collaudatori, meccanici-piloti come Attilio Marinoni e Giulio Ramponi, per vincere le gare più importanti a piloti professionisti, come Giuseppe Campari ed Enzo Ferrari, e poi anche a gentleman-driver che gareggiano privatamente in Italia e all'estero.
La competitività della nuova 6C 1750 SS viene dimostrata sin dalla Mille Miglia 1929, a cui sono iscritti 26 esemplari di 6C, tra questi ben 25 arrivano al traguardo, con 7 vetture nei primi 10 posti e le 6C 1750 SS "Testa Fissa" Spider Zagato di Giuseppe Campari - Giulio Ramponi e Achille Varzi - Gioacchino Colombo in prima e terza posizione assoluta. Alla 24 Ore di Spa la 6C 1750 SS ottiene una vittoria schiacciante, con tre vetture ai primi tre posti: primi Robert Benoist e Attilio Marinoni, secondi George Eyston e Boris Ivanowski e terzi Louis Rigal e Goffredo Zehender e poi arrivano anche le vittorie al Gp des Frontières di Goffredo Zehender e all'Irish GP (Eireann Cup) con Boris Ivanowski, cui seguono altri piazzamenti di rilievo alla Targa Florio e al Tourist Trophy. Anche la "vecchia" 6C 1500 SS "Testa Fissa" ottiene ancora una vittoria all'Irish GP (Saorstat Cup) di Boris Ivanowski e un'altra con Giulio Ramponi alla doppia 12 Ore di Brooklands, per conto del rivenditore Alfa Romeo per il Regno Unito F.W. Stiles.

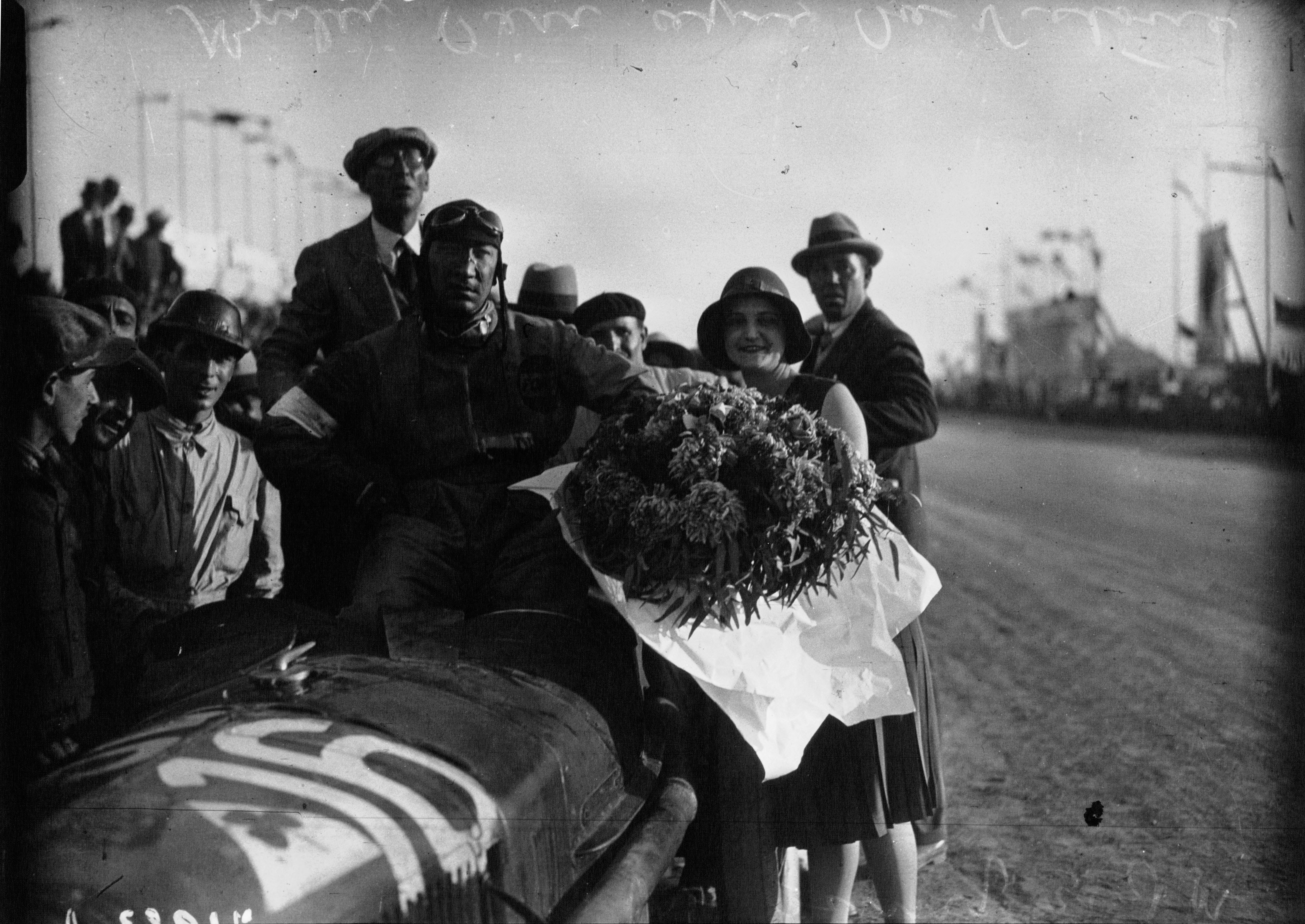
Gastone Brilli-Peri festeggia la vittoria al Gp di Tunisi, sul cofano della sua vettura il quadrifoglio è sostituito da un più semplice trifoglio

Anche la "vecchia" Alfa Romeo P2 da Gran Premio ottiene molti successi nelle mani di Achille Varzi e Gastone Brilli-Peri durante una stagione che non mette in palio né un titolo mondiale né uno europeo ma solo Gran Premi singoli. La P2 di Achille Varzi vince la Coppa Pietro Bordino, il Reale Gran Premio di Roma, doppietta con Brilli-Peri secondo sull'altra P2, il Gran Premio di Monza e la Coppa Ciano; quest'ultima gara è una vera affermazione dell'Alfa Romeo, che piazza anche le due Alfa Romeo 6C 1750 SS prive dei parafanghi di Tazio Nuvolari e Giuseppe Campari al secondo e terzo posto e l'altra P2 di Brilli-Peri al quinto. Gastone Brilli-Peri invece vince al Circuito di Cremona, seguito da Achille Varzi in seconda posizione, e il Gran Premio di Tunisi.
Nel 1930 l'Alfa Romeo ritorna ufficialmente alle corse lanciando la 6C 1750 Gran Sport (3ª serie), evoluzione della 6C 1750 SS, per le gare Sport e riacquistando tre "vecchie" P2 e aggiornandole per partecipare a Gran Premi e cronoscalate, in attesa che siano pronte le nuove 8C 2300 e poi Tipo A e Tipo B (P3). La squadra corse ufficiale è sempre gestita da Vittorio Jano ma alla fine della stagione precedente Enzo Ferrari ha fondato a Modena la sua squadra corse, la Scuderia Ferrari, che si occupa di assistere le Alfa Romeo da corsa di gentlemen-driver e piloti professionisti, primo fra tutti Giuseppe Campari.

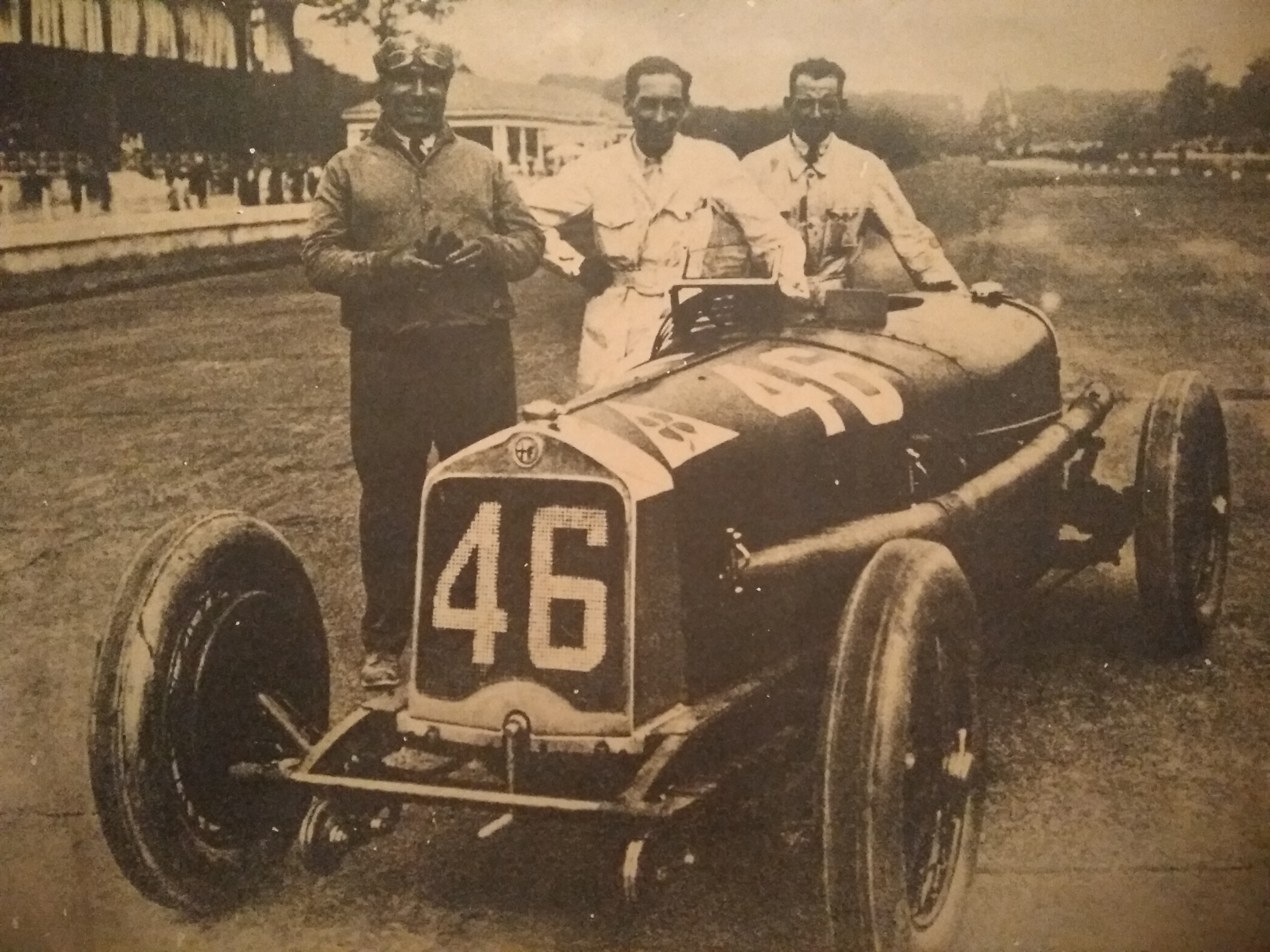
L'Alfa Romeo P2-30 con i piloti Giuseppe Campari ed Eugenio Siena nel 1930

L'Alfa Romeo P2-30, versione aggiornata della P2 con componenti della 6C 1750, partecipa a qualche gran premio con modesti risultati, perché ormai troppo vecchia, ma con Achille Varzi arriva prima al Circuito Pietro Bordino e alla Targa Florio e vince alcune cronoscalate, pilotata da Tazio Nuvolari per conto della Scuderia Ferrari.

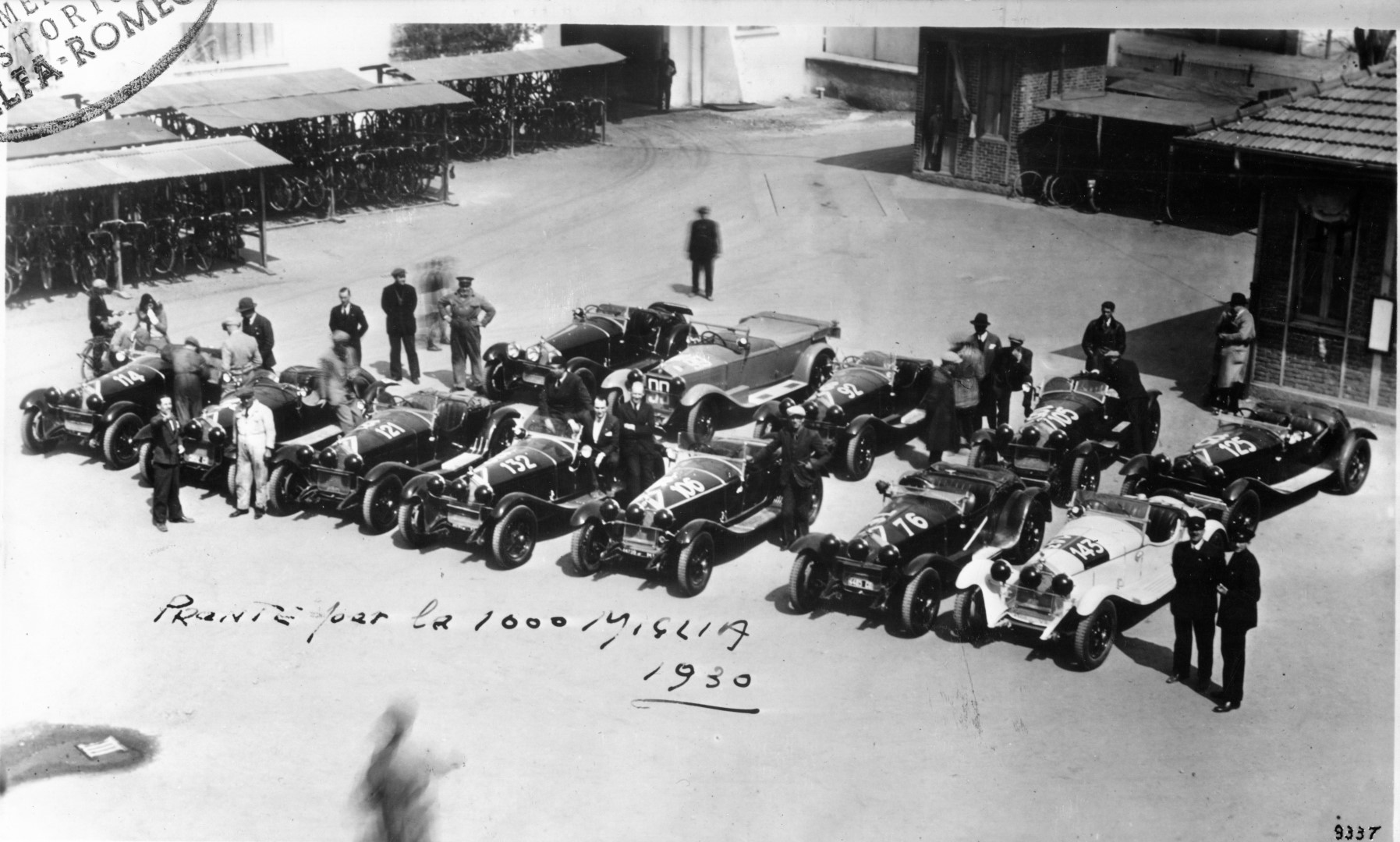
La squadra Alfa Romeo, composta da vetture ufficiali e private, al Portello pronta per la Mille Miglia del 1930

Alla Mille Miglia 1930 l'Alfa Romeo schiera le 6C 1750 GS più potenti, le "Testa Fissa" con 102 CV, per tre i suoi equipaggi di punta composti da Achille Varzi e Carlo Canavesi, Tazio Nuvolari e Gianbattista Guidotti ed infine da Giuseppe Campari e Attilio Marinoni ma a quella gara sono iscritte dai piloti privati molte altre 6C 1750 e 6C 1500, tra cui tre della neonata Scuderia Ferrari. Alla fine della gara Tazio Nuvolari e Gianbattista Guidotti vincono superando per la prima volta la media di 100 km/h dopo un lungo duello con Achille Varzi e Carlo Canavesi, secondi su una vettura gemella, seguiti da Giuseppe Campari e Attilio Marinoni, terzi, e Pietro Ghersi con Franco Cortese, quarti su una 6C 1750 GS standard, mentre altre tre Alfa Romeo 6C 1750 GS si piazzano all'ottavo, nono e decimo posto assoluto. Nello stesso anno la 6C 1750 GS ottiene anche due triplette alla 24 Ore di Spa, con Attilio Marinoni e Pietro Ghersi primi, Franco Cortese e Boris Ivanowski secondi e Carlo Canavesi e Goffredo Zehender terzi, e al Tourist Trophy, con Tazio Nuvolari primo seguito da Giuseppe Campari e Achille Varzi e pure due doppiette in gare minori come il Circuito delle Tre Province, con Luigi Arcangeli e Mario Tadini su vetture della Scuderia Ferrari, e la Coppa della Sila, con Luigi Arcangeli e Guido d'Ippolito.
Il 1931 è un anno di novità, Vittorio Jano ha completato sia la nuova Alfa Romeo 8C 2300, capostipite di una famiglia di vetture che sarà vincente fin dopo la guerra, che la Tipo A, prima monoposto della storia della casa milanese che va a competere nel neonato campionato europeo di automobilismo formato da tre Grandes Épreuves, il Gran Premio d'Italia, quello di Francia e quello del Belgio. Come l'anno prima le Alfa Romeo da corsa sono portate in gara dalla squadra ufficiale, ora gestita da Aldo Giovannini, e dalla Scuderia Ferrari, che si sta ingrandendo e comincia a rappresentare la casa nelle gare minori.

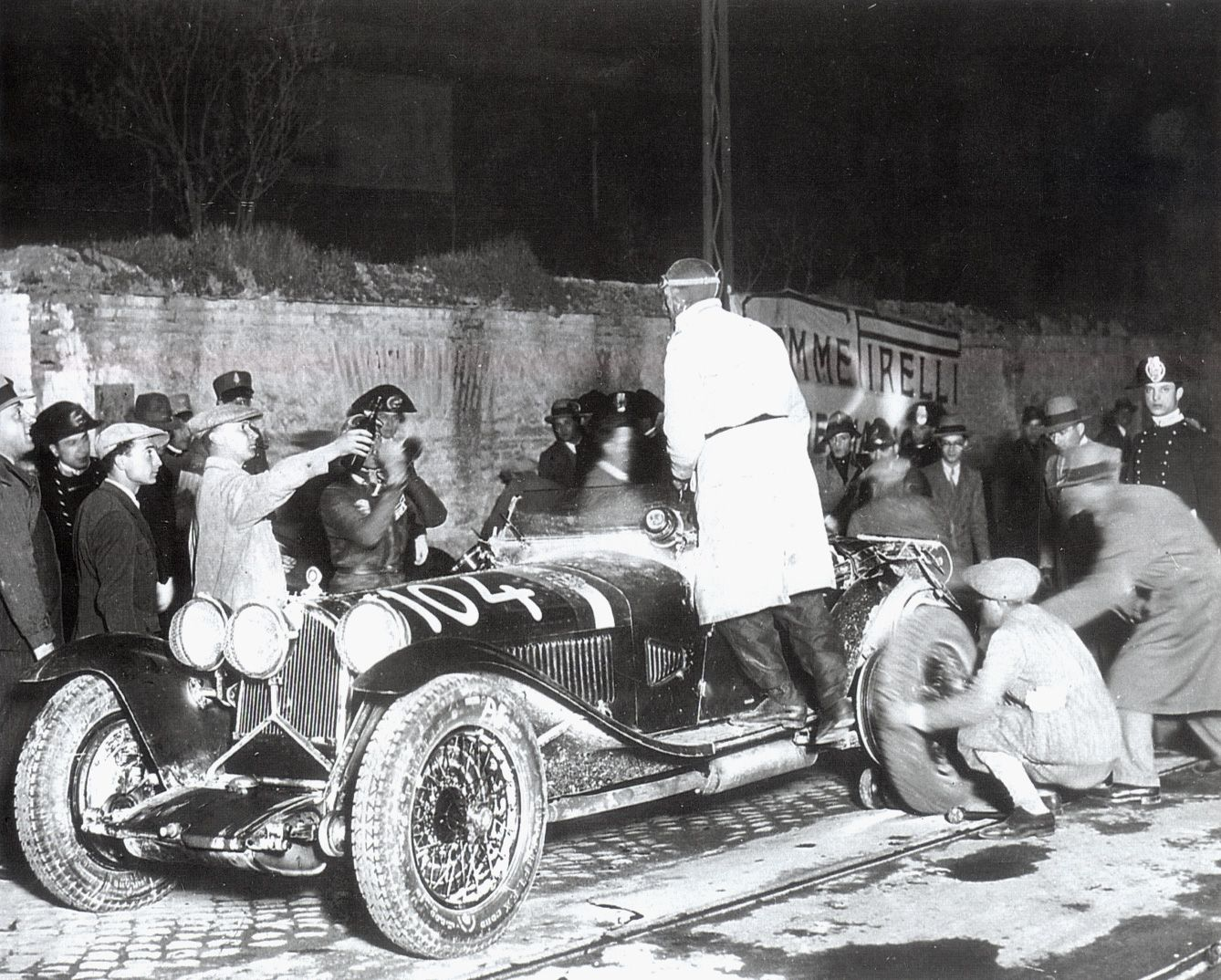
L'Alfa Romeo 8C 2300 corto Spider Zagato di Nuvolari - Guidotti iscritta ufficialmente dall'Alfa Romeo che giunge 9º

L'Alfa Romeo non vince la Mille Miglia 1931 come le tre precedenti perché le due nuove 8C 2300 iscritte per Tazio Nuvolari, con Giovanni Battista Guidotti, e Luigi Arcangeli, con Pietro Bonini, concludono al 9º posto assoluto e con un ritiro, funestate da problemi di gioventù, ma la casa può comunque festeggiare la doppietta di classe "guida interna", con l'8º e il 12º posto assoluto di Carlo Gazzabini - Angelo Guatta e Franco Cortese - Gaetano Balestrieri su due 6C 1750 GT con carrozzeria berlinetta aerodinamica Weymann Touring. La Scuderia Ferrari inoltre con le "vecchie" Alfa Romeo 6C 1750 GS ha occupato la 2ª, 4ª, 5ª, 6ª, 7ª, 11ª e 14ª posizione assoluta. Alla Targa Florio Tazio Nuvolari riscatta la 8C 2300 vincendo la corsa siciliana e iniziando un dominio in Sicilia che prosegue con le versioni successive del modello fino al 1935, seguito da Baconin Borzacchini su una "vecchia" 6C 1750 GS Spider Zagato.

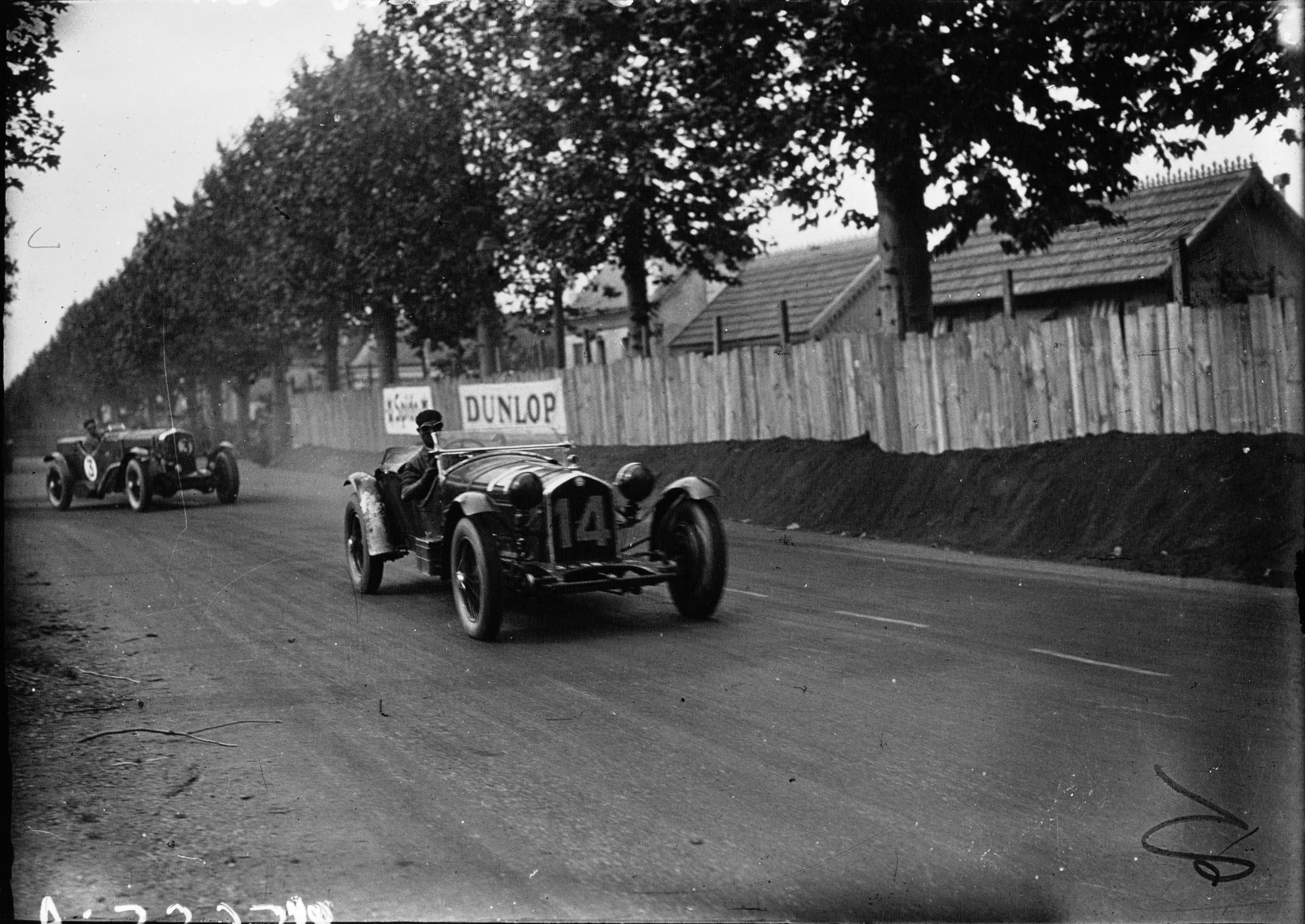
L'Alfa Romeo 8C 2300 Lungo Spider Zagato ufficiale di Goffredo Zehender e Attilio Marinoni alla 24 Ore di Le Mans 1931

Sempre nel 1931 l'Alfa Romeo partecipa alla 24 Ore di Le Mans con tre 8C 2300 con telaio a passo lungo e una speciale carrozzeria sportiva 4 posti, due ufficiali per Goffredo Zehender e Attilio Marinoni e per Ferdinando Minoia e Giuseppe Campari insieme ad una terza vettura iscritta privatamente da Earl Howe. Proprio lui, insieme all'altro "Bentley Boy" Henry Birkin, ottiene la vittoria assoluta dopo che le due vetture ufficiali sono fermate da un incidente in gara e da un guasto al motore in prova. Lo stesso modello, con Henry Birkin e Giuseppe Campari, vince l'Irish GP (Eireann Cup) al Phoenix Park e ottiene il giro più veloce alla 24 Ore di Spa, con George Eyston e Henry Birkin, benché non riesca a terminare la corsa.
Alla prima delle tre Grandes Épreuves Gran Premio d'Italia a Monza del 24 maggio, esordiscono la versione da Gran Premio della 8C 2300 e la nuova Tipo A, la prima monoposto della casa milanese, entrambe progettate da Vittorio Jano. La Tipo A, mossa da due motori 6C 1750 accoppiati, esce rovinosamente di pista durante le prove uccidendo il pilota Luigi Arcangeli. Per ordine del governo il muletto viene preparato per la gara insieme a due esemplari della 8C 2300 in versione GP, con passo allungato e carrozzeria "a siluro". In gara la Tipo A dimostra la sua inaffidabilità mentre le due nuove 8C 2300 da GP ottengono una doppietta all'esordio con gli equipaggi Giuseppe Campari - Tazio Nuvolari e Ferdinando Minoia - Baconin Borzacchini, guadagnandosi il soprannome di "Monza".

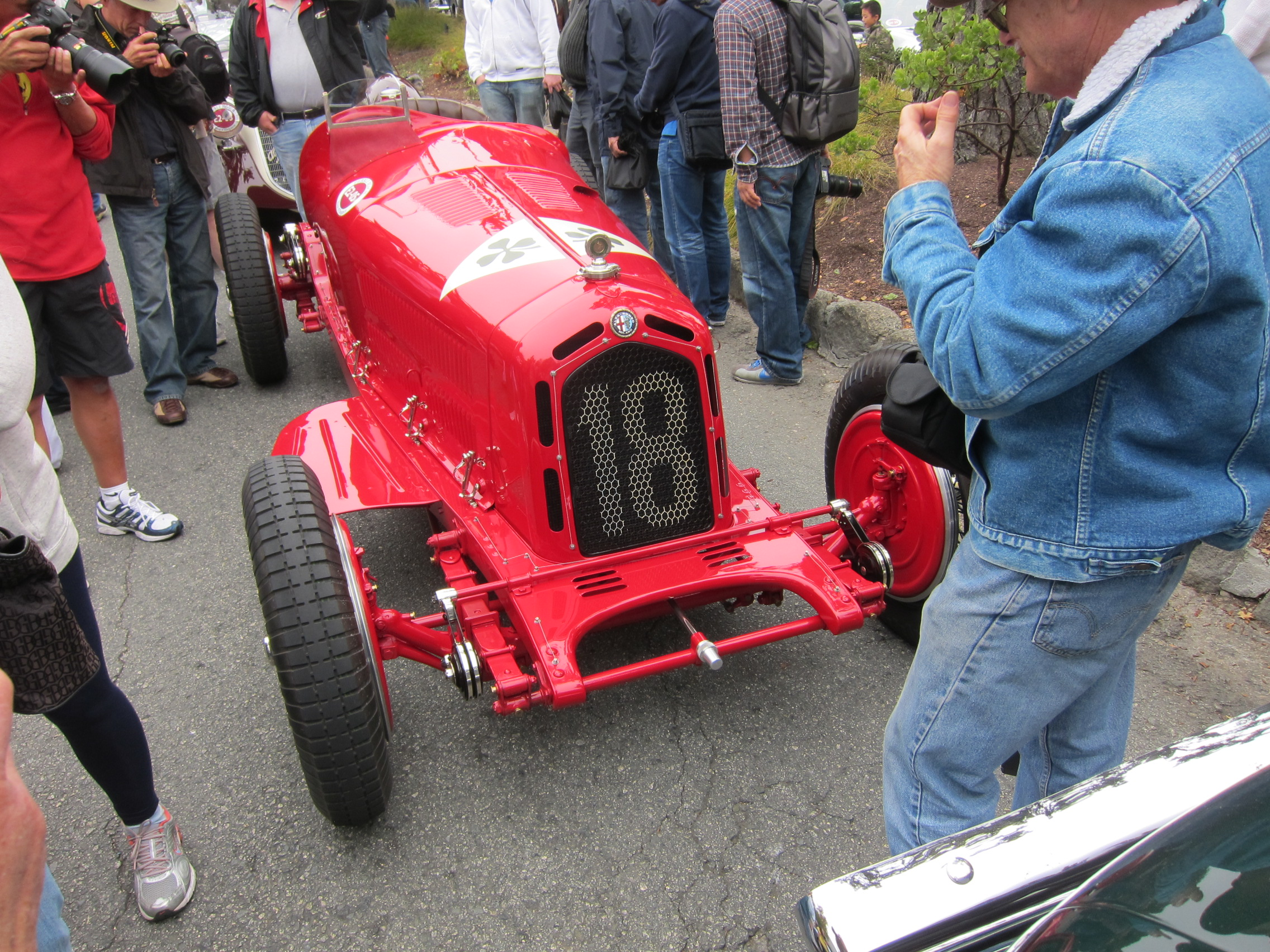
Una delle prime Alfa Romeo 8C 2300 Monza prodotte nel 1931, si noti il quadrifoglio dipinto sul cofano

A questo punto la nuova 8C 2300 Monza è messa in produzione per partecipare ai numerosi gran premi fuori campionato organizzati in tutta Europa, sia con la squadra ufficiale che con la Scuderia Ferrari e con molti piloti privati, infatti quello stesso anno ottiene un'altra vittoria con Nuvolari alla Coppa Ciano e tre con Philippe Etancelin nei Grand Prix di Dieppe, Grenoble e Comminges. Inoltre alla fine della stagione 1931 Ferdinando Minoia diventa campione europeo 1931, grazie ad un regolamento che premia i suoi secondo, quarto e terzo posto ottenuti nei Gp d'Italia, di Francia e del Belgio sempre su un'Alfa Romeo 8C 2300 Monza. Nella stessa stagione due Alfa Romeo Tipo A affidate alla Scuderia Ferrari ottengono anche un primo e un terzo posto alla Coppa Acerbo, rispettivamente con Giuseppe Campari e Tazio Nuvolari, ma la loro complessità spinge Jano a progettare una nuova monoposto, con un solo motore 8 cilindri in linea derivato da quello della 8C 2300, la più tradizionale Tipo B, poi soprannominata P3 dalla stampa e dagli appassionati.
Nel 1932 proseguono le vittorie dell'Alfa Romeo in tutte le categorie anche grazie al supporto della Scuderia Ferrari, sempre più necessaria alla casa milanese per portare in gara le proprie vetture. Alla Targa Florio infatti l'Alfa Romeo ottiene una doppietta con Nuvolari e Borzacchini su delle Alfa Romeo 8C 2300 Monza gestite proprio dalla Scuderia Ferrari, che schiera anche delle 6C 1750 per i suoi piloti.

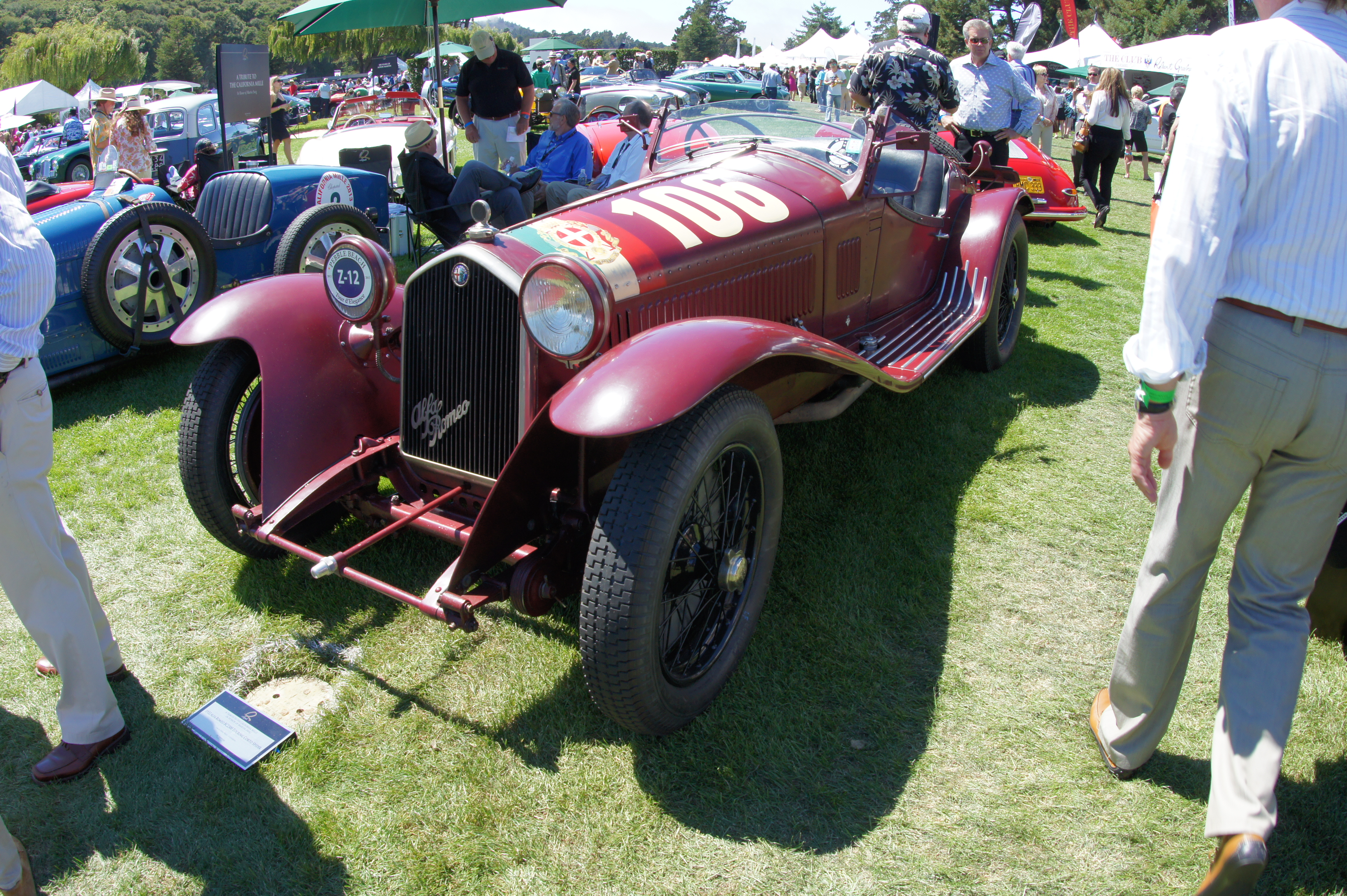
Una delle tre Alfa Romeo 8C 2300 corto Spider Touring ufficiali iscritte alla Mille Miglia 1932, eccezionalmente distinte da una bandiera italiana con lo stemma di Milano anziché dal quadrifoglio

Alla Mille Miglia 1932 l'Alfa Romeo invece schiera una squadra ufficiale composta da quattro 8C 2300 corto Spider Touring per il campione in carica Rudolf Caracciola e Pietro Bonini, per il ternano Mario Umberto Baconin Borzacchini con Amedeo Bignami e per i già vincitori Tazio Nuvolari col fido Giovanni Battista Guidotti e Giuseppe Campari con Carlo Sozzi e da una coppia di 6C 1750 GTC con carrozzerie berlinetta aerodinamica realizzate in Weymann dalla carrozzeria Touring affidate a Ferdinando Minoia - Gaetano Balestrieri e Franco Cortese - Attilio Marinoni per correre nella categoria vetture a guida interna. In più anche la Scuderia Ferrari si presenta con una squadra di 8C 2300 corto Spider Zagato per Pietro Ghersi e Giulio Ramponi, Carlo Felice Trossi e Antonio Brivio, Mario Tadini e Piero Bucci, Eugenio Siena e Piero Taruffi, Giulio Zaccarini e Mario Bruno e pure Gustavo Carraroli e Mario Ghersi e di più piccole Alfa Romeo 6C 1750 e 1500 GS Testa Fissa Spider Zagato per Luigi Scarfiotti - Guido d'Ippolito, A. Bottoni - Gianfranco Comotti, i fratelli Augusto e Alberto Caniato e Maria Antonietta Avanzo in coppia con Francesco Severi.
Questo imponente schieramento, reso ancor più grande dai piloti privati, sottolinea l'importanza della Mille Miglia per l'Alfa Romeo ma tutti gli sforzi fatti sono ripagati con 17 Alfa Romeo tra i primi 20 posti, con Mario Umberto Baconin Borzacchini ed Amedeo Bignami sulla loro Alfa Romeo 8C 2300 corto Spider Touring al primo posto seguiti da due Alfa Romeo della Scuderia Ferrari, la 8C 2300 Spider Zagato di Carlo Felice Trossi e Antonio Brivio e la 6C 1750 GS Testa Fissa Spider Zagato di Luigi Scarfiotti e Guido d'Ippolito e al 4º posto assoluto, prima fra le vetture a guida interna, l'Alfa Romeo 6C 1750 GTC Berlinetta Weymann Touring di Ferdinando Minoia e Gaetano Balestrieri.

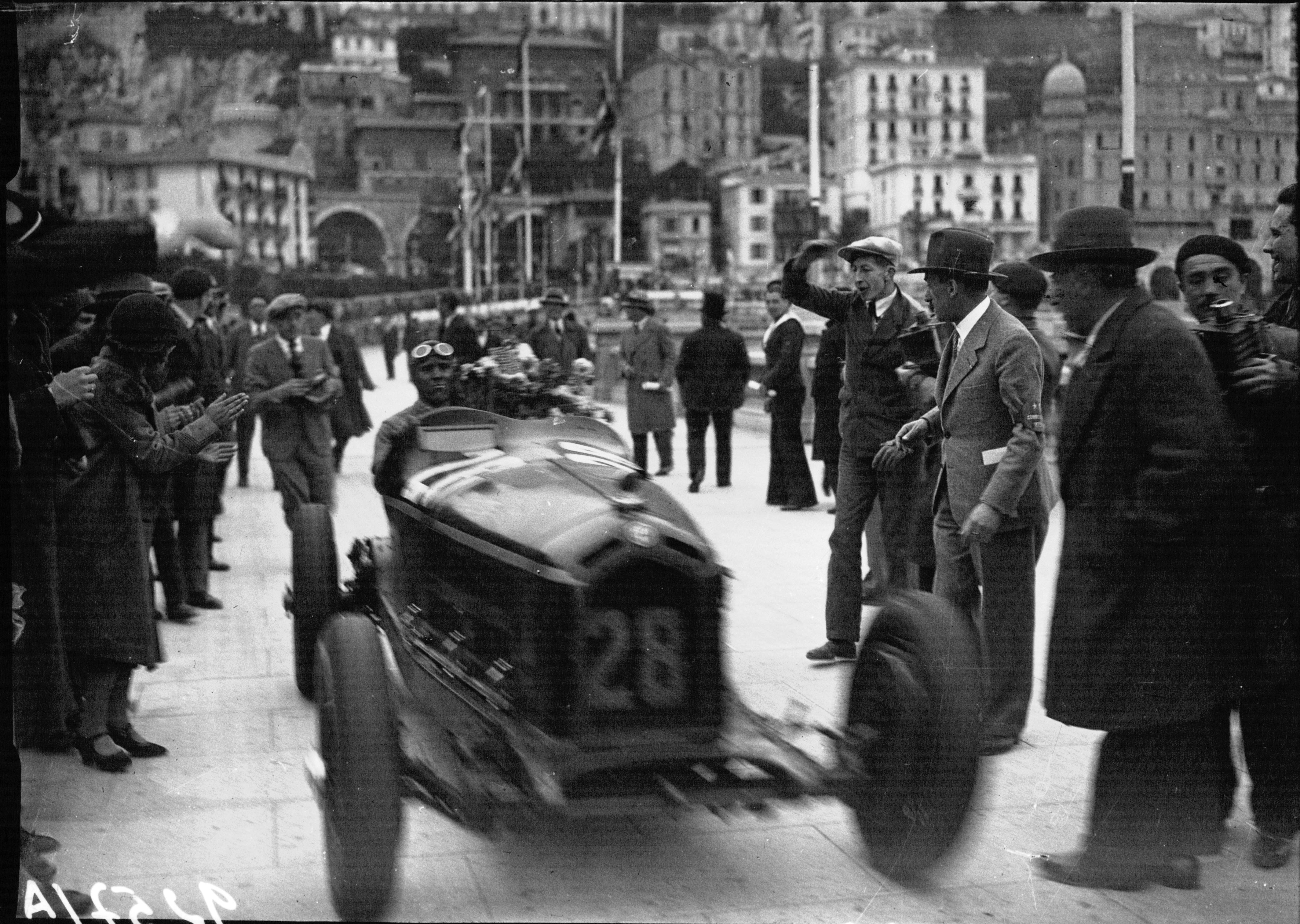
Nuvolari festeggia la vittoria al Gp di Monaco 1932 su una 8C 2300 Monza ufficiale

La settimana dopo l'Alfa Romeo partecipa al Gran Premio di Monaco con tre Alfa Romeo 8C 2300 Monza ufficiali, per Tazio Nuvolari, Giuseppe Campari e Baconin Borzacchini, e tre private, per Rudolf Caracciola, Philippe Etancélin e Goffredo Zehender, e alla fine ottiene una doppietta con Nuvolari e Caracciola primo e secondo. Dopo quella prestazione il tedesco Caracciola diventa un membro a pieno titolo della squadra ufficiale Alfa Romeo.

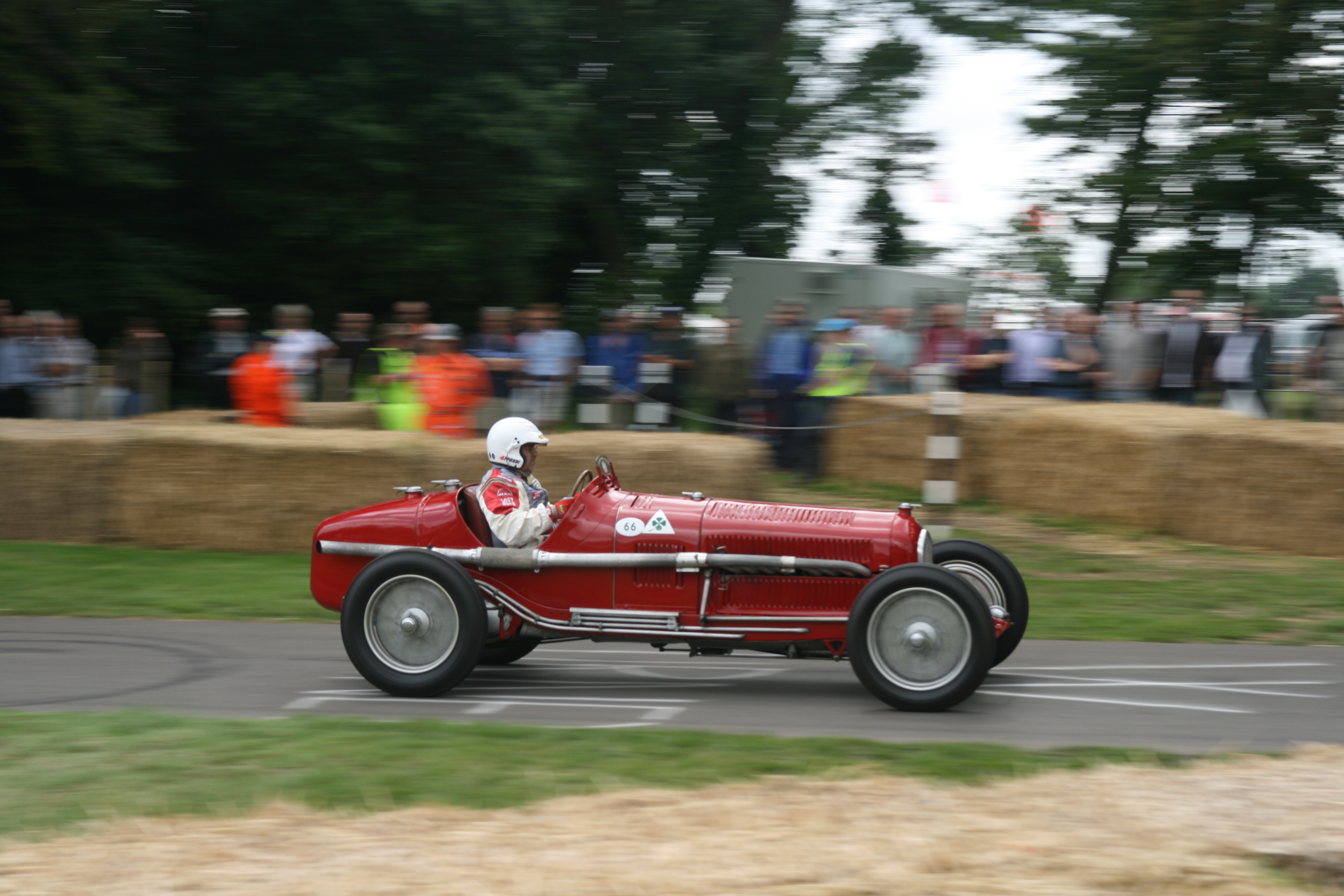
L'Alfa Romeo Tipo B (P3) del Museo Storico Alfa Romeo ad una rievocazione

Per continuare la striscia vincente della 8C 2300 Monza nei Gran Premi Vittorio Jano e Luigi Bazzi progettano la Tipo B, soprannominata ufficiosamente P3 dalla stampa e dagli appassionati per indicarla come la vera erede della gloriosa P2. La vettura è frutto della sintesi tra la 8C 2300 Monza, da cui riprende il motore sebbene profondamente migliorato, e della GP tipo A, da cui recupera il telaio. La trasmissione è inedita, infatti Jano pone il differenziale all'uscita del cambio trasmettendo il moto alle ruote posteriori attraverso due coppie coniche con due semiassi di trasmissione obliqui, disposti “a triangolo", per ridurre l'innata tendenza al sovrasterzo nelle vetture da Gran Premio di allora.
Per quell'anno la squadra corse ufficiale del Portello schiera le Tipo B direttamente nei tre gran premi validi per il campionato europeo di automobilismo, quello d'Italia, quello di Francia e quello di Germania. L'Alfa Romeo fa esordire le Tipo B nella gara di casa, il Gran Premio d'Italia, schierandone una per Tazio Nuvolari e una per Giuseppe Campari, insieme a due 8C 2300 Monza per gli altri suoi piloti ufficiali Baconin Borzacchini e Rudolf Caracciola. La Tipo B e Nuvolari vincono la gara seguiti dalla 8C 2300 Monza di Caracciola, che ha rilevato la macchina di Borzacchini, al terzo posto e dalla Tipo B di Campari al quarto.
Al Gran Premio di Francia sul circuito di Reims l'Alfa Romeo si presenta con tre Tipo B (P3) ufficiali per Tazio Nuvolari, Baconin Borzacchini e Rudolf Caracciola e altre quattro 8C 2300 Monza iscritte dagli stessi piloti che vi gareggiano. La gara termina con una tripletta delle Alfa Romeo ufficiali con Nuvolari, Borzacchini e Caracciola rispettivamente primo, secondo e terzo e prepara il successivo Gran Premio di Germania al Nürburgring che viene affrontato dalla stessa squadra di piloti. Anche in Germania le tre Tipo B (P3) ottengono una tripletta, stavolta con il tedesco Caracciola primo seguito da Nuvolari e Borzacchini. In questa maniera l'Alfa Romeo vince anche l'ultima delle tre Grandes Épreuves valide per il campionato europeo di automobilismo, e Tazio Nuvolari diventa campione d'Europa.

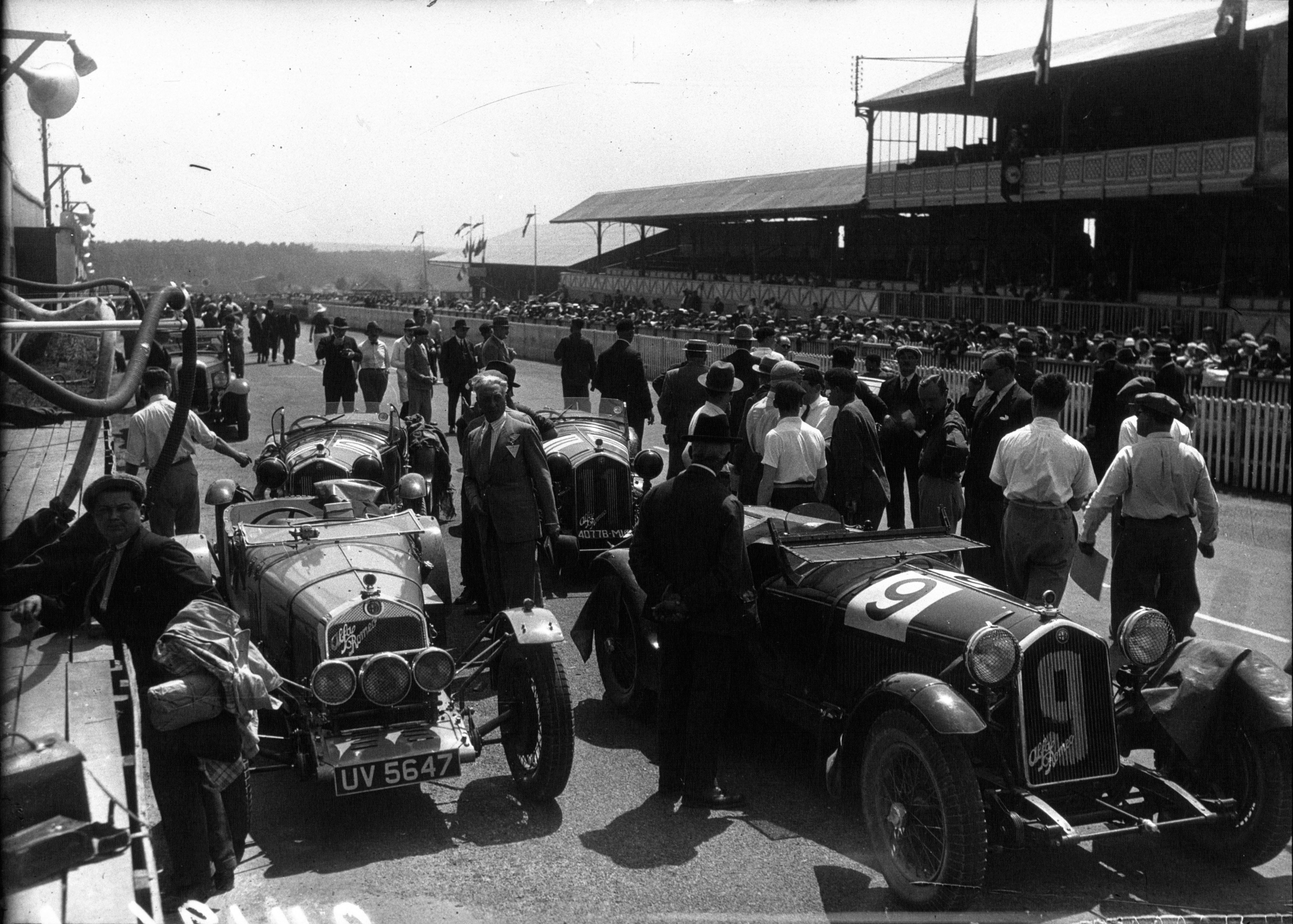
Le Alfa Romeo alla 24 Ore di Le Mans 1932, in secondo piano una delle vetture ufficiali

Tra un gran premio e l'altro l'Alfa Romeo prende parte anche a gare di durata, in particolare alla 24 Ore di Le Mans dove partecipa ufficialmente con Minoia - Canavesi e Cortese - Guidotti su due Alfa Romeo 8C 2300 Lungo Spider Le Mans Touring ufficiali insieme ad altre 8C 2300 per Sommer - Chinetti, Howe - Birkin e Marinoni - Guatta iscritte dagli stessi equipaggi. Come l'anno precedente arriva la vittoria su una 8C 2300 privata, quella di Raymond Sommer e Luigi Chinetti, seguita da quella ufficiale di Franco Cortese e Giovanni Battista Guidotti. Nella successiva gara di durata, la 24 Ore di Spa in Belgio, l'Alfa Romeo, oltre che dai privati Sommer - Chinetti e Howe - Birkin, è rappresentata dalla Scuderia Ferrari ma per la prima volta le vetture della scuderia per Antonio Brivio - Eugenio Siena e Piero Taruffi - Guido d'Ippolito sono immediatamente riconoscibili dallo simbolo del cavallino rampante verniciato sul cofano. Quel giorno l'Alfa Romeo ottiene una tripletta, con le 8C 2300 della Scuderia Ferrari che si classificano prima e seconda, con Brivio - Siena e Taruffi - d'Ippolito, seguite da quella privata di Howe - Birkin in terza posizione.

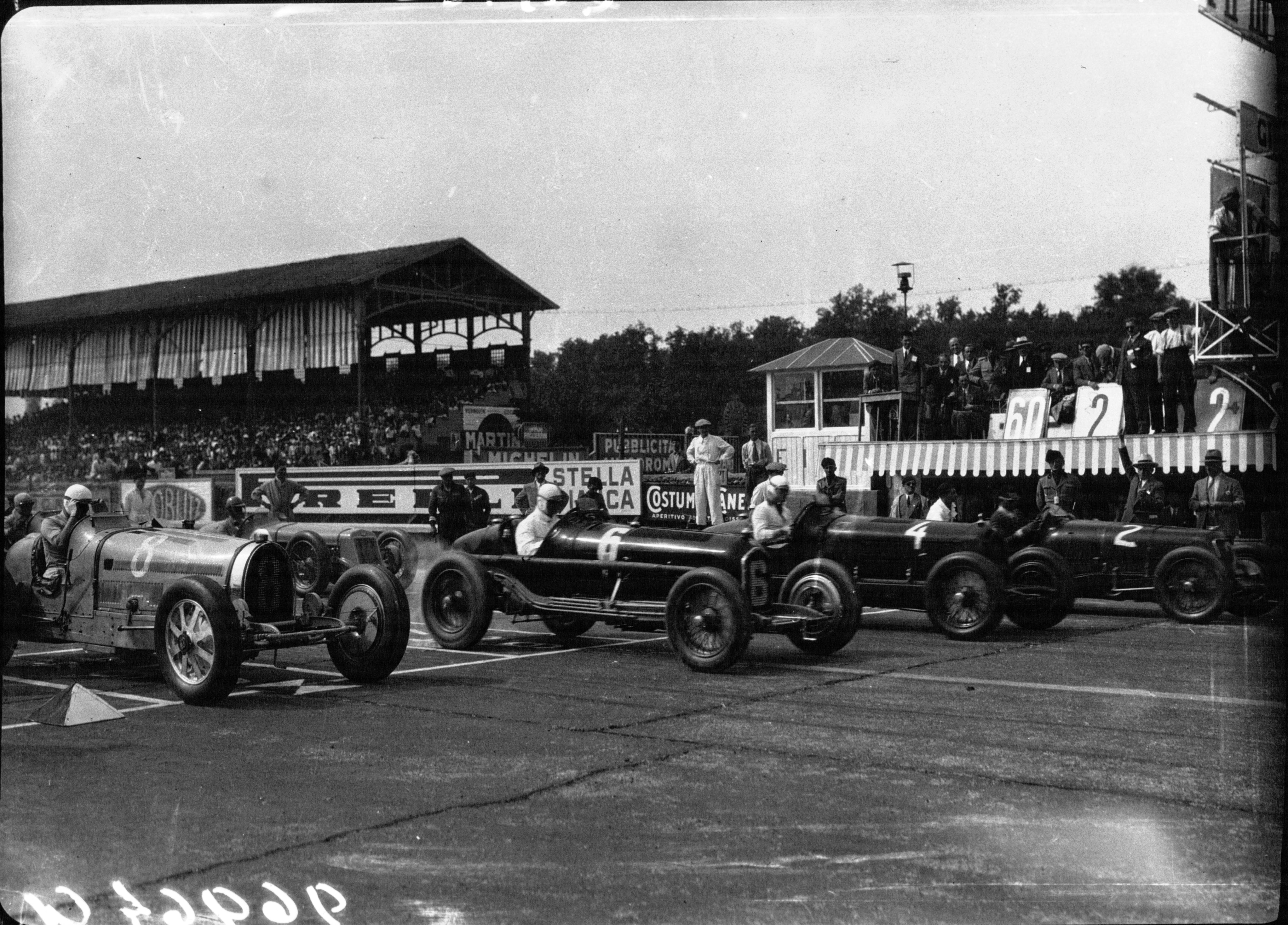
La griglia di partenza del Grand Prix di Monza 1932 tra cui spicca l'Alfa Romeo Tipo B (P3) di Baconin Borzacchini

Alla Coppa Ciano, a Livorno, l'Alfa Romeo si presenta direttamente con due Tipo B per Nuvolari, Borzacchini e una 8C 2300 Monza per Campari e con quattro 8C 2300 Monza della Scuderia Ferrari ottenendo una tripletta con i tre piloti ufficiali; alla successiva Coppa Acerbo, a Pescara, l'Alfa Romeo iscrive direttamente una Tipo B (P3) per Caracciola e una 8C 2300 Monza per Borzacchini mentre la Scuderia Ferrari schiera una Tipo B per Nuvolari e due 8C 2300 Monza per Brivio e Taruffi. La gara si conclude con una doppietta delle Tipo B di Nuvolari e Caracciola, primo e secondo, seguite dalle 8C 2300 Monza di Brivio, quarto, e Borzacchini, sesto. La stagione si conclude con il Gran Premio di Monza, gara minore rispetto al Gran Premio d'Italia, a cui l'Alfa Romeo si presenta con tre Tipo B (P3) ufficiali per Rudolf Caracciola, Tazio Nuvolari e Baconin Borzacchini che terminano primo, terzo e quarto. Tutte le vittorie ufficiali nei gran premi sono arricchite dalle affermazioni delle Alfa Romeo 8C 2300 Monza private nei Gran Premi del Nürburgring (Eifelrennen), di Piccardia, di Leopoli, della Lorena, di Comminges, di Marsiglia e di Helsinki e da innumerevoli vittorie nelle gare sport dei piloti privati sulle 8C 2300 e 6C 1750.

### La Scuderia Ferrari (1933-1937)
Nel 1933 il governo decide di rilevare le quote dell'Alfa Romeo possedute dalle banche attraverso l'IRI acquisendo ufficialmente il controllo dell'azienda, che diventa pertanto statale a tutti gli effetti. Ugo Gobbato viene nominato direttore generale e privilegia il ramo aeronautico dell'azienda perché più redditizio di quello automobilistico, in crisi a causa degli effetti della grande depressione. Per questo l'Alfa Romeo si ritira ufficialmente dalle corse ma senza interrompere l'attività di sviluppo e progettazione di nuove automobili, passando la gestione sportiva alla S.A. Scuderia Ferrari, fondata da Enzo Ferrari nel 1929 per far correre facoltosi gentlemen-driver su vetture Alfa Romeo, che diventa il reparto corse ufficiale della casa.
Da lì fino al 1937 la Scuderia Ferrari, oltre a far competere le vetture milanesi, costruisce e progetta in proprio nella sua sede di Modena migliorie meccaniche e addirittura auto complete sulla base delle Alfa Romeo contemporanee. In particolare nel 1932 la Scuderia incrementa la cilindrata delle sue 8C 2300 Monza a 2.6 litri, aumentandone potenza e competitività, e realizza l'Alfa Romeo 16C Bimotore, una Tipo B dotata di due motori accoppiati.
Immediatamente, la Scuderia si distinse per i suoi successi in tutto il mondo, arrivando ad ingaggiare solo piloti professionisti come un vero e proprio reparto corse ufficiale. Tra le vittorie più importanti vi sono cinque Mille Miglia consecutive (1933, 1934, 1935, 1936 e 1937) numerosi Gran Premi, soprattutto fino al 1935, gare di durata, come la 24 Ore di Pescara, e gare in salita, in Italia e all'estero, sempre su vetture Alfa Romeo assistite a Modena.
Tra i piloti che hanno corso per la scuderia in questo periodo vi sono Clemente Biondetti, Antonio Brivio, Louis Chiron, Gianfranco Comotti, Franco Cortese, René Dreyfus, Giuseppe "Nino" Farina, Pietro Ghersi, Guy Moll, Tazio Nuvolari, Carlo Maria Pintacuda, Eugenio Siena, Mario Tadini, Piero Taruffi, Carlo Felice Trossi, Achille Varzi e Emilio Villoresi.

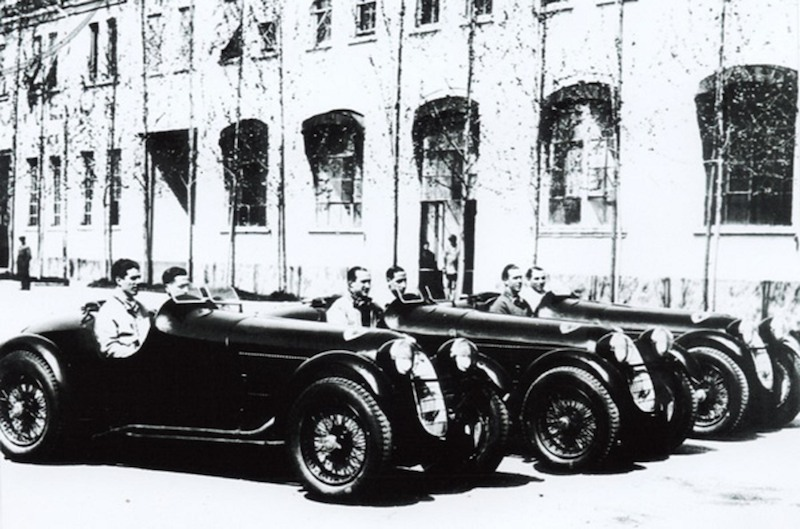
Le tre Alfa Romeo 8C 2900 A botticella della Scuderia Ferrari posano prima della vittoria alla Mille Miglia 1936

Dopo gli inizi con le Alfa Romeo 6C 1750 GS Spider Zagato dei gentlemen-driver la Scuderia corre con le più grandi e potenti 8C 2300, sia in versione corto Spider per le corse su strada che Monza da Gran Premio e lungo Spider per le gare di durata; ed anche con le successive 6C 2300 e 6C 2300 B. Dalla fine del 1933, quando le 8C 2300 Monza 2.6 perdono il confronto con le Maserati 8CM, l'Alfa Romeo si decide a consegnare alla Scuderia Ferrari anche le nuove Tipo B (P3), fino ad allora inutilizzate al Portello. Con le P3 la Scuderia vince gran premi fino al 1935, tra cui quello di Germania con Nuvolari, e la Mille Miglia 1935, con una P3 appositamente modificata, poi passa alle nuove 8C-35 e 12C-36. A causa dell'agguerrita concorrenza delle "Frecce d'Argento" Mercedes-Benz ed Auto Union le nuove monoposto con sospensioni a ruote indipendenti non sono vincenti come la P3 nella Formula Grand Prix ma danno origine alle nuove 8C 2900 A & B, che ottengono molti risultati nelle gare su strada fin dopo il secondo conflitto mondiale e le cui versioni stradali sono considerate l'apice della produzione automobilistica mondiale, non solo pre-bellica.
A causa dei risultati non soddisfacenti delle ultime due stagioni contrapposti ai successi delle Frecce d'Argento ufficiali, nonostante l'esperienza acquisita sul campo da Enzo Ferrari e i pregevoli allori ottenuti, alla fine del 1937 la casa del Portello decide di riprendere l'attività sportiva in prima persona, liquidando la Scuderia Ferrari e creando a Milano il primo dipartimento dell'azienda espressamente dedicato alle competizioni, l'Alfa Corse.

### L'Alfa Corse (1938-1954)

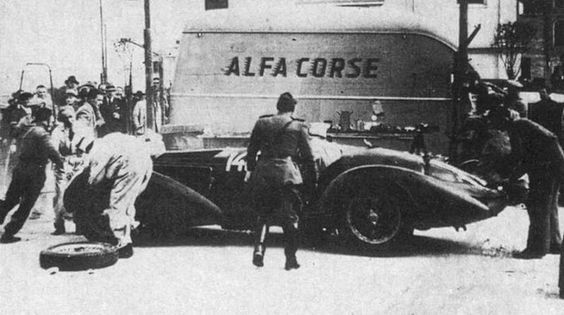
Il camion dell'assistenza dell'Alfa Corse alla Mille Miglia 1938

Nel 1938 nasce quindi l'Alfa Corse, con sede a Milano ma sempre sotto la direzione di Enzo Ferrari, ora assunto dalla casa come consulente esterno. Naturalmente l'attività viene trasferita da Modena a Milano progressivamente, infatti nascono ancora in Emilia la Gp tipo 308, la Gp tipo 312, la Gp tipo 316 e soprattutto la nuova 158, la monoposto che Enzo Ferrari decide di costruire per battere le vetture tedesche nella categoria Voiturette, auto con motore 1500 cm³ di cilindrata sovralimentato, stante la superiorità tedesca nella Formula Grand Prix con cui si corre il Campionato europeo di automobilismo.
Nel settembre 1937 inoltre, proprio a causa del parziale insuccesso della monoposto 12C-37, anche Vittorio Jano è stato allontanato e sostituito da Bruno Trevisan alla progettazione di vetture stradali e dall'ingegnere spagnolo Wifredo Ricart ai progetti speciali, ovvero alle vetture da competizione, coadiuvato da Gioacchino Colombo e da Orazio Satta Puliga. La nuova direzione tecnica non opera delle vere e proprie evoluzioni quanto dei miglioramenti al materiale esistente, ovvero le monoposto Tipo C ad 8 e 12 cilindri si trasformano rispettivamente nella Tipo 308 (3 litri, 8 cilindri) e Tipo 312 (3 litri, 12 cilindri a V) per rientrare nei nuovi regolamenti dei gran premi che prevedono 3 litri di cilindrata massima per i motori sovralimentati, e dalla 8C 2900 A "botticella", già vincitrice di due Mille Miglia, nasce l'autotelaio 8C 2900 B.
Proprio su questo autotelaio l'Alfa Corse realizza in collaborazione con la Carrozzeria Touring l'Alfa Romeo 8C 2900 B Mille Miglia Spider Corsa, con carrozzeria Superleggera e motore 8 cilindri in linea sovralimentato da 225 CV a 5200 giri/min, per correre la Mille Miglia 1938, e le altre gare Sport della stagione, e la Berlinetta Speciale Aerodinamica Le Mans, sempre con carrozzeria Superleggera ma stavolta chiusa, scelta all'avanguardia fatta per favorire la penetrazione aerodinamica sul circuito della Sarthe.

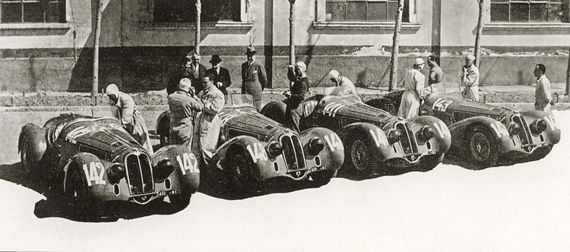
L'Alfa Corse al debutto alla Mille Miglia 1938 con quattro 8C 2900 B MM Spider Touring

Alla Mille Miglia l'Alfa Corse schiera ben quattro esemplari di 8C 2900 B MM Spider Touring per gli equipaggi Pintacuda - Mambelli, Siena - Villoresi, Farina - Meazza e Biondetti - Stefani. Proprio Clemente Biondetti e Aldo Stefani vincono la manifestazione su uno di questi esemplari, quello con motore da 295 CV a 5500 giri/minuto derivato da quello della Tipo 308, seguiti da Carlo Maria Pintacuda con Paride Mambelli su un'altra vettura dell'Alfa Corse e da Piero Dusio con Rolando Boninsegni su una "vecchia" Alfa Romeo 8C 2900 A “Botticella” privata. Favorito dal meteo ottimale Biondetti stabilisce anche la nuova velocità media record di 135,37 km/h che resisterà fino all'edizione 1955. Purtroppo un tragico incidente a Bologna causa 10 morti, di cui sette bambini, e l’annullamento della gara l’anno successivo.

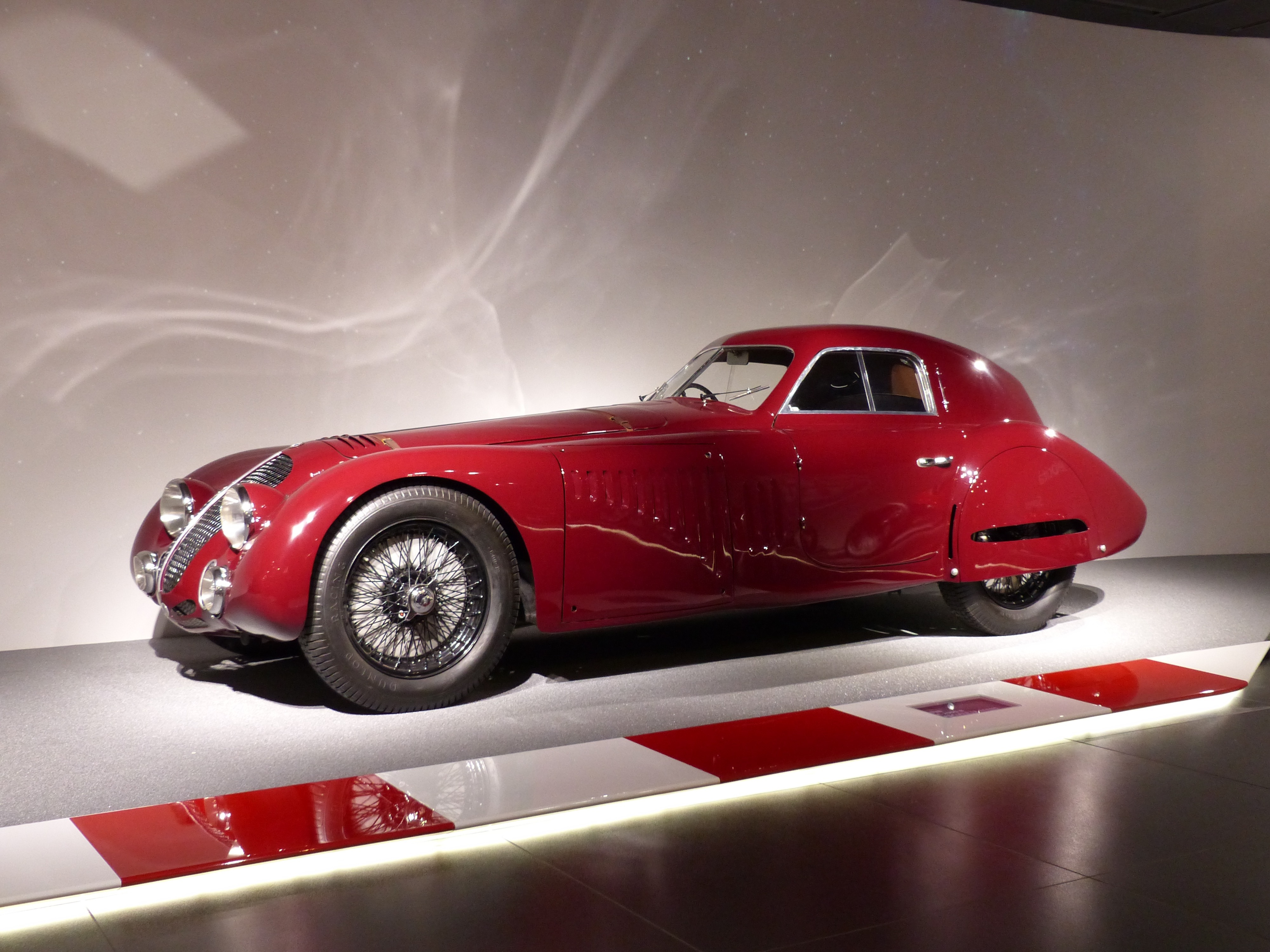
L'Alfa Romeo 8C 2900B Berlinetta Speciale Le Mans Touring del 1938 nel Museo Storico Alfa Romeo

Per la 24 Ore di Le Mans l'unica Berlinetta Speciale Aerodinamica preparata dall'Alfa Corse è iscritta da Raymond Sommer, che la guida insieme a Clemente Biondetti. Dopo aver guidato la gara per più di venti ore, stabilendo il miglior tempo sul giro e accumulando un vantaggio di addirittura 14 giri sul primo inseguitore, la cavalcata trionfale si interrompe bruscamente per un guasto meccanico; forse il cedimento di una valvola, privando l'Alfa Corse di una vittoria ormai quasi certa.
Alla successiva 24 Ore di Spa l'Alfa Corse schiera due esemplari di 8C 2900 B MM Spider Touring per gli equipaggi Carlo Maria Pintacuda con Francesco Severi e Clemente Biondetti con Raymond Sommer. Sommer, reduce dalla trasferta di Le Mans, stabilisce il miglior tempo sul giro ma è ancora costretto al ritiro lasciando la vittoria alla coppia Pintacuda - Severi sulla vettura gemella.
Mentre le Alfa Romeo 8C 2900 B da corsa sono competitive in gara e su strada, con le berlinette e le spider della Touring, rappresentano l'apice della produzione automobilistica mondiale nei gran premi le cose non vanno bene. Sono progettate ben quattro monoposto diverse, in particolare la Tipo 308 (3 litri, 8 cilindri) e Tipo 312 (3 litri, 12 cilindri a V) sono la diretta evoluzione della Tipo C (8C-35) e della 12C-37, 12 cilindri a V, progettate da Jano mentre la Tipo 316 da Grand Prix e la Voiturette Tipo 158, con motori sovralimentati da 3000 e 1500 cm³ di cilindrata sono progettate ex-novo da Gioacchino Colombo, durante il trasferimento delle attività da Modena a Milano. Le vetture sono "sorelle", infatti il motore U16 sovralimentato della Tipo 316 è formato da due blocchi 8 cilindri in linea della 158, compresi i due alberi motore, uniti da una presa di forza posteriore, con le cifre delle sigle che rimandano alla cilindrata (1 e 5 per la Voiturette 1500 cm³, 3 per la GP 3000 cm³) e al numero dei cilindri (8 per la Voiturette e 16 per la Gran Premio).

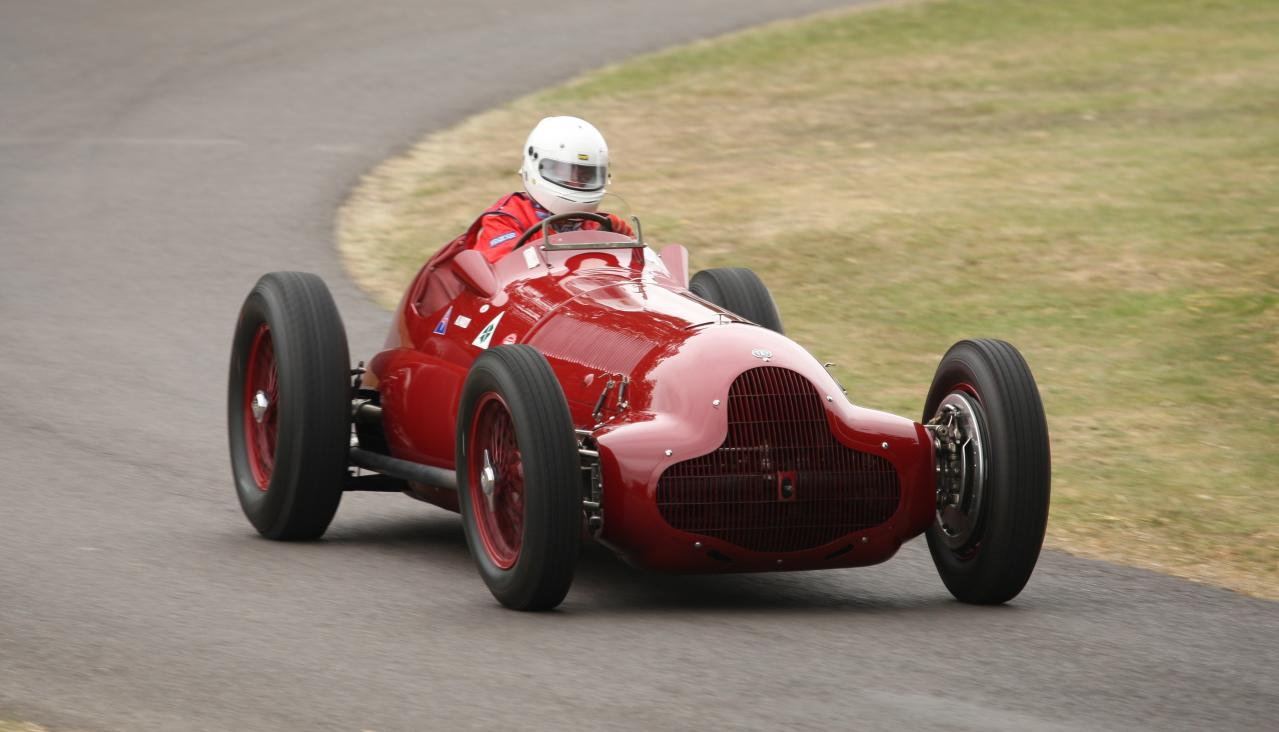
L'Alfa Romeo Tipo 312 ad una rievocazione

A causa della concorrenze tedesca e della grande quantità e complessità dei progetti tutte le vetture da Grand Prix si rivelano a corto di sviluppo, causando addirittura il passaggio di Tazio Nuvolari all'Auto Union dopo che la sua Tipo 308 si schianta e prende fuoco al Gp di Pau. Dopo l'addio di Nuvolari i piloti delle vetture da Grand Prix della squadra ufficiale sono Nino Farina, Carlo Maria Pintacuda e Mario Tadini mentre Clemente Biondetti, Eugenio Siena, Raymond Sommer, Emilio Villoresi e Jean-Pierre Wimille le guidano occasionalmente. I migliori risultati della stagione, dominata dalle Mercedes-Benz W154 e dalle Auto Union Type D, sono i due secondi posti della Tipo 312 di Nino Farina alla Coppa Ciano e alla Coppa Acerbo, insieme al secondo e quarto posto al Gp d'Italia di Nino Farina e Clemente Biondetti sulle nuove Tipo 316 e al 4º posto al Gp di Tripoli di inizio stagione della Tipo 312 di Raymond Sommer. Discorso a parte il Gran Premio di Rio de Janeiro, a Gávea, dove l'Alfa Corse ottiene sì l'unica vittoria stagionale, ma in un gran premio non titolato e senza una vera e propria concorrenza, visto che Carlo Maria Pintacuda ripete la vittoria degli anni precedenti battendo il pilota locale Carlos Arzani alla guida della sua "vecchia" Alfa Romeo 8C-35.

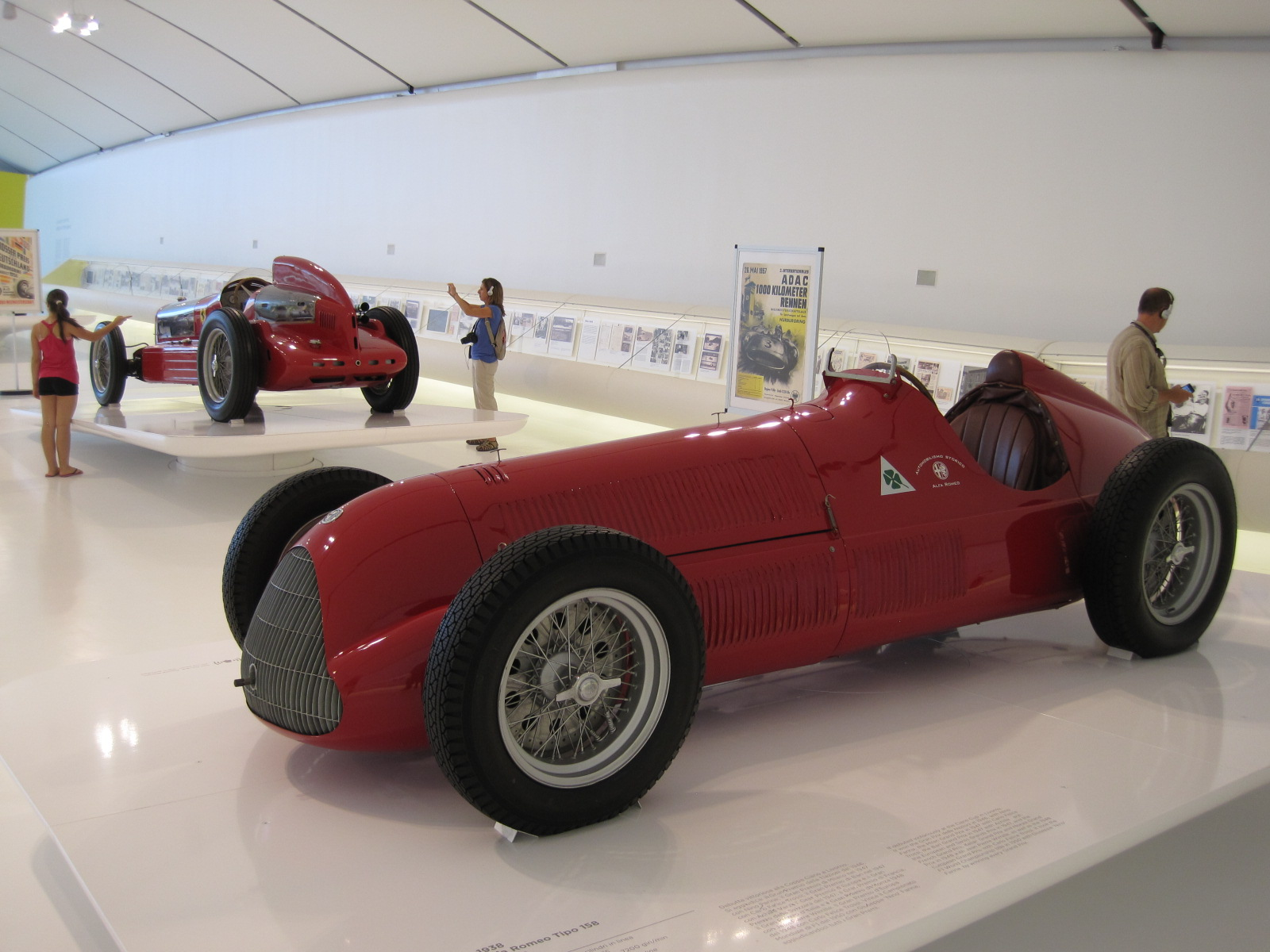
L'Alfa Romeo158 Alfetta nel Museo Casa Enzo Ferrari

Le nuove Alfa Romeo 158, poi ribattezzate Alfetta, invece ottengono ottimi risultati nella nuova categoria Voiturette dimostrandosi veloci sin da subito nelle mani di Emilio Villoresi, Clemente Biondetti, Francesco Severi, Raymond Sommer e del collaudatore Attilio Marinoni. In particolare ottengono una doppietta all'esordio alla Coppa Ciano di categoria, a Livorno, con Villoresi e Biondetti e un'altra al Gp di Milano, corso a Monza come corollario del Gp d'Italia, con Villoresi e Severi.
Nonostante i risultati incoraggianti le differenze di vedute tra Enzo Ferrari e la dirigenza del biscione causano la loro separazione già nel 1939. A quel punto, con i soldi della liquidazione, Ferrari fonda una nuova società, la Auto Avio Costruzioni, che realizzerà due vetture per la Mille Miglia 1940 ma che si trasformerà nella "Ferrari" vera e propria solo nel dopoguerra, quando scadrà l'impegno preso con l'Alfa Romeo di non partecipare a gare automobilistiche col proprio nome per quattro anni.
Nel 1939 l'Alfa Corse quindi viene affidata a Bartolomeo "Meo" Costantini, un ex-pilota e già direttore sportivo della Bugatti, che inizia un'opera di riorganizzazione della squadra e preparando anche le "nuove" 6C 2500 secondo il regolamento Sport Nazionale. Questa versione elaborata è conosciuta con la sigla della Scuderia Ferrari "Tipo 256", analoga a quella della 158 "Alfetta", dove le cifre 2 e 5 rimandano alla cilindrata (2500 cm3) e l'ultima al numero dei cilindri (6), e prevede il motore potenziato a 125 CV a 4800 giri/min con l'aumento del rapporto di compressione a 8:1, l'autotelaio con passo accorciato a 2700 mm rinforzato e, sulle vetture dell'Alfa Corse, carrozzeria spider in alluminio realizzata col metodo Superleggera dalla Touring. Visto che si vogliono sfruttare le vittorie come pubblicità la stravagante sigla Tipo 256 viene progressivamente sostituita con la più tradizionale 6C 2500 Super Sport "Corsa".

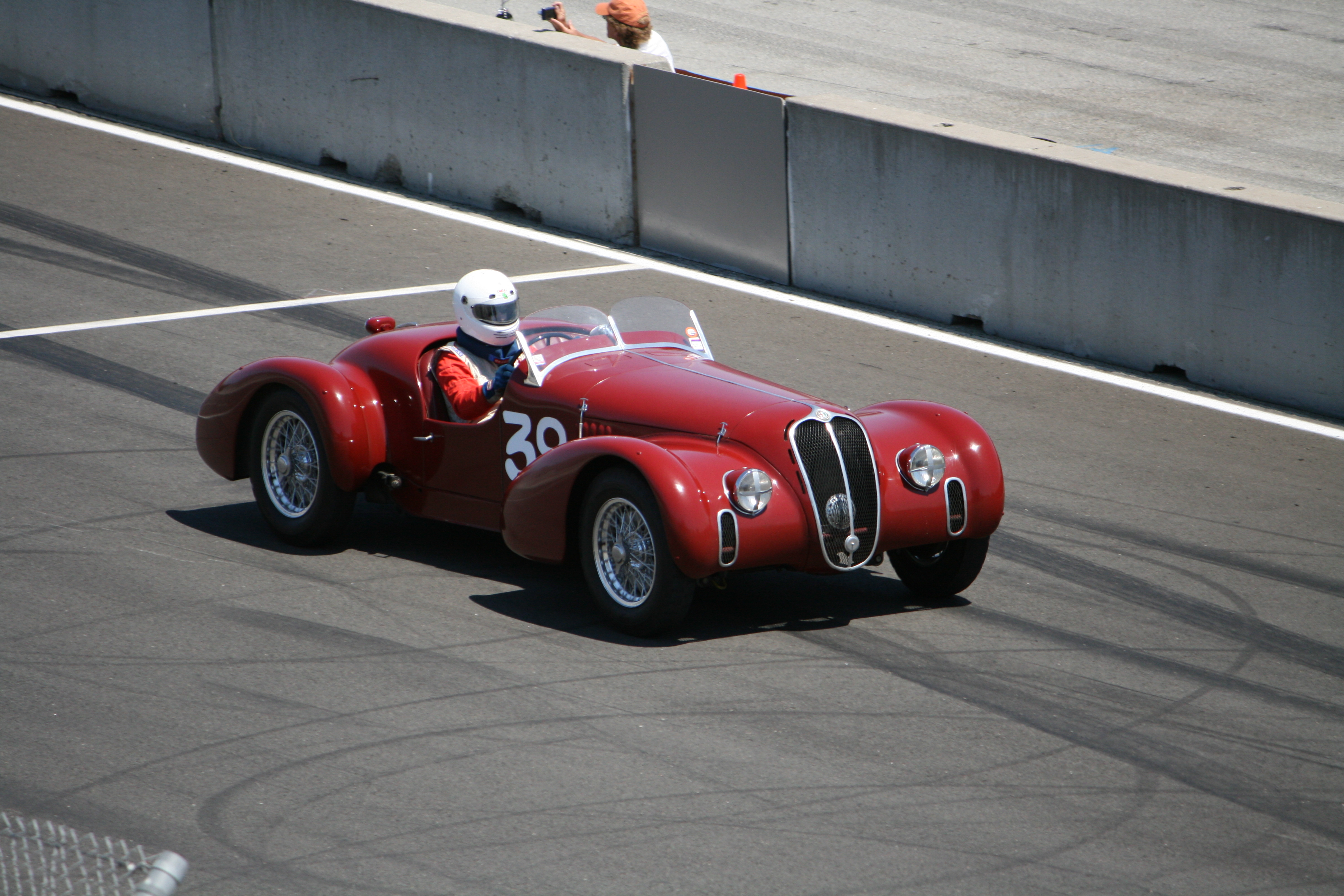
Un'Alfa Romeo Tipo 256/6C 2500 SS corsa Spider Touring del 1939

L'Alfa Romeo 6C 2500 SS Corsa Spider Touring debutta alla Tobruk-Tripoli, una gara di resistenza che raccoglieva il testimone della Bengasi-Tripoli, già vinta dalla 6C 2300 B, e della soppressa Mille Miglia 1939. La Carrozzeria Touring realizza le quattro vetture ufficiali dell'Alfa Corse, due con carrozzeria tradizionale e due con carrozzeria aerodinamica "Ala Spessa" con i parafanghi integrati nella carrozzeria, che si classificano 1°, 2° e 4° condotte da Ercole Boratto e Consalvo Sanesi, Clemente Biondetti e Aldo Monzani e Carlo Maria Pintacuda e Paride Mambelli mentre Giuseppe Farina si ritira per un'uscita di strada. Uno degli esemplari tradizionali viene ceduto a Giosué Calamai, che vince la gara in salita Parma-Poggio di Berceto, le tre auto di Ferdinando Righetti - Lotario Rangoni Machiavelli, Carlo Maria Pintacuda - Francesco Severi e Sesto Leonardi - Guglielmo Dei si classificano 1°, 2° e 3° assolute alla Targa Abruzzi, o 8 ore di Pescara, e ben sette esemplari si classificano ai primi otto posti al Circuito dell'Impero, a Roma, con la vettura ufficiale di Carlo Maria Pintacuda prima assoluta.

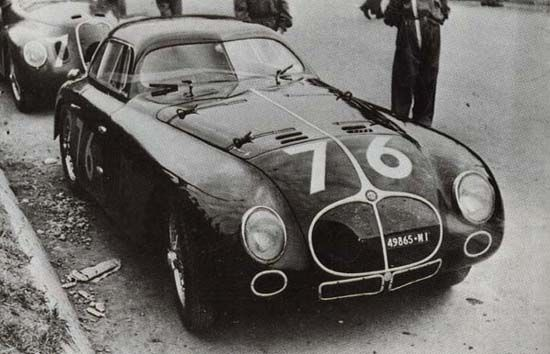
L'Alfa Romeo Tipo 256/6C 2500 SS berlinetta Touring reduce della 24 Ore di Le Mans durante la Mille Miglia 1940

Dopo l'esperienza del 1938 con una berlinetta anche per l'edizione successiva della 24 Ore di Le Mans l'Alfa Corse e la Touring preparano una vettura chiusa per Raymond Sommer, stavolta basata sull'autotelaio Tipo 256, con motore 6 cilindri senza compressore. In gara Sommer, in coppia con il principe Bira, si deve ritirare dopo 173 giri a causa di un guasto al motore.
Nello stesso anno l'Alfa Corse vince il GP d'Anvers in Belgio con una doppietta firmata da Giuseppe Farina su un'Alfa Romeo 412 Spider Touring, una 8C 2900 B su cui viene montato un motore sperimentale V12 4 litri, e da Raymond Sommer su una "classica" 8C 2900 B MM Spider Touring.
Nel 1939 l'Alfa Corse partecipa a pochi Grand Prix, usando le Gp Tipo 308, Tipo 312 e Tipo 316 leggermente modificate per Nino Farina e Raymond Sommer, che sono poco competitive contro le auto tedesche, in attesa che sia pronta la nuova vettura progettata da Wifredo Ricart. La nuova Grand Prix con motore V16, battezzata Tipo 162, però non correrà mai a causa della guerra, che fa terminare in anticipo la stagione sportiva. Il focus delle attività sulle monoposto si sposta sulle ben più competitive Voiturette 158 "Alfetta" che vengono sviluppate costantemente e ottengono vittorie alla Coppa Ciano, con Nino Farina, alla Coppa Acerbo, con le quattro vetture di Clemente Biondetti, Carlo Pintacuda, Nino Farina e Francesco Severi ai primi quattro posti, e al Gp di Berna, con una doppietta di Nino Farina e Clemente Biondetti, nonostante la débâcle al Gp di Tripoli di inizio stagione e la morte al loro volante di Emilio Villoresi, durante dei test privati, e Nando Aldrigretti, nelle prove della Coppa Acerbo.
Nel 1940, con la seconda guerra mondiale in corso ma l'Italia ancora neutrale, l'Alfa Corse continua a lavorare sulla Tipo 162, sulle Voiturette 158 "Alfetta", con cui Nino Farina, Clemente Biondetti e Carlo Felice Trossi arrivano 1°, 2° e 3° al Gran Premio di Tripoli, e sulle Tipo 256/6C 2500 SS per il 1º Gran Premio di Brescia della Mille Miglia, una Mille Miglia corsa sull'atipico circuito triangolare Brescia-Cremona-Mantova poco prima che anche l'Italia entrasse in guerra, sospendendo ogni attività sportiva.

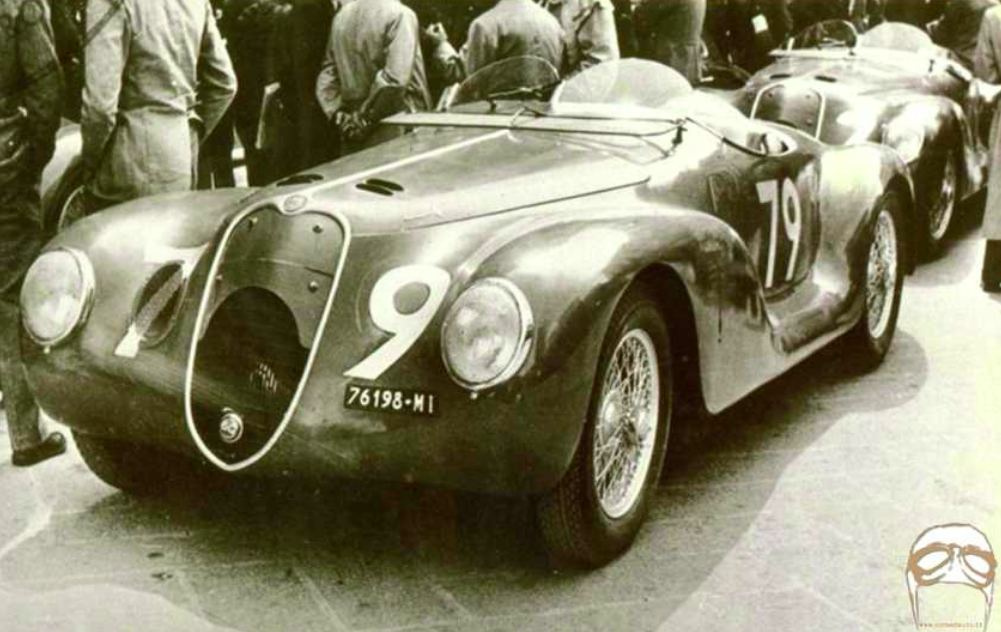
L'Alfa Romeo 6C 2500 SS Torpedino Brescia di Biondetti - Stefani durante la punzonatura alla Mille Miglia 1940

In quella gara l'Alfa Corse schiera ufficialmente quattro 6C 2500 SS Corsa tutte realizzate dalla Touring col metodo Superleggera, tre spider con carrozzeria battezzata "Torpedino Brescia" e la berlinetta chiusa reduce dalla 24 Ore di Le Mans 1939. Si classificano rispettivamente 2°, 4°, 7° e 8° con gli equipaggi composti da Nino Farina e Paride Mambelli, Clemente Biondetti e Aldo Stefani, Carlo Maria Pintacuda e Consalvo Sanesi e Carlo Felice Trossi in coppia con Ascanio Lucchi. Altre 6C 2500 SS Sono iscritte da validi piloti privati tra cui spicca una 6C 2500 SS Spider Touring "Ala Spessa" non ufficiale, condotta da Antonio Chiodi e Livio De Zorzi si classifica 24º assoluta, un risultato non eccezionale in assoluto, ma significativo perché per la prima volta su un'Alfa Romeo viene montato un sistema d'iniezione di carburante realizzato dalla Caproni su progetto del tecnico Ottavio Fuscaldo. La gara bresciana però è un fallimento con le BMW 328 che dominano dall'inizio alla fine, lasciando all'Alfa Romeo solo le posizioni di rincalzo.

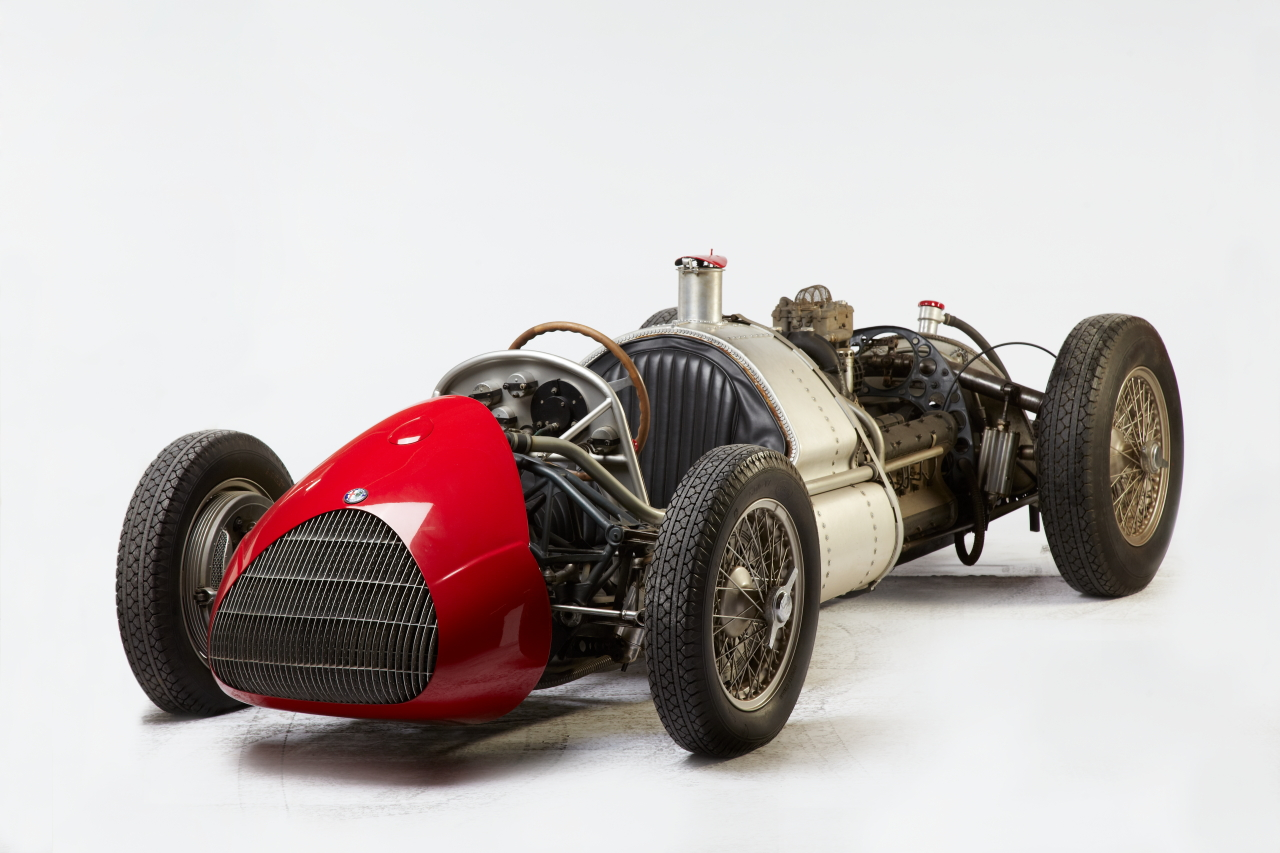
L'autotelaio dell'Alfa Romeo Tipo 512 a motore centrale

Durante la guerra l'Alfa Corse, che ha perso Meo Costantini a causa di una malattia, continua sviluppare i progetti speciali pensati da Ricart, oltre alla Tipo 162, la Tipo 512, un'avanzata Voiturette con motore centrale 12 cilindri boxer progettata per sostituire la 158 "Alfetta", considerata ormai superata, e la Tipo 163, anch'essa una vettura a motore centrale ma una coupé con il V16 della Tipo 162. Oltre ai progetti più avanzati sono sviluppate anche le più tradizionali 8C 2900 B, dotata di una speciale carrozzeria aerodinamica soprannominata "Balena", ispirata a quella della Bugatti Type 57G "Tank" vincitrice della 24 Ore di le Mans 1939, e 158 "Alfetta", che viene dotata di una sospensione posteriore sperimentale, a ponte de Dion, e su cui perde la vita il collaudatore Attilio Marinoni a causa di un incidente durante un test sull'autostrada Milano-Laghi.
Alla fine della guerra, col crollo del regime fascista, Ricart si rifugia in Spagna e il controllo dell'ufficio progettazione e dei progetti sportivi passa a due suoi allievi, Orazio Satta Puliga e Giuseppe Busso. A causa della scarsità di risorse i progetti delle 6C 2500 prebelliche sono ripresi sia per le vetture da strada che da corsa, visto che i nuovi regolamenti proibiscono i motori sovralimentati nelle gare Sport come la Mille Miglia. Il primo risultato è l'Alfa Romeo 6C 2500 Sport Freccia d'Oro, basata sull'autotelaio della 6C 2500 anteguerra ma "vestito" con una nuova carrozzeria berlinetta in acciaio disegnata dall'Ufficio Progettazione Carrozzeria interno ispirata alle realizzazioni della Touring, e il secondo è la 6C 2500 Competizione, anch'essa basata sull'autotelaio della 6C 2500 SS anteguerra ma pesantemente elaborata da Gioacchino Colombo con passo ridotto a 2500 mm, sospensioni posteriori della 8C 2900 B, e una carrozzeria berlinetta costruita in alluminio dalla Colli, con la griglia ispirata a quella della 158 "Alfetta".

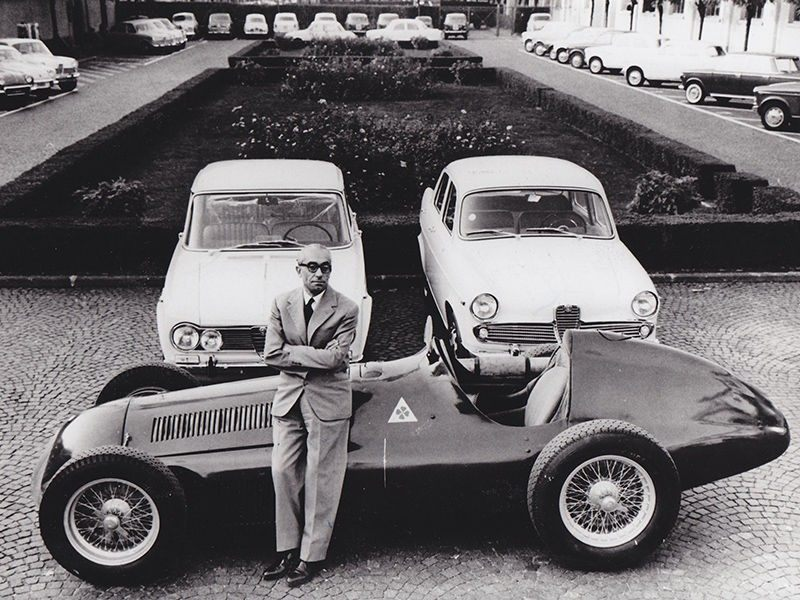
Orazio Satta Puliga posa con la 158 Alfetta, davanti a una Giulia e ad una Giulietta

Proprio nel 1946 le 158 "Alfetta" sono sviluppate per ricominciare a correre nei primi Gran Premi del dopoguerra, organizzati secondo il regolamento Voiturette. Le 158/46, alleggerite e potenziate, vincono il I° Grand Prix des Nations di Ginevra, con una tripletta firmata da Nino Farina, Carlo Felice Trossi e Jean-Pierre Wimille,  il III Gran Premio del Valentino, con una doppietta di Achille Varzi e Jean-Pierre Wimille, e il III Circuito di Milano, con un'altra tripletta di Carlo Felice Trossi, Achille Varzi e il pilota-collaudatore Consalvo Sanesi.
L'anno dopo le "Alfetta" vengono ulteriormente potenziate con nuovo compressore volumetrico doppio stadio e dominano i Gran Premi nel biennio 1947-48. Nel 1947 le 158/46B vincono il Gp di Svizzera a Bremgarten, tripletta di Jean-Pierre Wimille, Achille Varzi e Carlo Felice Trossi, il Gp del Belgio a Spa-Francorchamps, ancora tripletta di Jean-Pierre Wimille, Achille Varzi e Carlo Felice Trossi, il I Gran Premio di Bari, doppietta con Achille Varzi e Consalvo Sanesi, e il Gran Premio d'Italia a Milano, con ben quattro Alfette ai primi quattro posti, con Carlo Felice Trossi, Achille Varzi, Consalvo Sanesi e il pilota-collaudatore Alessandro Gaboardi. Nel 1948 le potenziate 158/47 vincono il Gp di Svizzera a Bremgarten, doppietta di Carlo Felice Trossi e Jean-Pierre Wimille in una gara funestata dalla morte in prova di Achille Varzi sulla sua Alfetta e Omobono Tenni in sella alla sua vecchia moto Albatros 250, il Grand Prix de l'Automobile Club de France a Reims-Gueux, una tripletta con Jean-Pierre Wimille, Consalvo Sanesi e Alberto Ascari nella sua unica gara per l'Alfa Romeo, il Gran Premio d'Italia al Parco del Valentino, con Jean-Pierre Wimille primo, e il Gran Premio dell'Autodromo di Monza, come l'anno prima con ben quattro Alfette ai primi quattro posti, con Jean-Pierre Wimille, Carlo Felice Trossi, Consalvo Sanesi e Piero Taruffi.
Alla prima Mille Miglia del dopoguerra, quella del 1947, l'Alfa Corse non partecipa in maniera ufficiale ma arriva comunque l'ultima vittoria Alfa Romeo alla maratona bresciana con un esemplare di 8C 2900 B Lungo Berlinetta Touring, già esposto al Salone di Parigi 1938, depotenziata a 140 CV con la rimozione dei compressori e l’adozione di due carburatori Weber perché il nuovo regolamento tecnico vieta i motori sovralimentati, iscritta dal copilota Emilio Romano e guidata dall’asso Clemente Biondetti.

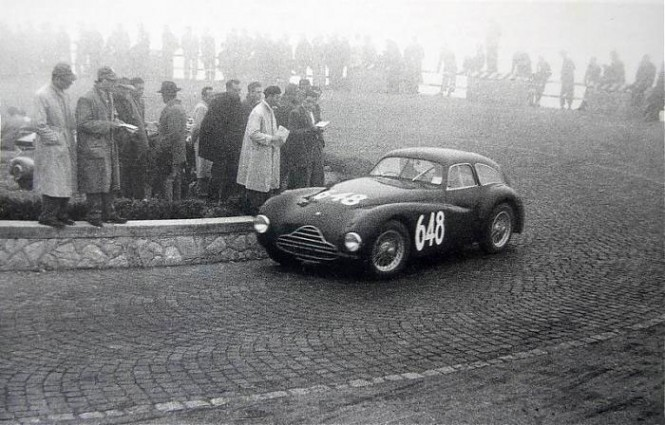
L'Alfa Romeo 6C 2500 Competizione di Rol - Richerio durante la Mille Miglia 1949

A causa delle conseguenze della guerra, la 6C 2500 Competizione debutta solo alla Mille Miglia 1948, con un incidente occorso a Consalvo Sanesi, mentre nell'edizione 1949 Franco Rol e Vincenzo Richiero la conducono al terzo posto assoluto, risultato che Juan Manuel Fangio e Augusto Zanardi replicano l'anno successivo. Oltre a numerosi piazzamenti e vittorie di classe la berlinetta ottenne anche tre vittorie assolute, sul Circuito di Pescara nel 1949, pilotata sempre da Franco Rol, alla Targa Florio-Giro di Sicilia del 1950 con i fratelli Mario e Franco Bornigia, e alla Coppa Intereuropa 1950 a Monza con Consalvo Sanesi.
All'inizio del 1949 l'Alfa Corse, che ha dominato le gare in circuito negli ultimi tre anni con le Alfetta, viene decimata dalla morte di Jean-Pierre Wimille, in un incidente durante il Gran Premio Juan Domingo Peron, e poco dopo anche di Carlo Felice Trossi, per un male incurabile, e pertanto si decide di non partecipare ad alcun Gran Premio per prepararsi al meglio alla stagione 1950, in cui sarebbe nata la moderna Formula 1, e per concentrarsi sulla progettazione della prima Alfa Romeo costruita realmente in grande serie, la 1900 berlina.

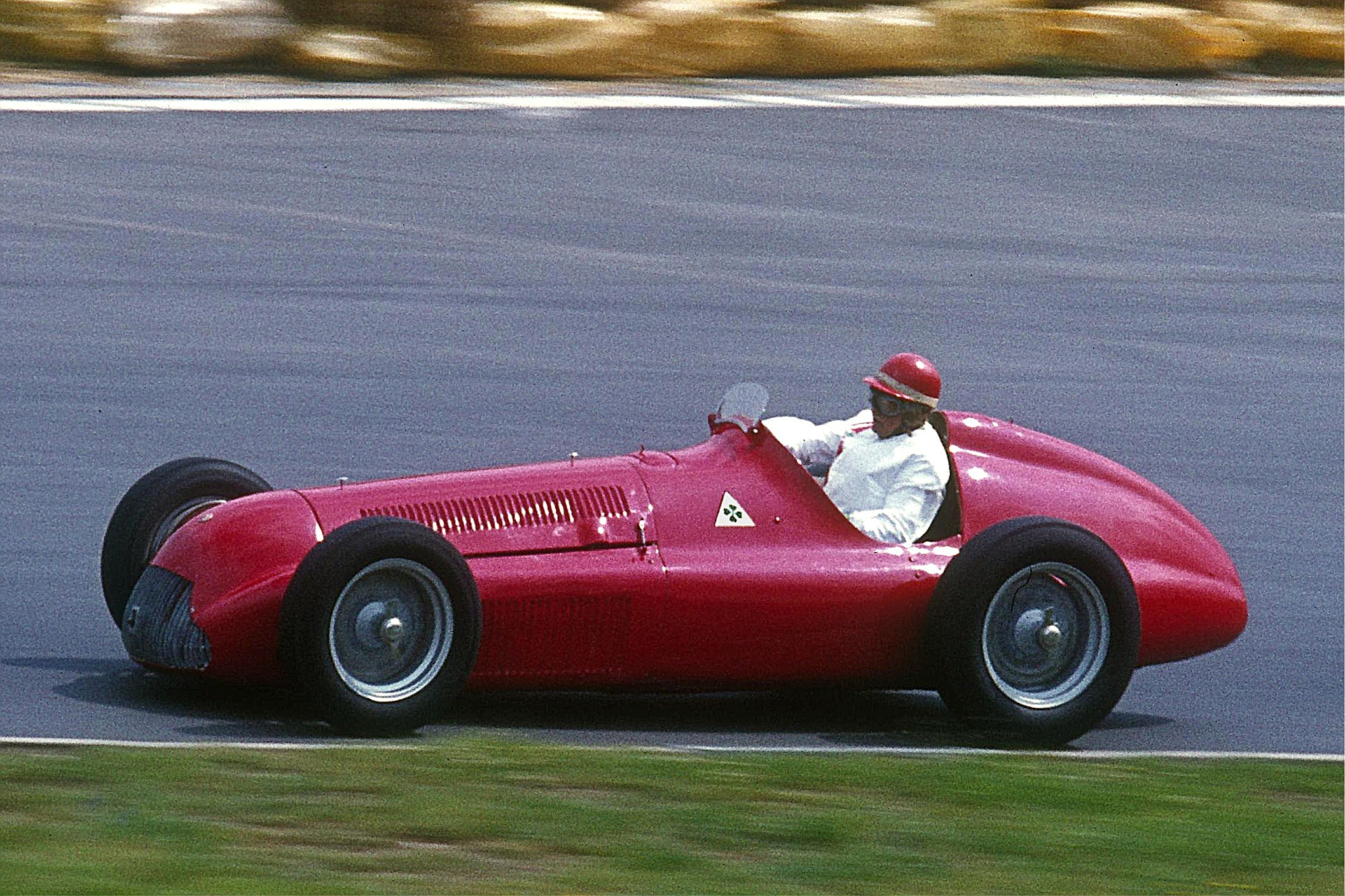
L'Alfetta in azione

Nel 1º Campionato del Mondo di Formula 1 del 1950 l'Alfa Corse schiera le 158 "Alfetta" ulteriormente migliorate in sei prove mondiali su sette, evitando la costosa trasferta alla 500 Miglia di Indianapolis, per una squadra di tre piloti ufficiali, due esperti italiani, Nino Farina e Luigi Fagioli, e un esordiente argentino, Juan Manuel Fangio, a volte supportati da altri piloti. L'Alfa Corse domina tutta la stagione vincendo tutte e sei le gare europee, ottenendo anche 5 pole position e 5 giri veloci in gara, rendendo Nino Farina il primo campione del mondo di Formula 1. In particolare l'Alfetta vince il Gran Premio di Gran Bretagna, una tripletta con Nino Farina, Luigi Fagioli e Reg Parnell, il Gran Premio di Monaco, con Juan Manuel Fangio, il Gran Premio di Svizzera, una doppietta con Nino Farina e Luigi Fagioli, il Gran Premio del Belgio, un'altra doppietta con Juan Manuel Fangio e Luigi Fagioli, il Gran Premio di Francia, con la terza doppietta stagionale ancora di Juan Manuel Fangio e Luigi Fagioli, e al XXI Gran Premio d'Italia, con la prima vittoria dell'Alfa Romeo 159, la naturale evoluzione della 158, di Nino Farina e il terzo posto di Luigi Fagioli su una "vecchia" 158.
Sempre nel 1950 l'Alfa Corse monta un vecchio motore sperimentale, opportunamente elaborato, sul telaio della 6C 2500 Competizione dando origine alla 6C 3000 C50, la cui sigla significa "6 Cilindri 3000 cm3 Competizione 1950" per correre la Mille Miglia. Il solo esemplare costruito al debutto alla Mille Miglia 1950 nelle mani del pilota-collaudatore Consalvo Sanesi e Giovanni Bianchi si ritira per un incidente nei dintorni di Ferrara.

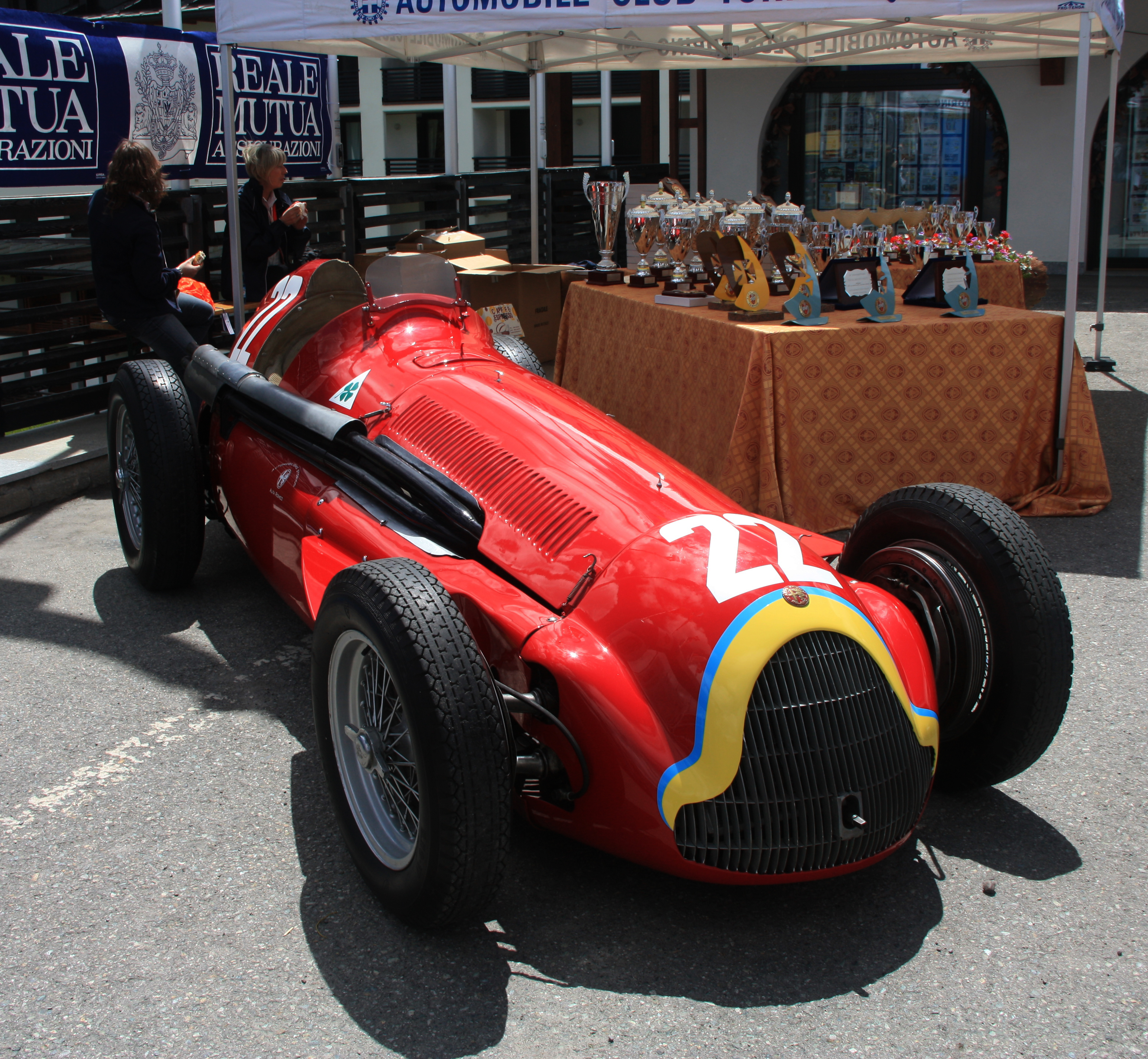
L'Alfa Romeo 159 "Alfetta" del 1951 di Juan Manuel Fangio, riconoscibile dal musetto giallo/azzurro

Nel secondo mondiale di Formula 1 del 1951, per contrastare una Ferrari sempre più competitiva, l'Alfa Corse schiera la 159, l'ultima evoluzione dell'Alfetta con motore potenziato a 425 CV e ponte posteriore De Dion, per una squadra formata da Nino Farina e Juan Manuel Fangio con cui partecipa a sette prove mondiali su otto, escludendo ancora la 500 Miglia di Indianapolis. La 159 si aggiudica i primi tre Gran Premi del mondiale 1951 di Formula 1, cioè il Gran Premio della Svizzera, con Juan Manuel Fangio, il Gran Premio del Belgio, con Nino Farina, ed il Gran Premio di Francia, ancora con Fangio e anche l'ultimo, il Gran Premio di Spagna, con Juan Manuel Fangio che così vince anche il primo dei suoi cinque campionati mondiali. Proprio in quest'ultimo gran premio l'Alfa Corse fa la differenza perché monta pneumatici Pirelli da 18" sulla vettura di Fangio anziché da 16", permettendogli di evitare le continue soste ai box cui è costretta la Ferrari di Ascari, arrivato a pari punti all'ultima prova mondiale, e vincere gara e campionato. Inoltre la 159 si aggiudica il giro più veloce in gara in tutti e 7 i Gran Premi di quell'anno (5 volte con Fangio e 2 volte con Farina) ed anche altri tre Gran Premi non validi per il mondiale, il V Ulster Trophy, con Farina, il V Gran Premio di Bari, con Fangio, ed il IV Goodwood Trophy, ancora con Farina.
Esauritosi definitivamente il ciclo dell'Alfetta e, nonostante sia quasi pronta la nuova Alfa Romeo 160 progettata da Giuseppe Busso, alla fine della stagione l'Alfa Romeo decide di ritirarsi dalla Formula 1 per concentrare gli sforzi degli ingegneri dell'Alfa Corse sulle nuove vetture di serie, 1900 e poi Giulietta. Se la Formula 1 viene sacrificata per favorire la produzione in serie da lì in poi Satta, Busso e Colombo concentrano l'attività dell'Alfa Corse sulle gare Sport, come la Mille Miglia, con vetture specializzate, e sulle gare Turismo, con le vetture più strettamente derivate dalla serie.

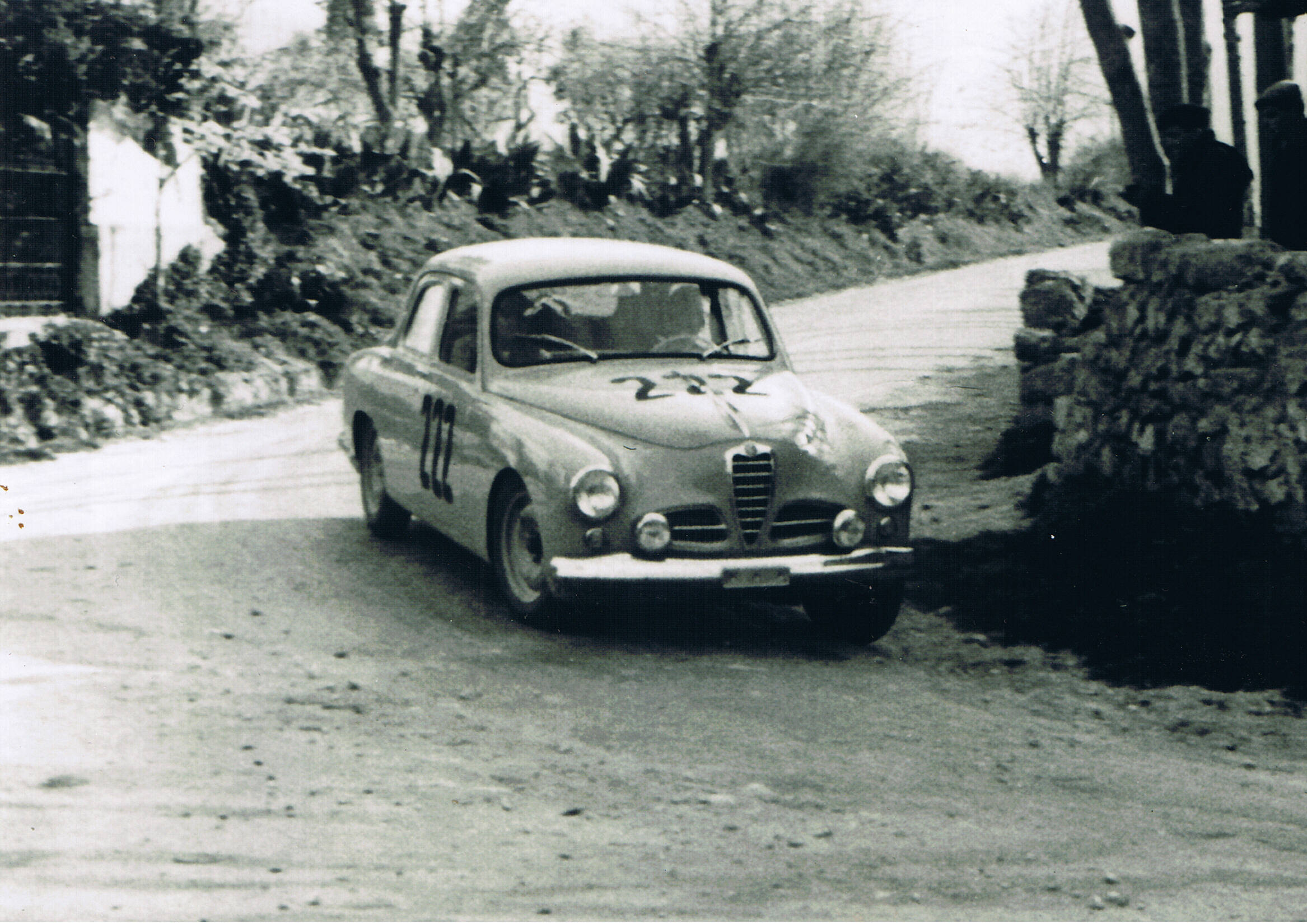
Un'Alfa Romeo 1900 privata al Giro di Sicilia 1951

In particolare nel 1952 nasce l'Alfa Romeo 1900 TI, abbreviazione di Turismo Internazionale, una normale 1900 berlina su cui viene trapiantato il motore della 1900C Sprint da 100 CV a 5500 giri/min, con rapporto di compressione aumentato, carburatore doppio corpo Solex 40 PII e valvole maggiorate, che la spinge a 170 km/h facendola diventare in breve tempo l'auto da battere, dando credito allo slogan “la vettura di famiglia che vince le corse”. Le affermazioni più importanti di questo modello, e della successiva TI Super, sono la vittoria di classe al Tour de France Automobile e alla Stella Alpina del 1953, i primi 4 posti di classe alla Mille Miglia dello stesso anno e i primi 5 posti di classe alla Carrera Panamericana 1954.

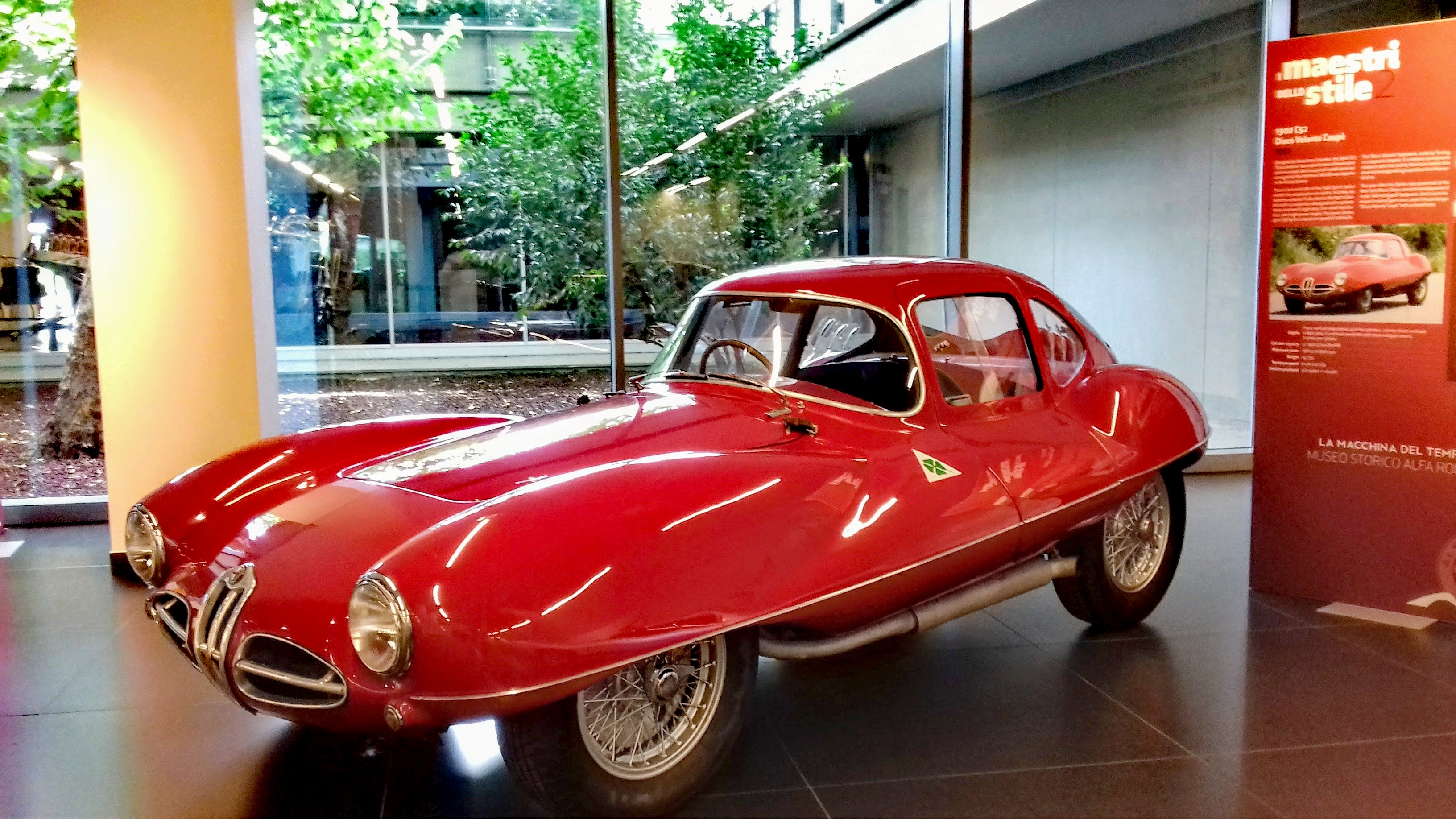
L'Alfa Romeo 1900 C52 Disco Volante Coupé

Nello stesso anno Gioachino Colombo e Carlo Chiti, sotto la supervisione di Orazio Satta Puliga, progettano e realizzano, con la collaborazione della carrozzeria Touring, la futuristica Alfa Romeo 1900 C52 Disco Volante. Su un inedito telaio tubolare sono montati il motore elaborato della 1900C Sprint e una carrozzeria dall'originale linea biconvessa particolarmente aerodinamica, frutto di prove nella galleria del vento. Le "Disco Volante", che si sono moltiplicate applicando questi concetti anche ad una coupé e a due spider con motore della 6C 3000 C50, però non prendono parte ad alcuna competizione in maniera ufficiale e sono sfruttati solo come veicoli sperimentali per auto di serie e per le ultime auto portate in gara ufficialmente dall'Alfa Corse.

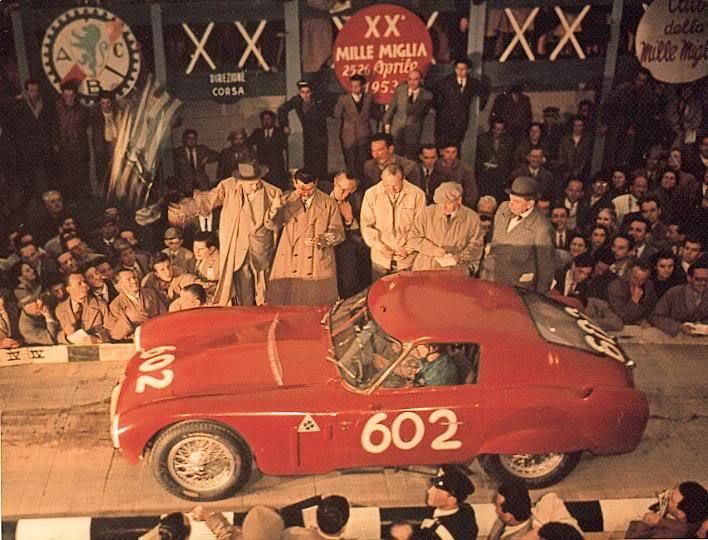
L'Alfa Romeo 6C 3000 CM Coupé Colli di Fangio - Sala alla partenza della Mille Miglia 1953

Da questo progetto nascono infatti le vetture Sport 6C 3000 CM (Competizione Maggiorata) e PR (Passo Ridotto) che partecipano alla prima edizione del campionato mondiale vetture sport del 1953. La nuova vettura ha un telaio tubolare a trave centrale, sospensioni a ruote indipendenti davanti e a ponte De Dion dietro, freni a tamburo sulle quattro ruote e motore sei cilindri in linea, derivato da quello della 6C 3000 C50, ulteriormente potenziato aumentando la cilindrata a 3.495 cm³, da cui il nome. In tutto ne sono costruiti sei esemplari, quattro berlinette e due barchette, tutte realizzate in alluminio dalla Carrozzeria Colli con richiami allo stile introdotto dalla Touring sulle Disco Volante. Tre berlinette esordiscono alla Mille Miglia 1953 destinate agli equipaggi Juan Manuel Fangio - Giulio Sala, Karl Kling - Hans Klenk, e Consalvo Sanesi - Giuseppe Cagna, che si dimostrano subito molto veloci. Si portano a turno in testa alla gara ma sono vittime di guasti al telaio tanto che Fangio deve rallentare per terminare al secondo posto assoluto, dietro solo dalla Ferrari 340 MM Spider Vignale di Giannino Marzotto - Marco Crosara. Dopo la promettente prestazione bresciana tre vetture partecipano alla 24 Ore di Le Mans con gli equipaggi Sanesi - Carini, Fangio - Marimon, Kling - Riess ma si ritirano tutte per guasti meccanici rispettivamente al cambio, al motore e all'assale posteriore. Dopo questa trasferta meno positiva una sola berlinetta chiusa viene destinata alla 24 Ore di Spa-Francorchamps e alla 1000 km del Nurburgring ma entrambe le uscite terminano con due ritiri.

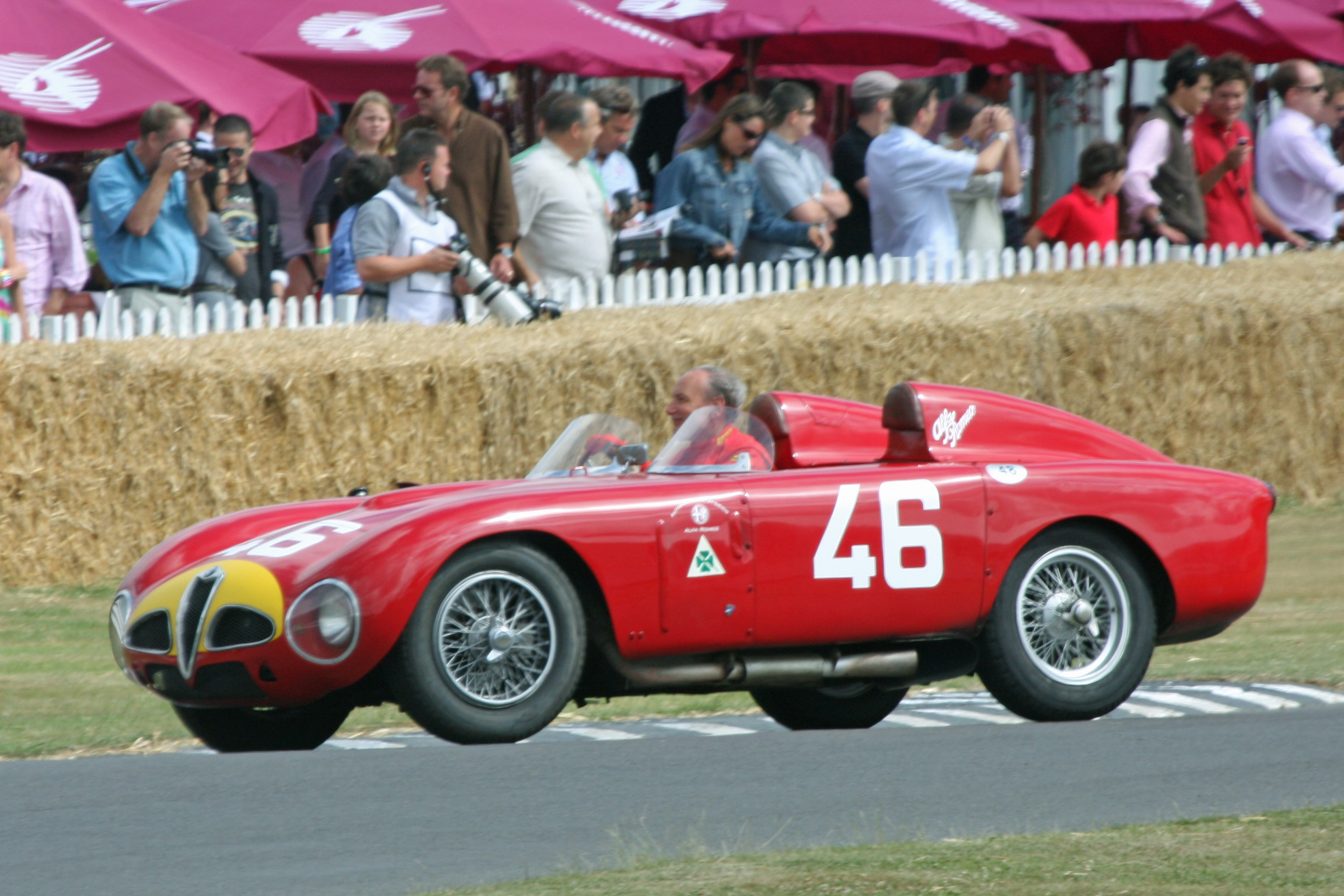
L'Alfa Romeo 6C 3000 CM Spider Merano di Juan Manuel Fangio, riconoscibile dal musetto giallo

La prima delle due barchetta invece vince il 1º Gran Premio Supercortemaggiore organizzato dall'Agip sul circuito di Merano nel 1953 con Juan Manuel Fangio al volante, in una gara che è la prima ed unica vittoria della 6C 3000 CM e l'ultima volta di Fangio al volante di un'Alfa Romeo ufficiale. Infatti nel 1954 arriva la 6C 3000 PR, Passo Ridotto, costruita a partire dal telaio della seconda barchetta ma con motore riportato a 3 litri, passo accorciato e carrozzeria realizzata dalla Touring, per partecipare al 2º Gran Premio Supercortemaggiore, stavolta organizzato all'Autodromo di Monza, ma l'unico esemplare costruito viene distrutto in un incidente in prova da Consalvo Sanesi.
Alla fine dell'anno l'Alfa Corse viene chiusa per concentrare lo sforzo degli ingegneri verso lo sviluppo della futura Giulietta, la seconda vettura di massa prodotta dall'Alfa Romeo e prima vera vettura "popolare" del marchio, ma le vetture del Biscione continuano a correre, e a vincere, con validi gentlemen-driver, in particolare sulle 1900 TI e sulle neonate Giulietta e loro derivate.
Con la chiusura del reparto corse le vetture dell'Alfa Corse subiscono destini diversi; alcune vengono vendute ai piloti privati di tutto il mondo, altre invece alle carrozzerie per diventare GT stradali ed altre ancora usate come vetture-laboratorio per testare le nuove soluzioni da applicare sulle future Alfa Romeo di serie. "Muoiono" insieme all'Alfa Romeo 6C 3000 PR anche i progetti espressamente dedicati alle gare sport per i gentleman-driver, cioè la 2000 Sportiva/1900 Sport Spider, progettata da Satta con la collaborazione della carrozzeria Touring basandosi sul telaio tubolare della 1900 C52 Disco Volante, e la 750 Competizione, progettata da Rudolf Hruska con la collaborazione di Carlo Abarth, che contatta la carrozzeria Boano ed elabora il motore della neonata Giulietta.

### I privati (1955-1962)
Anche se l'Alfa Corse è chiusa e l'Alfa Romeo non iscrive direttamente le proprie auto alle gare continua a progettare i nuovi modelli di serie pensando ad un concreto impiego sportivo, tanto che sono portate in gara dai piloti privati e vincono nelle categorie Sport, Turismo e Gran Turismo.

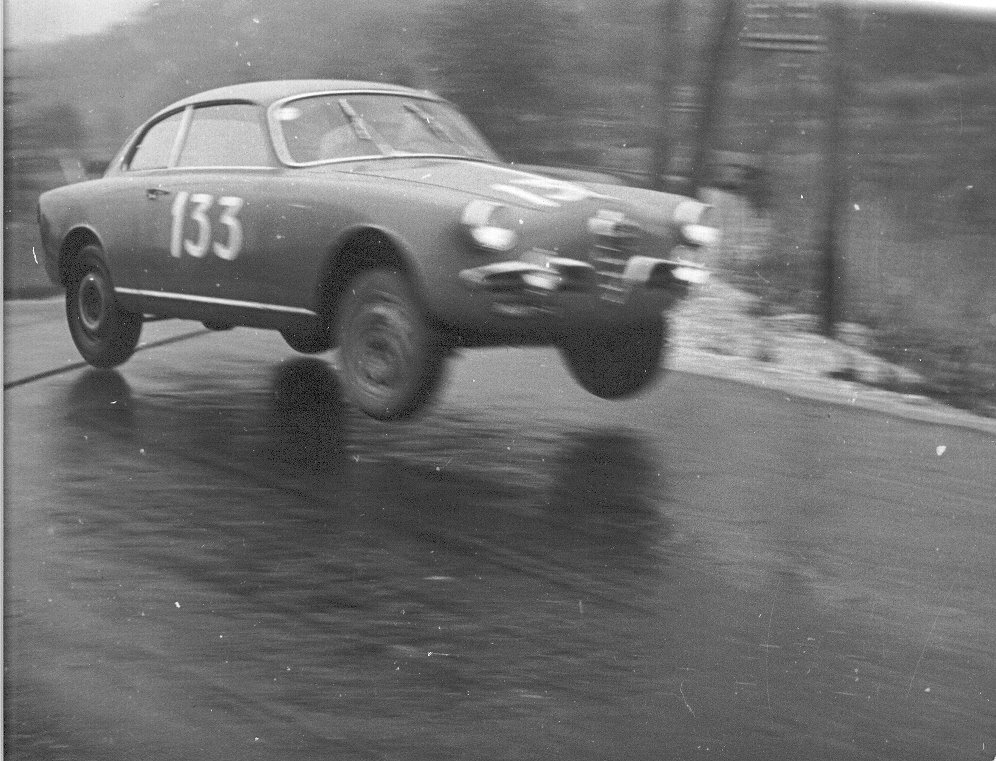
Un'Alfa Romeo Giulietta Sprint Veloce salta alla Mille Miglia 1956

Sin dalla presentazione della Giulietta Sprint nel 1954 è messa allo studio una sua versione alleggerita e potenziata da destinare alle gare sport con piloti privati, la Giulietta Sprint Veloce, che debutta alla Mille Miglia 1956 ottenendo l'11º posto assoluto, con Sgorbati-Zanelli, e una tripletta di classe GT fino 1.3 litri. La sua carriera sportiva poi prosegue con decine di successi negli anni successivi, sia nelle gare in pista che in quelle su strada, con validi gentleman-driver al volante. Questi piloti-proprietari uniscono i loro sforzi fondando squadre corse private, come la Scuderia Sant' Ambroeus o il Jolly Club, e portano le proprie vetture a delle officine specializzate nell'elaborazione dei motori Alfa Romeo, note come preparatori, tra cui spiccano quella di Virgilio Conrero a Torino e di Carlo Facetti a Milano.
Vista l'agguerrita lotta delle Alfa Romeo 1900C SS Touring con le Lancia Aurelia B20 GT tra il 1954 e il 1956 la Carrozzeria Zagato realizza l'Alfa Romeo 1900C SS Z, Super Sprint Zagato, una 1900C SS dotata di carrozzeria in alluminio più leggera ed aerodinamica di quella di serie e, ovviamente, motore potenziato. Sebbene l'auto sia realizzata da una ditta esterna queste vetture sono caldeggiate da Consalvo Sanesi, il principale pilota-collaudatore del Biscione, che le sviluppa rendendole molto competitive e, per questo, tra le preferite dai piloti amatoriali per le gare di categoria GT, compresa la Mille Miglia.

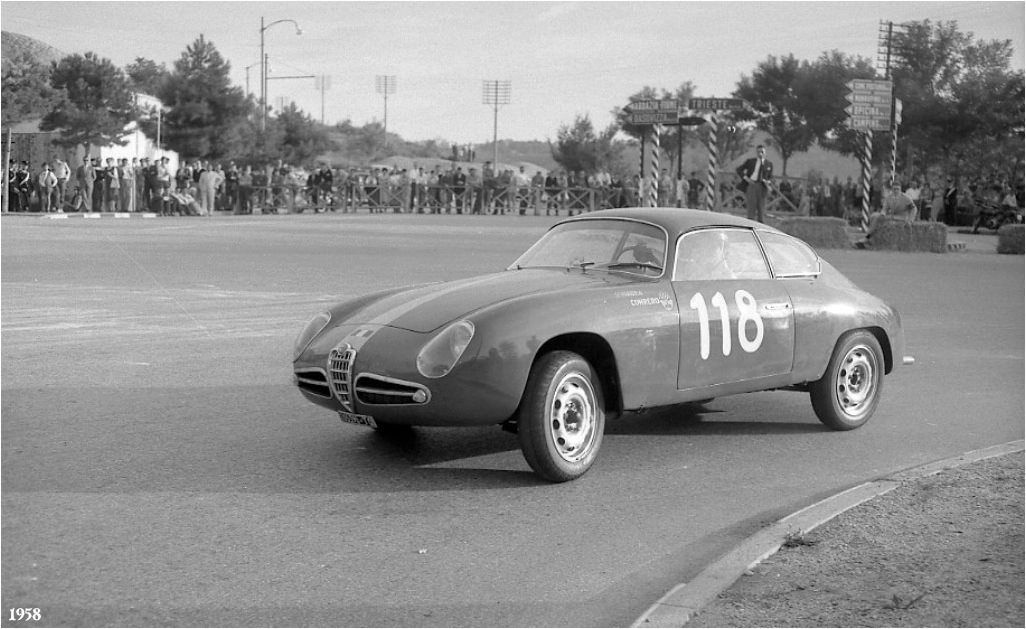
L'Alfa Romeo Giulietta SVZ di Ada Pace mentre corre per vincere la Trieste-Opicina 1958

Alfa Romeo e Zagato sono unite anche dai fratelli Leto di Priolo, validi gentleman-driver, che scelgono l'atelier milanese per realizzare una nuova carrozzeria alleggerita per la loro Giulietta SV, distrutta dopo pochi chilometri di gara alla Mille Miglia. Il risultato è la Giulietta SVZ, una vettura che batte fin da subito le Giulietta SV "tradizionali" grazie alla sua carrozzeria più leggera e aerodinamica, per questo molti gentleman-driver seguono l'esempio dei Leto di Priolo e consegnano le loro Giulietta SV a Zagato per trasformarle in SVZ. Il successo delle SVZ spinge l'Alfa Romeo a progettare una Giulietta ad alte prestazioni da mettere ufficialmente a listino, la Giulietta SS, realizzata in alluminio dalla Bertone e disegnata da Franco Scaglione. La Giulietta SS, nonostante la preparazione di Conrero, non ottiene i risultati sperati in pista perché la carrozzeria molto aerodinamica ha sbalzi lunghi che ne limitano la maneggevolezza. Perciò nel 1959 l'Alfa Romeo "riposiziona" la Giulietta SS rendendola una piccola GT e ufficializza la SZ come la Giulietta ad alte prestazioni, mettendola regolarmente a listino e consegnando alla Zagato gli autotelai per costruire la SZ e poi la sua evoluzione, la SZ "Coda Tronca".

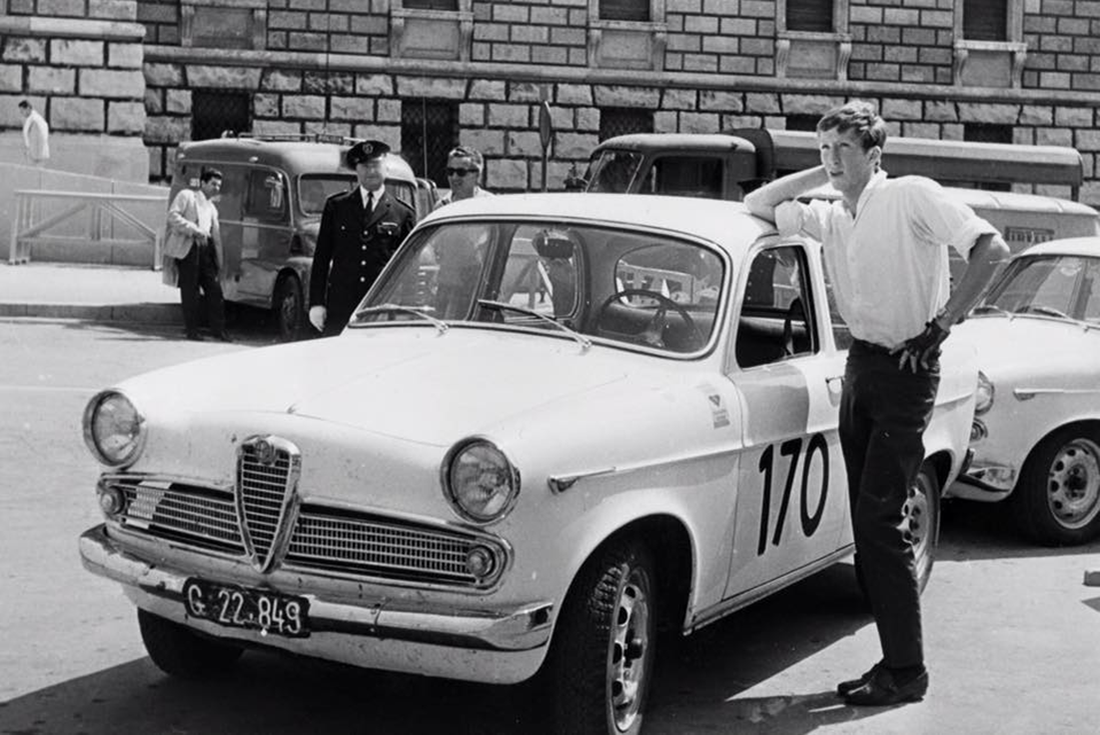
Tra i privati che corrono con una Giulietta Ti preparata da Conrero vi è Jochen Rindt, qui prima della vittoria di classe 1300 alla Trieste-Opicina 1962

Nel 1961 viene inaugurata la pista di Balocco, un circuito polifunzionale dove l'Alfa Romeo collauda le proprie vetture in autonomia e riservatezza prima della messa in produzione e su cui sono sviluppate anche le vetture più sportive. Su questa pista da lì in poi nasceranno e verranno sviluppate tutte le Alfa Romeo, anche da corsa, a cominciare dalla Giulia, la nuova media che sancirà il successo del marchio milanese.

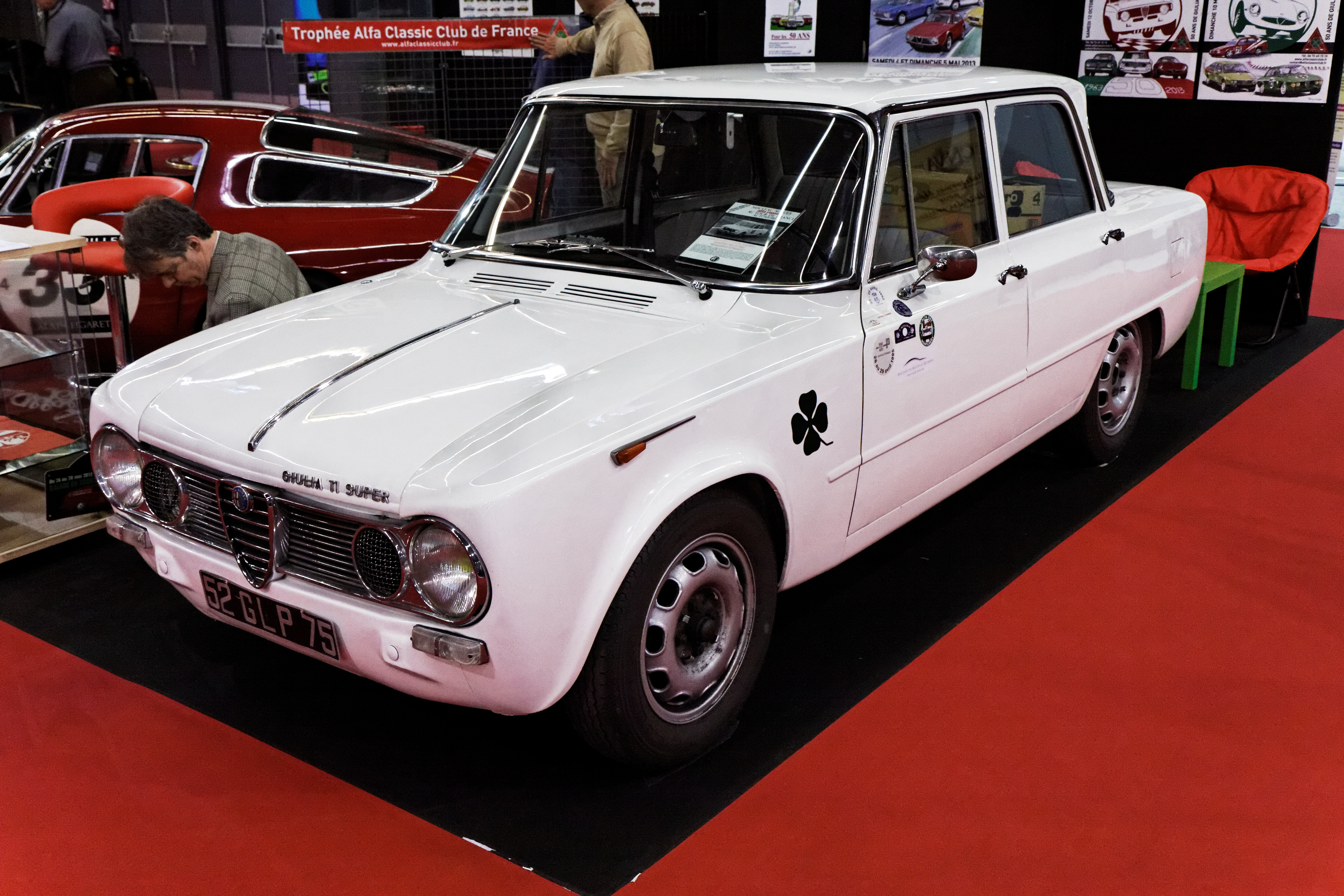
Una Alfa Romeo Giulia Ti Super. Sulla carrozzeria bianca spicca il quadrifoglio verde sui parafanghi

Come già fatto con le precedenti 1900 TI e TI Super nel 1957 nasce la Giulietta TI, Turismo Internazionale, ovvero la versione sportiva della Giulietta berlina che può competere nelle gare Turismo e dove ottiene alcuni successi sempre con piloti privati. Nel 1963 l'Alfa Romeo si riavvicina alla competizioni, con l'intento di ritornare ufficialmente alle gare, preparando la nuova Giulia TI per le gare Turismo. Per ottenere l'omologazione sportiva sono realizzati 501 esemplari di Giulia Ti Super, tutti bianchi ma con un grande quadrifoglio verde, già simbolo dell'Alfa Corse, sui parafanghi anteriori, talmente evidenti che le Ti Super si meritano subito il soprannome "Quadrifoglio". La Giulia Ti Super durante la sua breve ma intensa carriera sportiva coglie innumerevoli vittorie in ogni tipo di gare, nazionali e internazionali, con i migliori piloti in attività, grazie anche alla "consulenza" dei piloti collaudatori Alfa Romeo Bruno Bonini e Guido Moroni, spesso presenti sui tracciati di gara.
Dati i successi della Giulia TI Super l'Alfa Romeo aumenta l'impegno sportivo in maniera semi-ufficiale grazie all'Auto Delta, che nel giro di un anno diventa Autodelta, a tutti gli effetti il reparto corse dell'Alfa Romeo.

### L'Autodelta (1963-1983)

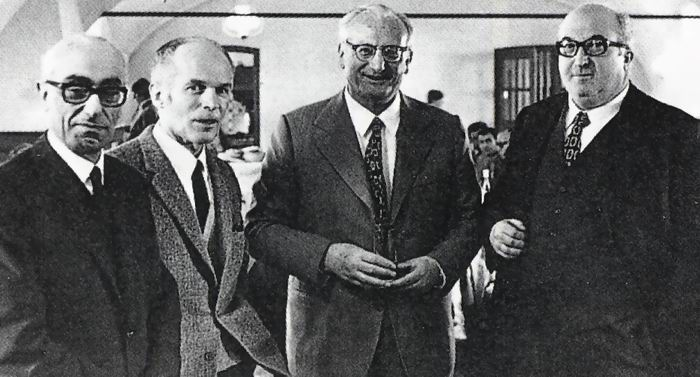
Tre tecnici e il presidente dell'Alfa Romeo negli anni '60 Orazio Satta Puliga, Giuseppe Busso, Giuseppe Luraghi e Carlo Chiti

Nel 1963 Carlo Chiti e Ludovico Chizzola, supportati dal consenso ufficioso dell'azienda milanese, fondano ad Udine l'Auto Delta, una società autonoma progettare e costruire vetture Alfa Romeo da competizione. In un anno l'Auto Delta si trasforma in Autodelta e viene rilevata direttamente dall'Alfa Romeo e, pur rimanendo una società esterna, diventa il reparto corse ufficiale dell'Alfa Romeo, come è successo con la Scuderia Ferrari 30 anni prima.
La sede viene progressivamente trasferita a Settimo Milanese e sotto questa effigie si occuperà fino al 1983 di tutte le Alfa Romeo da competizione, dal Trofeo Alfasud alla Formula 1. Animata dall'ingegnere Carlo Chiti che si occupa sia della progettazione che della gestione delle vetture in pista, si ottengono vittorie con le Giulia TZ e TZ2, le GTA/GTam, tutte le Sport Prototipo Tipo 33, le Alfetta Gt/GTV da rally, le Alfasud Ti Trofeo del monomarca e dal 1979 si ritorna anche alla Formula 1.
In questo periodo i piloti più famosi che difendono i colori dell'Alfa Romeo sono Jean-Claude Andruet, Derek Bell, Lucien Bianchi, Vittorio Brambilla, Mario Casoni, Andrea de Adamich, Spartaco Dini, Carlo Facetti, "Nanni" Galli, Ignazio Giunti, Masten Gregory, Toine Hezemans, Jean-Pierre Jarier, Jacques Laffite, Jochen Mass, Arturo Merzario, Henri Pescarolo, Gian Luigi Picchi, Nino Vaccarella e Gijs van Lennep. Questi corrono sia per il team ufficiale che per i preparatori, con Facetti e Monzeglio, che hanno quasi tutti una propria squadra corse semi-ufficiale.

### La nuova Alfa Corse (1984-1996)
Nel 1983 il fallimento del programma di Formula 1 e una crisi aziendale spingono verso la riorganizzazione dell'attività sportiva e la chiusura dell'Autodelta. Il reparto torna a chiamarsi Alfa Corse, come nel 1938, e riduce complessivamente il suo impegno sportivo. Le Alfa Romeo di Formula 1 sono affidate in forma semiufficiale all'Euroracing, una squadra corse con esperienze nelle categorie minori, prima che alla fine del 1985 l'Alfa Romeo esca totalmente dalla F1 vendendo i propri motori alla Osella.

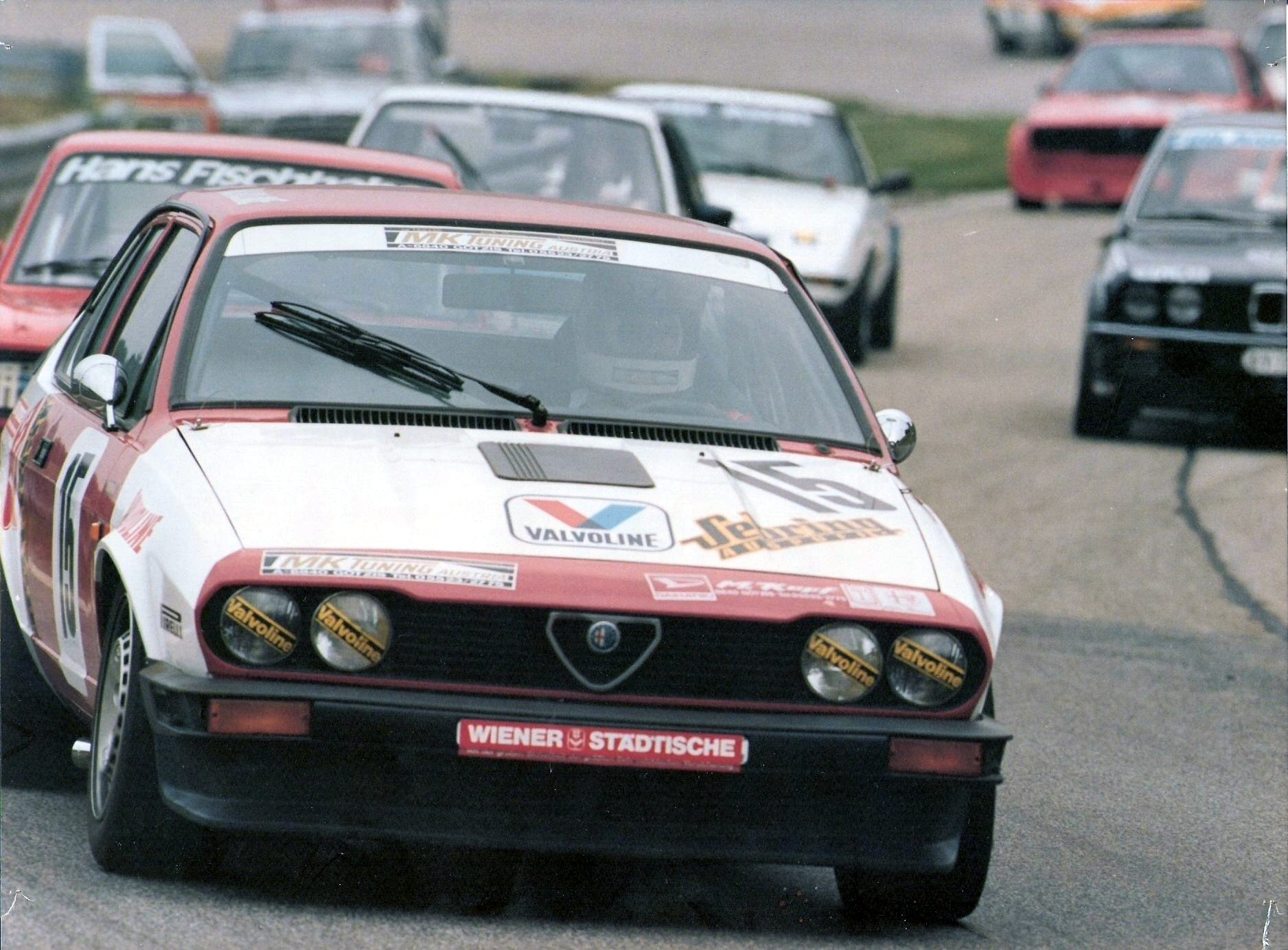
L'Alfa Romeo GTV6 2.5 Gr.A di Michael Kop ad Hockenheim nel 1984

Nel periodo di transizione, tra il 1982 e il 1985, le Alfa Romeo GTV6 2.5 Gr.A e Gr.N ufficiali vincono per 4 anni consecutivi il titolo marche del Campionato Europeo Turismo e con team e piloti privati partecipano anche a numerosi rally ottenendo qualche successo soprattutto con Yves Loubet. Nel 1986 l'Alfa Corse prepara anche la nuova Alfa 75 Turbo per le competizioni realizzandone tre versioni distinte dal livello di preparazione, la Gruppo N, direttamente derivata dalla 75 Turbo di serie, e le Gruppo A3 ed A1 IMSA, preparazioni più spinte per cui è necessario costruire 500 esemplari di 75 Turbo Evoluzione stradali da usare come base.

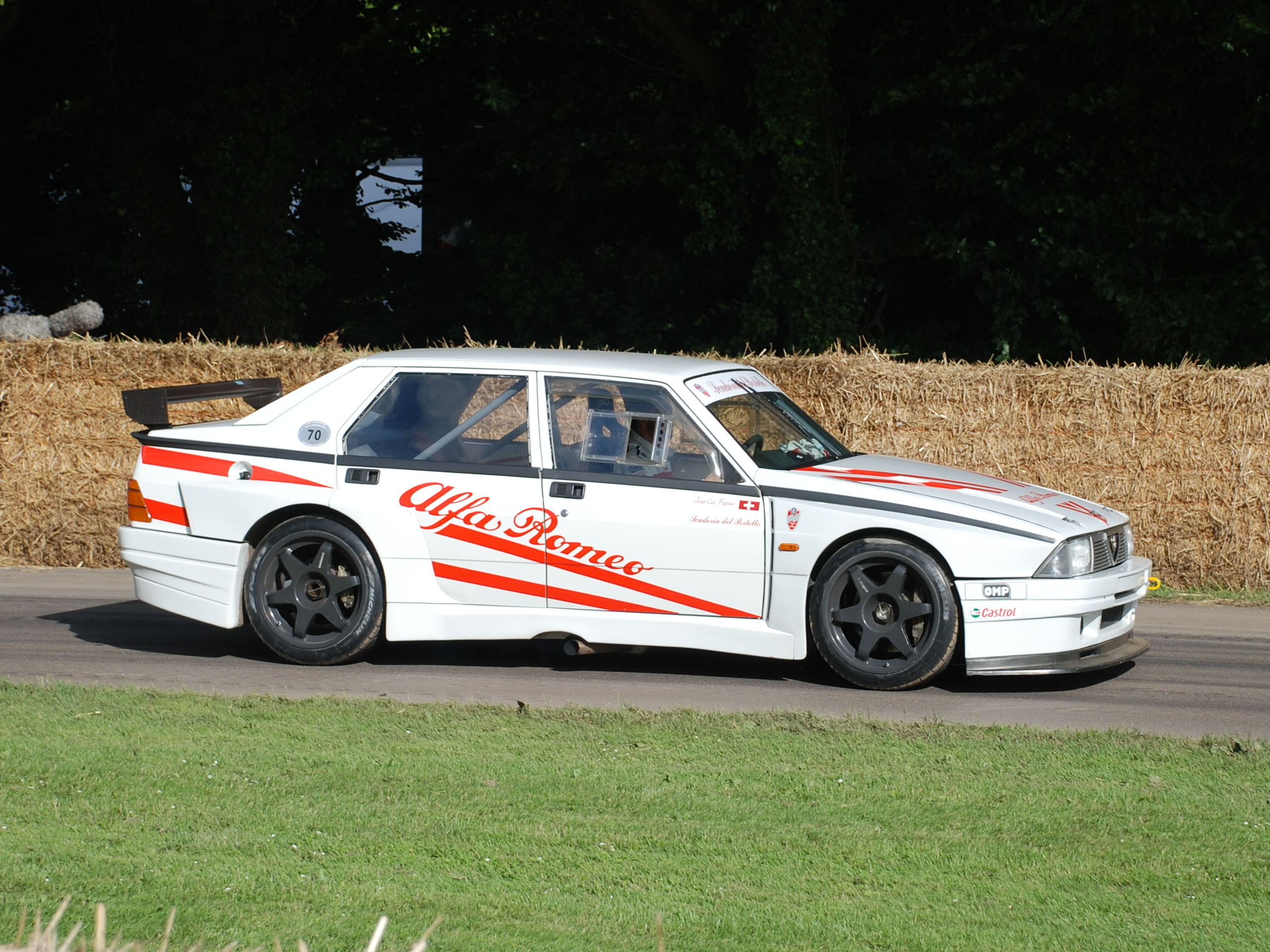
Un'Alfa Romeo 75 Gr.A3 IMSA

La 75 Turbo Gr.A partecipa al WTCC 1987, il mondiale turismo, senza ottenere risultati di rilievo, e al Campionato Italiano Velocità Turismo, che invece vince con Gianfranco Brancatelli nel 1988, mentre nei rally la 75 viene allestita e preparata dai piloti e dalle scuderie private. La 75 IMSA invece domina il Giro automobilistico d'Italia con gli equipaggi Riccardo Patrese - Miki Biasion - Tiziano Siviero nel 1988 e Giorgio Francia - Dario Cerrato - Giuseppe Cerri nel 1989.
Nel 1983, in concomitanza con l'arrivo della nuova Alfa 33, il Trofeo Sprint sostituisce il Trofeo Alfasud e diventa il monomarca Alfa Romeo mentre dal 1984 l'Alfa Romeo comincia a fornire il motore V6 2.5 litri della GTV6 alle Sport Prototipo, in particolare a quelle che gareggiano nella categoria Sport Nazionale con motore unificato.

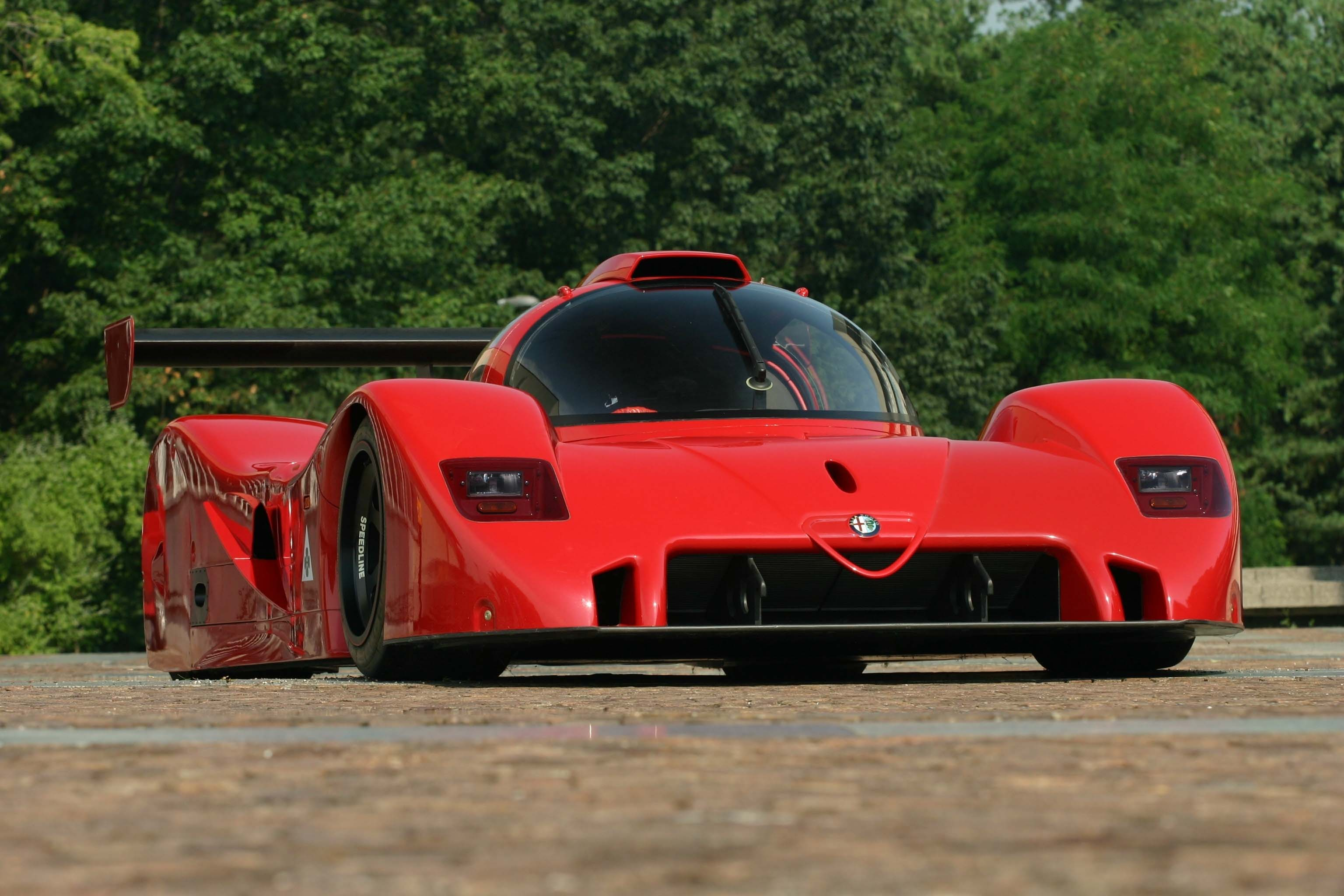
L'Alfa Romeo SE048 Gruppo C

Con l'acquisizione dell'Alfa Romeo da parte della Fiat nel 1987 Giorgio Pianta viene messo a capo dell'Alfa Corse per rilanciare l'attività sportiva della casa. Nel 1987 debutta al posto della Formula Fiat-Abarth la Formula Alfa Boxer, realizzata con telaio tubolare e motore boxer derivato dalla 33, che fino al 1992 sarà la formula addestrativa del gruppo Fiat. Nello stesso anno la fornitura di motori si allarga alla Formula 3, con il 2.0 Twin Spark della 75 che ottiene molti successi su queste monoposto in Italia e all'estero, e si sarebbe dovuta estendere anche alla Formula 1, in particolare con un motore 4 cilindri in linea biturbo per il team Ligier, ma l'arrivo della nuova proprietà frena il progetto F1 prima del debutto sospendendo anche lo sviluppo di un nuovo motore V10 aspirato 3.5 litri preparato per la stagione 1988. Questo motore viene rispolverato nel 1988 per la 164 Procar, una vettura silouhette che nascondeva sotto la carrozzeria di serie una vera e propria vettura di Formula 1 costruita in collaborazione con la Brabham, che però non gareggia perché il campionato a cui avrebbe dovuto prendere parte è abolito dalla FIA prima di nascere.
Nel 1988 l'Alfa Corse inizia a sfruttare le sinergie del Gruppo Fiat sfruttando le strutture della Ferrari e dell'Abarth, infatti tra il 1989 e il 1991 fornisce un V8 sovralimentato, parzialmente da quello della Ferrari Cart, alla Alex Morales Motorsports che lo monta su un telaio March per partecipare alla IndyCar World Series con Roberto Guerrero, e nel 1989 nasce la Sport Prototipo SE048, una Gruppo C per correre nell'omonimo mondiale, con telaio Abarth e motore prima V10 della 164 Procar e poi V12 Ferrari.

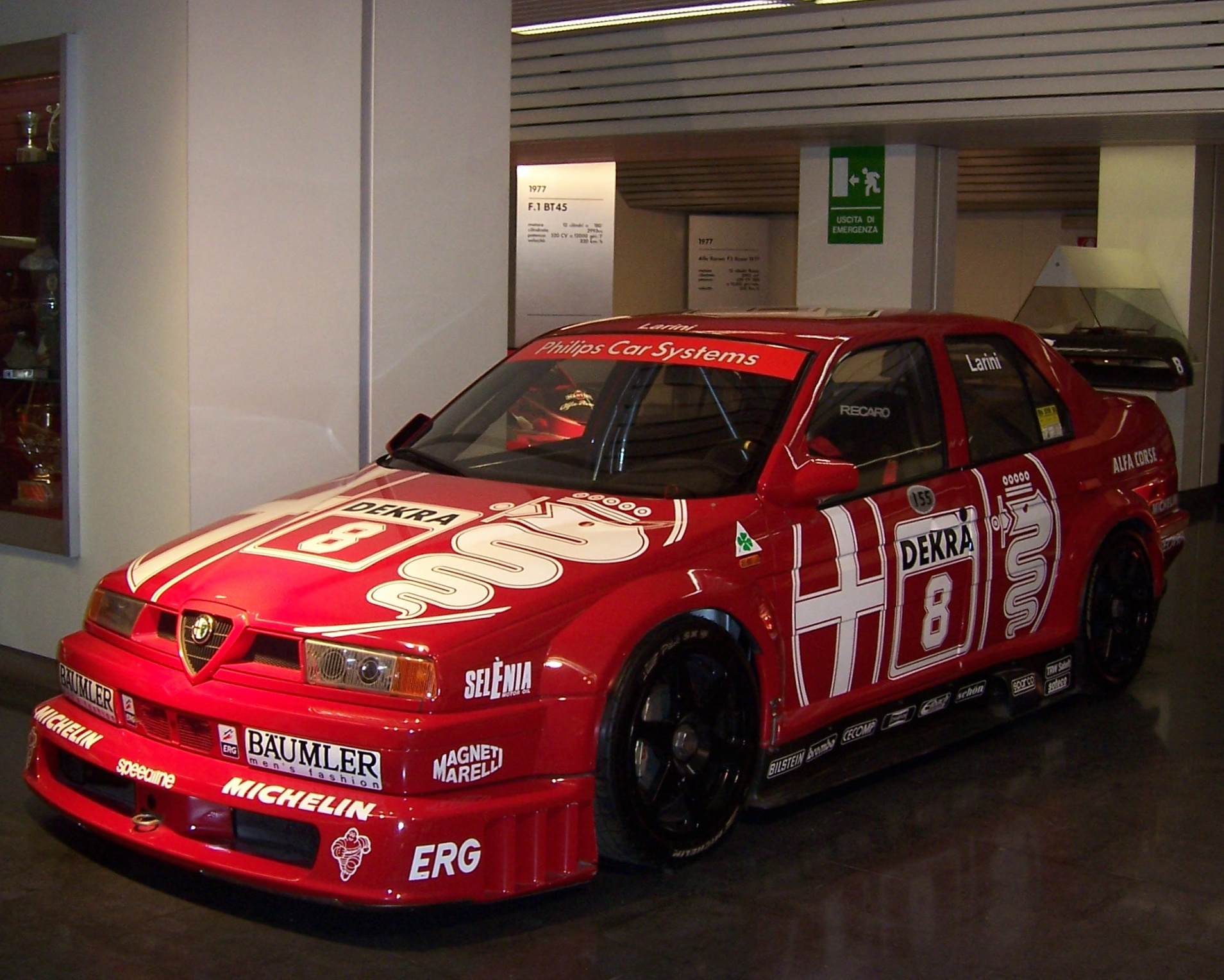
L'Alfa Romeo 155 V6 Ti DTM 1993 di Nicola Larini con il quadrifoglio sul parafango anteriore e la scritta Alfa Corse su quello posteriore

Nel 1992, quando l'attività sportiva del gruppo Fiat è spostata dalla Lancia all'Alfa Romeo, lo staff di Giorgio Pianta, tra cui spicca Sergio Limone, trasforma l'Alfa Romeo 155 nelle 155 GTA, che vince il campionato italiano Superturismo 1992, e 155 V6 TI e D2, che vincono nei campionati turismo in Italia e all'estero dal 1993 al 1997. Nel 1996 tutta l'attività sportiva del gruppo Fiat viene definitivamente riunita sotto l'egida di Fiat Corse e le nuove Alfa Romeo 156 da corsa sono portate in gara dal team privato Nordauto e l'attività dell'Alfa Corse si riduce notevolmente.

### L'Autodelta N.Technology (1996-2008)

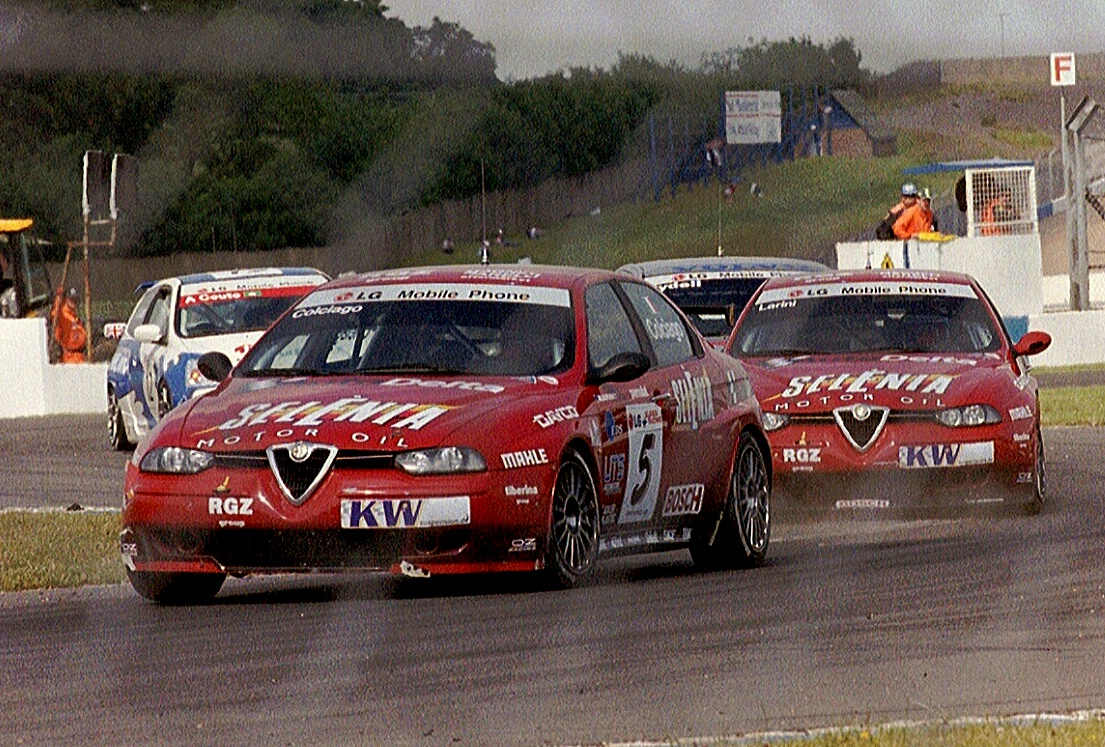
Le Alfa Romeo 156 GTA di Roberto Colciago e Nicola Larini

Nel 1997 l'Alfa Romeo lascia che le nuove Alfa Romeo 156 D2 preparate per il campionato turismo siano portate in gara dalla Nordauto. Nel biennio 1998-99 la Nordauto vince il campionato italiano turismo due volte con Fabrizio Giovanardi e nel 2000 la prima edizione dell'ETCC, sempre con Giovanardi e la 156 D2. Nel 2001 la Nordauto diventa N.Technology quando vengono chiusi anche i progetti GTV Cup e 147 Cup, vetture elaborate per essere impegnate in un monomarca disputato come gara di contorno del campionato italiano Superturismo 1999-2000.
L'Alfa Romeo 156 continua ad essere elaborata nella versione Super2000 per partecipare le edizioni successive dell'ETCC e poi del WTCC dalla N.Technology fino al 2006, quando viene sospesa ogni attività sportiva assistita in qualche misura dalla casa.

### L'accordo con Sauber (2018-2023)

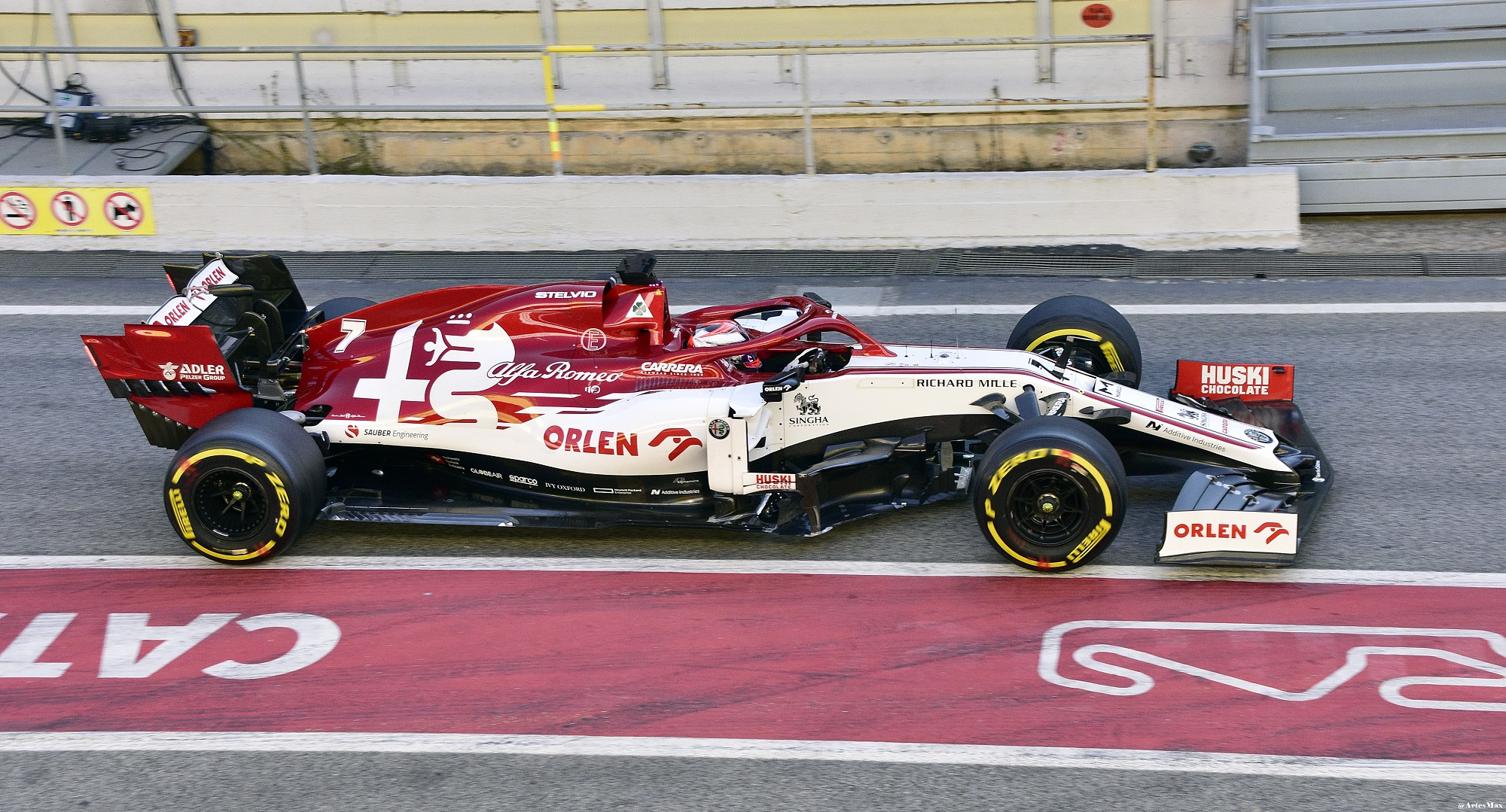
L'Alfa Romeo Racing ORLEN Sauber C39 di Kimi Räikkönen

Attualmente l'Alfa Romeo non sta prendendo parte ufficialmente alle competizioni ma dal 2018 al 2023 il marchio è stato presente in Formula 1 attraverso la sponsorizzazione del team Sauber e nel 2020 sono state presentate due versioni estreme della Giulia Quadrifoglio, la Giulia GTA e la Giulia GTAm che portano sui parafanghi il glorioso stemma Autodelta. Inoltre, grazie al preparatore milanese Romeo Ferraris, è stata realizzata una Giulietta conforme al regolamento TCR e una Giulia a quello ETCR, modificata al punto da essere ad alimentazione elettrica.

## I simboli

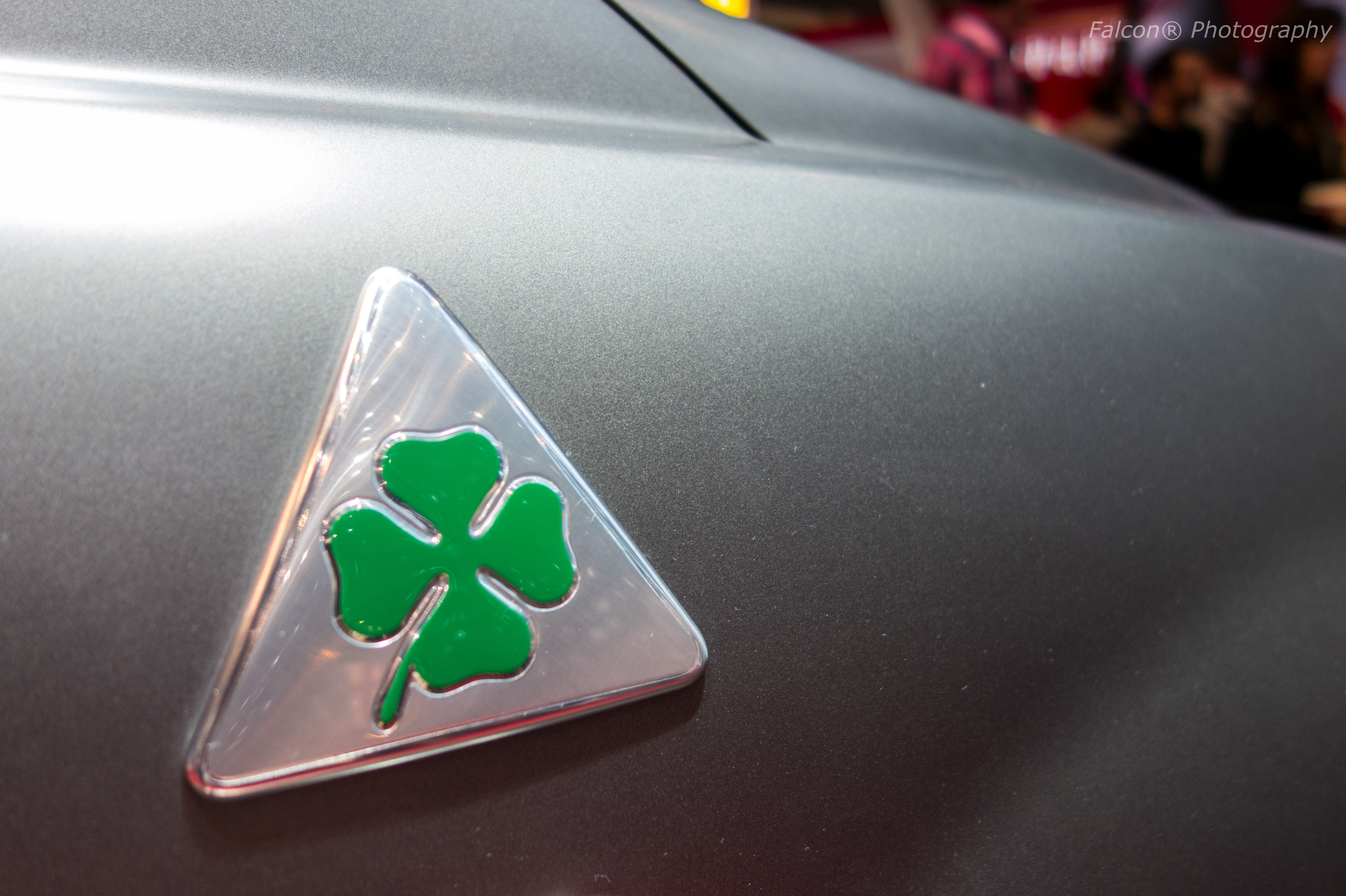
Il quadrifoglio verde sul parafango di una MiTo

Il simbolo dell'Alfa Corse, e di tutte le Alfa Romeo da corsa, è un quadrifoglio verde su campo bianco sin dal 1923, quando Ugo Sivocci, un pilota valido ma sfortunato, lo dipinge sul cofano della sua Alfa Romeo RL TF come portafortuna prima di prendere il via alla Targa Florio che, grazie a questo simbolo Sivocci riesce a vincere per la prima volta. Alla gara successiva a Monza purtroppo però Sivocci perde la vita in un tragico incidente occorsogli sulla sua GPR numero 17 priva del portafortuna dipinto sul cofano. Da qual momento il quadrifoglio viene dipinto su tutte le vetture della squadra e diventa lo stemma di tutte le Alfa Romeo da corsa. Tuttavia tra il 1932 e il 1937 il simbolo tradizionale è sostituito con quello della Scuderia Ferrari, il cavallino rampante su fondo giallo, anch'esso dipinto sui cofani delle vetture milanesi. Con la fondazione dell'Alfa Corse nel 1938, il quadrifoglio è sempre apparso su tutte le Alfa Romeo ufficiali, anche tra il 1963 e il 1983, quando è stato affiancato dal logo triangolare con la bandiera a scacchi dell'Autodelta.
Nella versione originale di Sivocci del 1923 vi è un quadrifoglio verso su campo bianco di forma quadrata. Per ricordare la scomparsa di Sivocci, parte della squadra dei "4 moschettieri" dell'Alfa Romeo, formata da Ascari, Campari, Ferrari e appunto Sivocci, al quadrato bianco è tolto un lato e diventa triangolare e rimane così fino ad oggi.
Questo simbolo equipaggia tutt'oggi anche le versioni più sportive delle Alfa Romeo stradali.